# 이광수
이광수(李光洙, 1892년 3월 4일 ~ 1950년 10월 25일)는 일제강점기, 대한민국의 언론인, 문학가, 시인, 평론가, 번역가이다. 애국계몽운동가로서의 공로가 있으나, 최남선 등과 함께 변절한 친일파로 평가된다. 본관은 전주이며, 조선 목조의 차남 안원대군의 후손이다. 자는 보경(寶鏡), 호는 춘원(春園)·고주(孤舟)·외배·올보리·장백산인(長白山人), 필명은 춘원생·경서학인(京西學人)·노아자닷뫼당백·Y생·장백·장백산인 등.
일제강점기 독립 운동에 참여, 신한청년당과 상하이의 대한민국 임시정부에 참여하였고, 임정 사료편찬위원회 그리고 신한청년당의 독립운동지 신한청년(新韓靑年)에 주필로서 참여하였다. 언론인으로 동아일보 편집국장과 조선일보 부사장을 지냈고 또한 문학 번역가로도 활동하며 영미권의 작품을 한국어로 번안하여 국내에 소개했다. 아울러 순한글체 소설을 쓰며 소설 문학의 새로운 역사를 개척한 인물로 평가되며, 소설가로는 구한말과 일제시대 동안 '만인의 연인'이라는 별명과 함께 청소년 남녀 문인의 우상이었고 최남선, 홍명희와 더불어 '조선의 3대 천재'로 대표되었던 인물이었다.
1909년 첫 작품 《사랑인가》를 발표한 이후 일본 유학 중 소설과 시, 논설 등을 발표하였다. 귀국 후 오산학교에서 교편을 잡다 망명, 1919년 도쿄 조선인 유학생의 2·8 독립 선언을 주도했으며, 2·8 독립 선언서를 기초한 후 3·1 운동 전후 상하이로 건너가 상하이 임시정부에 참가하고 그 후 독립운동지 신한청년 등에서 주필을 역임하였다. 임시정부의 일원으로서 대한의 독립의 정당성을 세계에 홍보하려 노력하였으며 임시정부에서 발간하는 기관지 《독립신문사》 사장을 맡아 활동했다. 그러나 허영숙이 상하이로 찾아와 귀국을 종용하자 상하이에서의 독립운동을 접고 1921년 3월 귀국하여 허영숙과 결혼하였다. 1922년 5월 개벽지에 《민족개조론》을 발표하여 '도덕적 타락'이 한민족의 쇠퇴의 원인이라 주장했다. 1923년 《동아일보》에 입사하여 편집국장을 지내고, 1933년 《조선일보》 부사장을 거치는 등 언론계에서 활약하면서 《재생》(再生), 《마의태자》(麻衣太子), 《단종애사》(端宗哀史), 《흙》 등 많은 작품을 쓰며 동시에 독립운동을 계속하였다.
그러다 1937년 수양동우회 사건으로 반년 간 투옥된 이후 친일(대일협력) 성향으로 기울어 친일어용단체 조선문인협회 회장이 되어 전선병사 위문대·위문문 보내기를 주도하였다. 1940년 2월 15일자 《매일신보》에 〈국민문학의 의의〉를 게재하고 황민화운동을 지지하였으며, 2월 20일자 《매일신보》의 〈창씨와 나〉에서는 창씨개명 정책에 대한 지지 의사를 밝힘과 함께 자신의 이름을 가야마 미쓰로(香山光郞)으로 바꾼 이유를 밝혔다. 1941년 9월 《매일신보》에 〈반도민중의 애국운동〉을 게재해 일본의 대동아공영권을 지지하였고, 영미타도대강연회에서 ‘사상 함께 영미를 격멸하라’라는 주제로 강연을 하기도 하였다. 특히 일본제국의 징병제를 선전하고 긍정하는 내용의 글을 집필하고 연설을 한 것이 눈에 띄며 1942년 5월 조선임전보국단 주최의 징병제도연설회에서는 ‘획기적 대선물' 제하에 연설하였으며, 《신시대》 1942년 4월호 〈징병과 여성〉을 게재해 징병제 실시를 환영하는 입장을 보였다. 1943년 11월 임시특별지원병제도 경성익찬회 종로위원회 실행위원으로 활동하였고 같은 달 최남선 등과 함께 일본 주재 한국인 유학생에게 입대를 권유하는 '선배 격려대'에 참여하였다. 1944년 결전태세즉응(決戰態勢卽應) 재선(在鮮) 문학자 총궐기대회 의장을 맡았으며, 8월 적국항복 문인대강연회에서 ‘전쟁과 문학’이란 제목으로 강연, 1945년 2월 대화동맹 준비위원 겸 이사, 6월 조선언론보국회 명예회원 및 대의당(大義黨) 위원이 되었다.
해방 후 《백범일지》의 교정, 윤문과 안창호의 일대기 집필을 직접 맡아 주관하기도 했다. 1949년 반민특위에 기소가 제기됐으나 석방되었고, 1950년 6월 한국 전쟁 당시 서울에 있다 북한 인민군에 의해 납북되었다. 그간 생사불명이다가 1950년 만포에서 병사한 것이 확인되었다.

## 생애

### 출생과 가계
이광수는 1892년 3월 4일 평안북도 정주군 갈산면 신리 940번지 익성동에서 아버지는 전주이씨 안원대군의 후손인 이종원(李鍾元)과 어머니 충주 김씨(忠州金氏)의 4남 2녀 중 넷째 아들로 태어났다. 그러나 형 세명은 모두 요절하여 사실상의 독자가 되었다. 아버지 이종원은 42세였고 두 번 상처한 후 재혼한 상태였으며, 어머니 충주 김씨는 세 번째 부인이었다.
이광수의 가계는 조선 태조의 고조부인 조선 목조의 장남 안원대군 진(珍)의 22대손이 된다. 조선 건국 후 안원대군(安原大君)으로 추증된다. 그 뒤 21대조 사마 시(施)는 종정경 평해군(平海君), 20대조 행 원주병마만호(行原州兵馬萬戶) 희무(希武)는 종정경 윤산군(崙山君), 19대조 진사 춘흥(春興)은 종정경 동남군(潼南君)인데 이들은 모두 생전에 왕족을 지낸 것이 아니고, 조선 건국 후 한참 지난 1872년(고종 9)에 왕족의 예로서 군으로 추증된 벼슬들이다.
그의 가계는 이후 농민처럼 지내다가 6대조 때부터는 아들이 하나라서 4대 독자였고, 할아버지 리건규가 아버지 형제를 보았다.
어릴적 이름은 보경(寶鏡)이다. 그가 태어날 때 아버지 종원은 꿈에 늙은 승려 한 사람이 거울을 주고 가는 꿈을 꾸고 그를 낳았다 하여 이름을 보경이라 하였다. 춘원이라는 아호(雅號) 외에 고주(孤舟)·외배·올보리라는 별호도 있다.
할아버지 건규(建圭)는 증조부가 학행과 효자 정려를 받았으므로 음서로 통덕랑을 지냈지만, 관직에 뜻을 두지 않고 시와 글씨와 술을 즐기다가 기생 한 명을 첩으로 들인 뒤 주막집을 차렸다. 아버지 이종원은 초시에는 합격했지만 소과와 대과에 연속으로 실패하면서 술로 세월을 보냈다.
평안도 정주에서 출생하였고 지난날 한때 평안도 의주에서 잠시 유아기를 보낸 적이 있는 그는 그 후 집안의 가난과 세를 댈 돈이 없어 이광수가 유아기 중후반일 무렵 정주군 내에서만 9번 이사를 다녔다. 그위 위로 형이 세 명 있었으나 모두 태어난지 얼마 안되어 3세를 넘기지 못하고 요절하였으므로 유년기에 심한 기침과 발작을 한 것을 본 일가들은 그가 일찍 죽을 것이라 예상하였으나 한고비를 넘겼다. 그러나 5,6세가 되도록 잔병치레가 심하여 부모의 간호를 받거나 의원이 그의 집을 자주 출입하였다.
5세에 한글과 천자문을 깨치고 8세에 동네 서당에서 한학을 배웠다. 일찍부터 글을 떼고 기억력이 남달리 좋아 신동 소리를 들었다. 처음 이름은 보경이라 하였다가 뒤에 광수로 개명하였다.

### 청소년기
그에게는 이복형제들이 여러 명 있었고, 친형제로는 위로 친형 세 명이 요절하였고, 여동생 두 명이 있었다. 부모를 잃은 뒤 이복형제들과는 연락이 끊겼고, 친 여동생 중 3년 연하인 애경은 만주 영구에 사는 사람과 결혼해서 살다가 1936년에 사망했고, 여동생 애란은 부모를 잃은 뒤 어떤 집의 민며느리로 들어갔다가 결혼 이듬해에 죽었다.
5세에는 천자문을 깨우치고 소학과 명심보감까지 읽어내려갔으며 외할머니에게 《덜걱전》, 《소대성전》, 《장풍운전》 등을 읽어드릴 정도로 명석하였다고 한다. 그러나 가정 형편으로 좋은 학교를 보낼수 없어 8세경에는 동리의 글방에서 《사략》, 《대학》, 《중용》, 《맹자》, 《고문진보》 등을 배웠으며 한시와 부(賦)를 지었다. 그 뒤 한시 백일장에서 장원하여 신동으로 알려졌다.
그러나 그의 집은 지독하게 가난했다. 어머니가 뽕나무 잎을 도둑질해서 키웠다 고도 한다. 가난한 집안 환경과 말수 적고 병약한 그는 혼자 사색을 하거나 책을 읽는 것으로 소일하였다. 그의 몇 안되는 친구로는 같은 마을에서 태어나 후일 시인이 된 백석(본명은 백기행), 근처 곽산면 출신 김소월 등이 있었다.

열 살에 담배장사를 시작했던 이광수는 평생 고아 콤플렉스에 시달리기도 했다. 더구나 그의 어머니가 삼취부인이라는 점을 들먹이면서 그를 무시하며 괴롭히는 사람들도 있었다

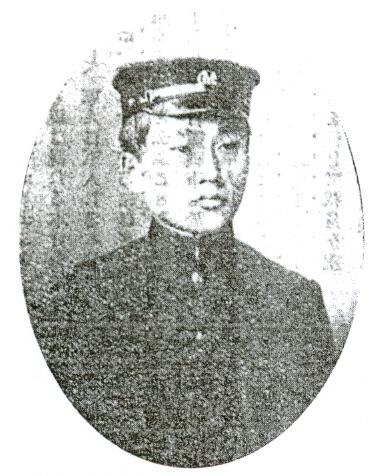
19세 무렵의 이광수

가세가 기울자 담배 장사를 하던 중, 그의 부모는 이광수가 11세가 되던 해(1902년 8월)에 전염병 콜레라로 별세했다. 어려서 부모를 잃고 고아가 된 이후의 그의 성장 과정은 그다지 알려져 있지 않다. 그는 누이동생 둘과 고아가 되어 외가와 재당숙 할아버지 집을 오가며 자랐다. 그의 집안은 태조 이성계의 방계 후손이었지만 춘원 스스로 왕족이라 생각해 본 적도 없었고, 태조의 직계 후손도 아니라서 왕족으로서의 예우도 받지 못하였으며 오히려 성리학에 대한 상당한 비판적인 의식을 지니게 된다.
고아가 된 그는 재종조에게 폐를 끼쳐서는 안된다는 생각으로 동생들을 두고 재종조부 집을 나와, 경성부 근처에서 육체노동과 상점의 종업원 등을 전전하였다. 어려서 폐렴과 결핵을 얻었는데 병원에 가서 고칠 비용도 없고 치료시기를 놓치면서 평생 병약했다. 가난의 설움을 속 깊이 느꼈으며 어린 나이에 고아가 된 이광수에 대한 주변의 멸시와 무시, 무심한 어른들의 막말과 욕설은 그에게 심한 상처와 좌절을 안겨주었다. 그러나 육체노동과 상점 종업원 등을 전전하던 그를 딱하게 여긴 어느 천도교인이 그를 위로하였고, 그 호의에 깊이 감명받은 그는 천도교에 입교를 결심한다.
그 뒤 이광수는 우연히 문필과 관련이 되는 직업에 종사하였으며, 1903년 천도교에 입교하여 박찬명 대령의 집에 기숙하면서 도쿄와 한성부에서 오는 문서를 베끼고 배포하는 일을 했다. 그 뒤 재능을 인정받아 천도교의 서기일을 맡아 보기도 했다.
이 무렵 경성부에서 열린 이승훈과 안창호, 유길준의 초빙 강연을 듣고 감화된 그는 이승훈, 안창호, 유길준의 연설, 어록 등을 입수하여 탐독하곤 하였다. 그는 후일 자신의 사표이자 민족의 사표로 이승훈, 안창호, 유길준을 손꼽기도 했다.
1904년(광무 8년) 일본 관헌이 천도교(동학)을 탄압하자 진남포에서 배편으로 제물포(인천)를 거쳐 상경했다. 1905년 천도교와 관련된 일진회(一進會)의 유학생 자격으로 일본으로 건너갔다. 바로 타이세이 중학교(大城中學)에 입학하였으나 그에게 학비를 대줄 사람이 없어 학비곤란으로 이해 11월에 중퇴하고 귀국하였다. 학비 조달이 여의치 않아 11월에 일시 귀국했고, 경성부로 올라갔다. 몸이 병약하여 고된 일을 하기 힘들었던 그는 경성부의 상점 종업원 등으로 일하면서 학비를 모았다. 1906년 2월 학비를 장만한 뒤 다시 일본으로 가 그해 3월 복학하였다. 그는 어려서부터 폐렴과 결핵 등의 질병을 앓았는데 치료시기를 놓쳐 평생 고생하였다.

### 일본 유학 시절
김성수와 송진우의 주선으로 일본 도쿄시내에 있던 개신교 목사의 집을 알려주었다. 이광수는 배편으로 일본에 건너간 뒤 개신교 목사댁에서 지냈다. 일본인 목사의 집에서 하숙하는 동안 일본인 목사는 매일 새벽과 저녁때 '하나님, 대일본제국을 위해 도와주소서'하고 기도하는 것을 보았다. 이후 그는 하나님과 정의, 도덕이란 존재하는가에 대해 깊이 회의하게 되었다. 또한 강대국이 약소국을 침략하고, 강자가 약자를 억압하는 제국주의를 하나님이 구제하지 않는가, 과연 정의란 존재하는가를 끊임없이 의심하게 되었다. 이후 그는 죽을 때까지 기독교를 믿지 않았다.
1906년 3월 타이세이 중학교(大成)에 입학하여 유학생활을 하였고, 홍명희·최남선 등을 만나 사귀었다. 타이세이 중학교 재학 중 그는 문일평, 홍명희 등과 함께 재일본 조선인 유학생 모임인 소년회(少年會)를 조직하고 회람지 '소년'을 발행하면서 시와 소설, 문학론, 논설 등을 발표했다. 같은 해 미국 장로교 선교사들이 세운 메이지 학원 중학교 3학년에 편입하여 공부했다. 이때 일본에서 만난 홍명희와 친하게 지내며 그로부터 영향을 받고 톨스토이를 소개받았다고 한다. 이어 일본 유학 중 프리드리히 니체의 무신론과 불가지론, 에른스트 헤켈의 적자생존론과 찰스 다윈의 진화론 등을 접하고 두루 섭렵하였다.

최남선

1907년 메이지 학원(明治學院) 중학부 3학년에 편입학하였다. 이때 미국에서 귀국하던 안창호가 도쿄에 들러 행한 애국연설을 듣고 크게 감명받고 독립, 계몽 운동에 투신할 결심을 하였다. 장로교 선교사들이 복음주의 신학을 고집하여 세운 메이지 학원의 분위기에 처음에는 쉽게 적응하지 못하였으나, 적응해감에 따라 청교도 생활을 흠모하게 되고 서양선교사들의 성서공부 시간에 익힌 기독교 생활을 하기로 결심하기도 하였다. 1907년 12월 황성신문에 정육론 (情育論)을 발표하였고, 1908년에는 국내에 최남선이 설립한 신문관(新文館)에 참여하여 작품과 시집을 발표하였으며, 그해 톰 아저씨의 오두막의 한국어 번역본인 검둥의 설움을 신문관을 통해 간행하였다. 1909년에는 '방랑'이라는 소설을 썼다.

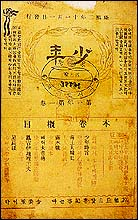
소년지 제1호 (1907년)

또한 홍명희, 문일평, 안재홍 등과 친하게 지내면서 1908년 소년회(少年會)를 조직하고 1908년 11월 1일 회람지 <소년>을 발행하면서 시, 소설, 문학론, 논설 등을 쓰기 시작하였다. 소년지와 소년회가 1911년 일제의 압력으로 폐간될 때까지 그는 유학생활 틈틈이 작품과 논설을 발표하곤 했다. 1909년 11월 7일에는 소설 〈노예 (奴隷)〉를 발표하였다.
일본 유학 중 그는 후쿠자와 유키치를 존경했다. 후쿠자와는 일찍이 김옥균과 박영효와 같은 우리나라 개화파의 스승이었고, 이광수는 “하늘이 일본을 축복하셔서 이러한 위인을 내려셨다”고 부러워했다. 이광수는 후쿠자와를 가리켜 "하늘이 일본을 축복해 내린 위인"이라며 스스로 ‘한국의 후쿠자와’를 꿈꿨다. 의병장 신돌석이 조선인의 밀고로 잡혔다는 소식을 접한 그는 민중들이 무지하기 때문에 탐욕을 부린 것이라 판단, 교육의 필요성을 확신하게 된다.

### 교육·문학·언론 활동

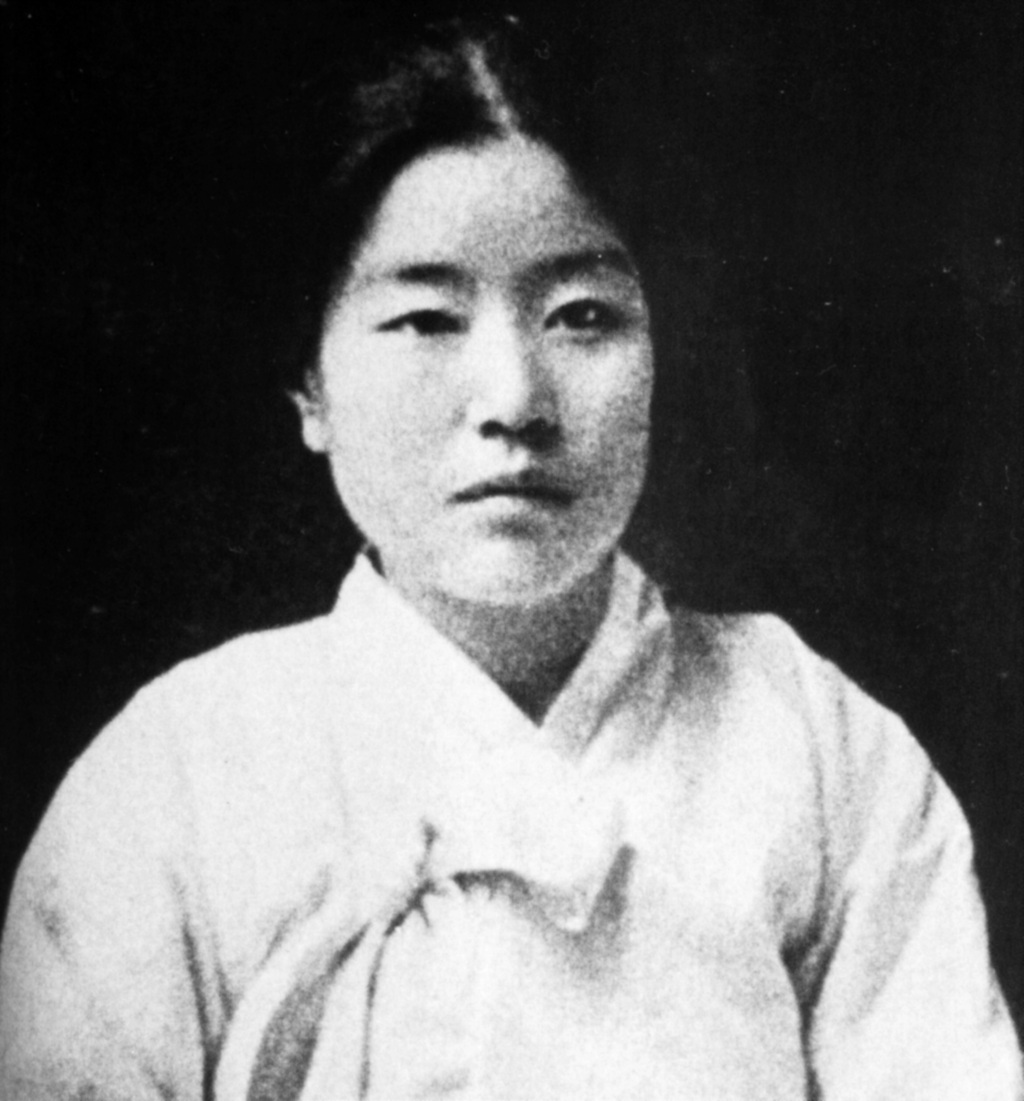
연인의 한사람인 나혜석
(그가 한때 사귀던 연인이기도 했다.)

1909년 11월 18일에 일본어로 된 소설작품 〈사랑인가〉를 발표한 뒤, 며칠을 밤새워서 또 다른 작품을 써서 11월 24일에는 소설 〈호 虎〉를 발표하였다. 1909년 12월에는 〈정육론 情育論〉을 지어 한국 국내의 《황성신문》에 송고, 발표하였다. 그의 일본어 시 사랑의 노래는 일본 잡지 '부의 일본'에 게재되어 일본 유학생간에 그의 문명은 점차 높아갔다.
1910년 3월 23일부터 24일까지 이틀 동안 총 4회에 걸쳐 쓴 여행기 '여행의 잡감'(旅行의 雜感)을 발표하였다. 춘원은 당시 본명 대신 이보경(李寶境)이라는 이름과 고주(孤舟)라는 필명을 사용했다. 여기서 춘원은 일본과 조선의 풍경을 대비하면서 조선의 소년들에게 "일어나라, 우리 소년 제군!"이라고 촉구한다.
| “ | 오늘은 부산진의 장날에서 많은 백의(白衣)의 우리나라 사람(國人)이 소를 찾아 모여든 걸 목격했소이다. 백의를 입고는 있었으나 마음은 희지 않은 듯 보였소이다. 또한 특별하다 느낀 것은 소와 우리나라 사람에 대해서외다. 다른 것이 아니라 소는 용케 그 나라 사람의 상태, 성질(모두 오늘날의)을 나타내고 있다는 것이외다. 바꿔 말하면 소는 우리나라 사람의 심볼이라고 생각되어 정이 떨어지는 (情なき) 차제이오. 오호라, 소의 심볼을 버리고 호랑이의 심볼을 얻음은 언제의 일이런가! 일어나라, 우리 소년 제군! 한산(韓山)은 늙어서 그 푸름이 황모(黃毛)로 바뀌고 황모마저도 벗겨져 얼마 남지 않았으니, 수천의 한산이 완전한 붉은 사막이 되어 버렸음에는 의심의 여지가 없소이다. | ” |
|   | — 1910년 3월 24일 경부선 열차 안에서 |   |

| “ | 소년제군이여, 이것을 듣고 어떠한 느낌을 일어나느뇨. 천제(天帝)께서 인생(人生)을 만들 때에 동등하게 두 눈, 두 손, 두 다리를 내려 주신 것이 아닌가. 어떠한 부족함이 있어서 저들 왜국(倭國)에 의해 압제(壓制)를 받는 것인가. 이목구비를 갖춘 신한소년 제군은 이것을 생각하여 세월을 헛되이 하지 말고 자기의 목적과 자기의 천재를 발휘하여 그 목적지를 향해 서둘러라, 신한(新韓)을 어깨에 짊어질 대한 소년들이여 | ” |

춘원의 여행기를 실은 '신한자유종' 3호는 1910년 4월 1일 일본 도쿄에서 발간됐다. 여행기에는 일본을 떠나는 심정과 다시 보게 된 조선의 풍경에 대한 춘원의 복잡다단한 감정이 교차되어 있다. 일본 유학 직후 그는 신한소년회라는 유학생 소년 친목모임에도 가입하여 활동한다. '신한자유종'을 펴낸 것으로 알려진 신한소년회는 일본에 유학 가 있던 어린 소년들이 각자 손으로 쓴 원고를 서로 필기하며 돌려 있는 습작 모임이었다.
1910년 '나(余)의 자각한 인생'을 발표하였다. 여기서 그는 '국가의 생명과 나의 생명과는 그 운명을 같이하는 줄을 깨달았노라… 나는 이름만일 망정 극단의 크리스천으로, 대동주의자로, 허무주의자로, 본능만족주의자로 드디어 애국주의에 정박하였노라.'고 하였다.
1910년 《소년》에 신체시 〈우리 영웅〉을, 《대한흥학보》 제11호에 평론〈문학의 가치〉와 단편소설 〈무정〉을 발표했다. 같은 해 1910년 3월, 메이지 학원 5학년을 졸업한 뒤 할아버지가 위독하다는 전보를 받고 귀국하였다.

### 오산학교에서
1910년 3월 다시 출국하려 했으나 남강 이승훈의 추천으로 정주 오산학교의 교원이 되었다. 그가 오산학교의 교사로 있을 때 김소월 등의 담임을 맡기도 했다. 오산학교에는 그 외에도 유영모, 1913년에 신규 교사가 된 조만식 등이 교사로 활동하였다.
| “ | 네 손이 솔갑고 힘도 크구나/ 불길도 만지고 돌도 주물러/ 새로운 누리를 짓고 말련다/ 네가 참 다섯메의 아이로구나. | ” |
|   | — 오산학교 교가                                                                                                |   |

그는 오산학교의 교가(校歌)를 직접 작사하기도 했다. 교사 활동을 하며 순 한글체 문장으로 된 단편소설 《무정》을 《대한흥학보》에 발표하였다. 소설 《무정》은 예상하지 않았던 히트를 쳐서 그의 이름을 알리게 되었다. 그의 무정을 중심으로 서울에서는 찬반의 시비가 분분했으나 그의 자유 연애 사상은 젊은 세대들 사이에서 절대적 지지를 받았다.
1910년 계몽단체 광문회(光文會)의 회원의 한사람으로 참여하였다. 광문회에는 박은식, 주시경, 김두봉, 장지연, 홍명희, 변영만, 정인보, 한용운, 오세창, 이광수, 안재홍, 현제명, 안창호 등 제제다사들이 모여 우국의 열정으로 시국담론·민족자결결의를 다진 한국근대정신 발원지이기도 하다.
1910년 시 옥중호걸을 발표하였다. 1910년 7월 중매로 만난 1년 연하의 수원 백씨 백혜순(白惠順)과 혼인하였으나, 날이 갈수록 애정 없는 결혼을 후회하며 실망의 나날을 보냈다. 이후 그는 결혼할 자유와 이혼할 자유를 허락해야 한다는 발언을 하고 다녔다. 또한 이혼은 조선시대의 출처가 아니라 개인의 행복과 보다 나은 삶을 찾아가는 하나의 길이라고 주장하였다. 무의미한 결혼 생활을 억지로 유지하는 것은 서로간의 피로이자 무의미한 시간 낭비임을 강연과 칼럼을 통해 역설하였다.
한일 합방 후 망명 길에 평북 정주에 들른 단재 신채호를 오산학교 교사 이광수가 찾아갔다. 신채호는 허리를 구부리지도 고개를 숙이지도 않은 채 세수를 하느라 옷이 다 젖고 있었다. 그가 의아스러워하면서 묻자“일본놈들에게 고개 숙이는 것도 분한데 세숫대야에까지 고개를 숙이겠는가.”라고 답하였다. 1910년 10월 이광수는 한일합방에 좌절하여 모든것을 포기하고 산에 들어가려고 오산학교 교사직을 사퇴하려 하였으나, 학생을 길러내어 국가의 대계에 보탬이 되어야 한다는 이승훈의 만류로 남아 있었다.

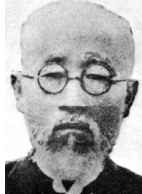
오산학교의 교장 이승훈

1911년 '105인 사건'으로 이승훈이 구속되자 오산학교 학감(교감)으로 취임하여 임시 교장으로 온 로버트 목사와 함께 오산학교의 실질적인 책임자가 되었다. 이어 김기홍 등과 함께, 조선총독부가 불태운 오산학교 교사를 재건하여 학교를 부활시킨다.
그 해 최남선이 주관하는 잡지 《소년》에 단편을 발표하면서 문필활동을 시작했다. 1912년 나라를 잃은 슬픔과 자신의 장래에 대한 번민으로 건강을 많이 상하였다. 그는 오산학교의 국어 교사와 문학 교사였는데, 학생들에게 사상의 자유, 표현의 자유를 말하였고 영원히 변치 않는 진리는 없다는 것을 수업시간에 설파하였다. 또한 톨스토이와 찰스 다윈, 토머스 헉슬리, 에른스트 헤겔을 언급하면서 학생들에게 생물 진화론과 변증법, 유물론, 무신론, 적자 생존설 등을 가르치기도 하여 기독교계로부터 비난을 받기도 하였다. 일부 기독교선교사들은 오산학교에서 이광수를 해임시킬 것을 요청했으나 옥중에 수감 중인 이승훈의 반대로 해임을 면하였다.
1913년 미국의 여성 작가 해리엇 비처 스토(Harriet Beecher Stowe)의 〈검둥이의 설움〉을 한글로 처음 번역하여 신문관에서 간행하고, 시 《말 듣거라》 등을 《새별》에 개제하였다.
그러나 이광수가 수업 시간에 학생들에게 진화론과 프리드리히 니체, 에른스트 헤겔, 적자 생존론, 톨스토이를 가르친 것이 빌미가 되어 오산학교 임시 교장인 로버트 목사와 의견 충돌이 일어나 싸우게 되었고, 결국 1913년 11월 오산학교를 떠나게 된다. 독실한 기독교 신자였던 어느 학생의 학부형이 교장인 로버트 목사에게 이를 항의했고 이것이 알려지면서 로버트 목사와 갈등을 빚게 되었다. 1913년 여름 웅천의 어떤 강연회에 연사로 초청되어 다녀오는 동안, 오산학교의 학생 몇 명이 이광수 배척운동을 했고, 학부형들이 동참하면서 확산되었다. 그가 톨스토이주의를 선전하는 이단자라는 점과, 니체와 헤겔 같은 위험한 사상을 어린 학생들에게 가르친다는 것이 춘원 배척운동의 명분이었다.
1913년 11월 세계여행을 결심하고 오산학교를 그만두고 조선을 떠나 만주로 가 상하이에 잠시 머무르기도 하였다. 11월 그는 만주와 상해, 시베리아 등지를 방랑하다가 상하이에서 홍명희, 문일평, 조소앙, 송상순 등과 함께 지내다가 1914년 6월 출국했다. 그러나 1914년 8월 오산학교에 복직했다.
1914년 10월부터는 최남선이 창간한 잡지 <청춘 (靑春)>의 필진의 한 사람으로 참여하여 단편, 장편소설과 글, 칼럼 등을 발표하였다. 그러나 청춘지는 조선총독부의 탄압으로 1918년에 폐간되고 만다.

### 세계 일주와 일본 유학
이광수는 1914년 초 한 달간 안정근의 집에 머문 일이 있다. 그러나 국내에서는 아무것도 할 수 없다고 판단하여 출국을 준비한다. 안정근에게 여비를 받고 상하이로 건너갔다. 1914년 6월 신규식의 추천으로 미국 샌프란시스코에 있는 신한민보(新韓民報)의 주필을 맡기로 하고 러시아 블라디보스토크와 시베리아를 경유하여 미국으로 향했으나 그해 8월 러시아 치타에서 제1차 세계대전이 일어났다는 소식을 듣고 미국행을 단념하고 귀국했다. 오산학교에서 다시 교편을 잡았다. 1915년 김병로(金炳魯), 인촌 김성수(金性洙), 전영택(田榮澤), 신석우(申錫雨) 등과 교유하는 한편, 인촌 김성수의 후원으로 9월 다시 일본으로 유학하였다. 1915년 9월 오산학교 교사직을 그만두고 일본으로 유학, 도쿄 와세다 대학(早稻田大學) 고등예과에 편입했다.
이광수(李光洙)·신익희(申翼熙) 외 7명과 메이지대학(明治大學) 학생인 김양수(金良洙)·장덕수(張德秀)·최두선(崔斗善) 등의 발기로 1915년 11월 10일 조선학회가 조직되었다.

1917년 1월 1일자 매일신보에 연재된 소설 '무정'. 1월 1일부터 6월 14일까지 연재되었다.

일본 유학 중 그는 의학전문학교에 다니던 여성 허영숙(許英肅)과 연애하였다. 그런데 허영숙과 연애하는 도중에 미술학교에 유학 중이던 나혜석과도 연애하게 된다. 두 여성과 연애하던 중 나혜석과의 결혼을 희망하였으나 자신의 친구이자 나혜석의 오빠인 나경석의 강한 반대로 무산되고 만다. 그가 고향에 부인 백혜순이 있는 유부남인데다가 다른 여자인 허영숙과 사귄다는 점 때문이었다.
1916년에는 평론 문학이란 하오를 발표했으며 소설과 시 외에도 자신과 타 작가의 작품을 평론하는 등의 문학평론작도 발표하였다.

#### 와세다 대학 재학 시절

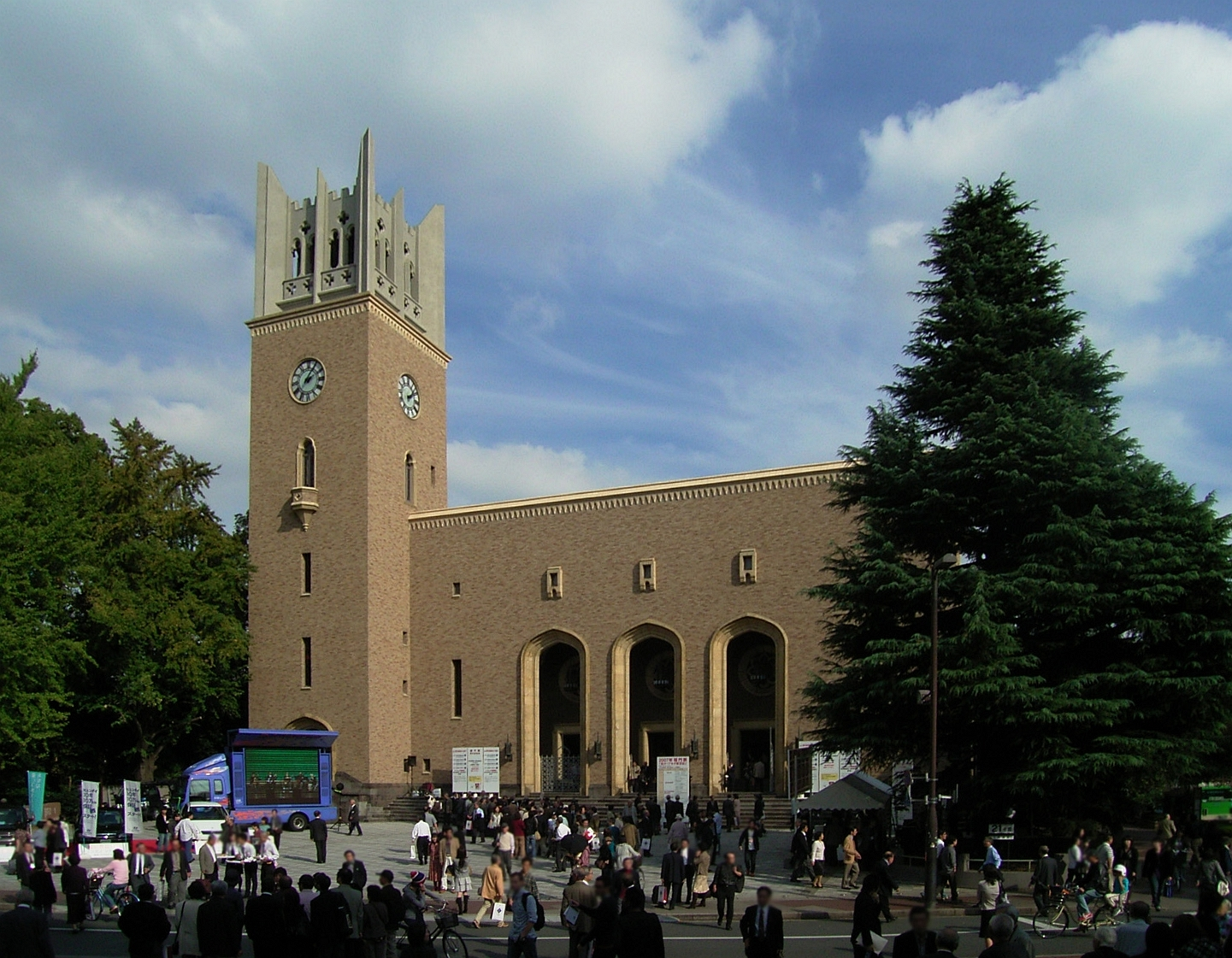
모교 와세다 대학교

와세다 대학 시절의 친구 안재홍

1916년 9월 와세다 대학 본과 철학과에 입학하였으며, 대학 입학 초 그는 여가시간에 광범위한 독서를 하였다. 한편으로 계몽적 논설을 국내에 보내 《매일신보》에 연재하여 명성을 쌓았고, 1917년 1월 1일부터 6월 14일까지 《매일신보》에 장편소설 《무정》을 연재했다. 소설 무정(1917)이 매일신보에 연재된 이후 다음해 1918년 단행본으로 발간되어 1만부가 팔렸다. 연이어 이어서 '소년의 비애', '윤광호', '방황' 등을 탈고하고 《청춘》지에 발표하였다.
1916년 도쿄미대 출신의 김관호가 졸업작품 해질녘으로 일본 문전(文展)에서 특선을 차지한 소식을 접하자 춘원 이광수는 '조선인의 미술적 천재를 세계에 표하였다'는 글을 특별 기고해 이를 극찬했다.
"'해질녘'은 대동강에서 목욕하는 두 여인을 그린 누드화이다. 보랏빛으로 물든 석양의 능라도 풍경은 인상파 화풍으로 아련하게 묘사하고 풍만한 두 나부(裸婦)의 뒷모습은 몽환적인 낭만파 화풍이다."
당시 매일신보는 이 사실을 대서특필하면서 춘원 이광수의 흥분에 가득 찬 관람기를 게재했다. '아! 특선, 특선이라! 특선이라면 미술계의 알성 급제다… 장하도다 우리 김군!' 그러나 신문은 '벌거벗은 그림인고로' 게재하지 못함을 양해 바란다고 했다. 그러나 당시 조선에서는 춘화를 그렸다며 폄하했고, 이광수가 그런 춘화를 격찬했다며 비방이 가해졌다. 이광수는 그림은 그림이며 그림을 보고 음란하다고 비판하고 반입은커녕 보도도 못하게 할만큼 사회가 고루하다며 개탄하였다.

### 귀국과 망명

#### 자유 연애론, 무정 발표

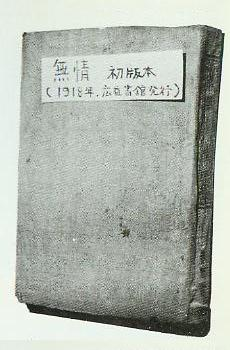
소설 무정 초판본 (1913년)

1917년 3월 와세다 대학교 철학과에 특대생으로 진급했으나 결핵을 앓아 고생했고, 격심한 과로 끝에 결핵과 폐질환이 심해졌다. 이때의 친구로는 안재홍, 송진우 등이 있었다. 그는 자유 연애론을 주장, 결혼할 자유, 연애할 자유가 있음을 역설했다. 그는 자유로운 연애와 결혼을 할 권리가 있음을 전제하고, 부모의 동의, 허락이 없더라도 연애하고, 결혼할 수 있어야 한다고 주장했다.
한편 1917년부터 매일신보에 연재한 장편 소설 무정은 청년층과 지식인층 사이에서 폭발적인 호응을 얻어 화제가 되었다. 많은 청년들이 그의 집에 찾아와 팬이라며 서명을 받아가는가 하면, 이광수를 만나기 위해 그의 집 근처에서 노숙을 하거나 여관에서 생활하며 난처한 이광수가 그들을 설득한 뒤 돈을 손에 쥐여서 되돌려보내기도 했다. 작품 무정에서도 그는 낭만주의적인 사랑과 자유 연애를 옹호하였다.
1917년 1월 1일∼6월 4일 매일신보에 연재될 당시에는 화제만큼이나 논란도 컸다. '부도덕한 작품'이라는 중장년 독자층의 비난을 반박하는 연설회가 열리기도 했다. 유림은 조선총독부의 자문기관인 중추원에 무정의 신문 연재를 중단시켜 달라는 진정서를 보내기도 했다. 이후에도 새로운 시대사조를 반영해 청년남녀의 신연애관과 이에 따른 번민과 갈등을 옮겨놓은 장편이 잇따라 선을 보였다.
자유연애를 다룬 '무정'이 매일신보에 연재되는 동안 여학생들의 편지가 쏟아졌다. '영채가 불쌍하다', '형식이 영채를 버리면 안 된다'는 동정과 호소였다. 중추원 양반들은 '이광수란 어미 아비 없이 자란 상놈의 자식'이라며 연재를 중단하라는 진정서를 냈다. 가정 교육이 안된 상놈의 작품이 어린 자녀들의 도덕과 인륜을 흐리게 만든다는 것이 그 이유였다. 성리학자들의 항의 전화와 규탄 집회도 계속되었다. 그런데 월 5원이던 춘원의 고료는 10원으로 뛰었다. 훗날 김동인이 동아일보에 소설 '젊은 그들'을 쓸 때 편집국장이던 이광수는 “작가의 자존심은 죄다 쓰레기통에 던져 넣고 독자 본위로 써 달라.”고 주문했다.
1910년대 이광수의 ‘무정’은 한국 최초의 근대소설이자 연애소설이고 춘원의 출세작이었다. 이전에도 조선 사회에 장편 소설과 신문에 연재되는 장편 연재 소설은 존재하였지만, 그의 작품 무정은 '한국 최초의 근대적 장편소설'로 평가된다. 매일신보의 연재를 마친 뒤 회동서관에서 무정을 정식 출간하였다.

#### 작품, 강연 활동
문필 활동을 통해 이광수는 기존의 도덕과 윤리에 대한 강렬한 비판자로 등장하여, 근대주의적인 새로운 가치관과 세계관을 역설했으며, 그러한 주장은 철저하게 진화론적인 사고에 토대를 두었다. 그는 초기의 작품과 칼럼, 강연을 통해 허위와 이름뿐인 유교의 허례허식과 권위주의적인 문화를 조롱하였다. 장편 무정(1917)을 비롯하여, 장편 개척자 (1918), 단편 무정 (1910), 어린 벗에게(1917), 윤광호 (1918), 논설 자녀중심론(1918), 위선 수가 되고 연후에 인이 되라(1917) 등이 이 시기의 주요 저작들을 통해 사회 부조리를 지적하였다.
그는 작품과 강연을 통해 인간은 소중한 존재라는 점과, 여자도 사람이며 여성의 해방을 주장하였다. 여자의 해방은 가정의 집안일에서 해방되는 것이고, 여자의 해방은 자유 연애로서 이룩할 수 있다고 설파하였다. 이에 유교 사상가와 조선 선비들은 풍속을 해치고 인륜을 어지럽힌다며 비난을 가하였다. 그는 성리학이 7백년간 조선 사회에서 허례허식과 위선, 이름 뿐인 도덕과 겉치레만 남겼고, 나만이 옳다는 관점은 당쟁과 배척의 원인이 되었다고 공격하였다.
성리학자들과 시골 선비들의 비난은 계속되었고, 그들은 그가 유년 시절에 부모를 잃고 고아가 된 것을 문제삼아 '상놈', '호로자식' 등의 극언을 퍼붓는다. 그러나 이에 굴하지 않고 그는 계속 인간은 평등하며, 남녀는 평등하며, 사람이 귀중한 것이라는 견해를 설파하고 다녔다.

#### 귀국과 애정 도피

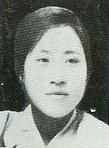
후처 허영숙
(그는 한국의 초기 서양식 산부인과 의사의 한사람이었다.)

격심한 과로로 폐질환과 결핵이 악화되었으나 병원 진료비가 없어 휴학하고 1917년 말 요양차 귀국, 《매일신보》 특파원 자격으로 한반도 남부지역 오도답파여행(五道踏破旅行)을 다녔다. 1917년 장편 소설 개척자를 《매일신보》에 연재하기 시작하여 청년층의 호평을 받았다.
1918년 폐병이 재발하여 쓰러졌으나, 허영숙(許英肅)의 헌신적인 간호로 건강을 되찾았다. 비록 폐병은 완쾌돼지 못하였지만 허영숙의 극진한 간호에 감격한 이광수는 그와 결혼을 약속한다.

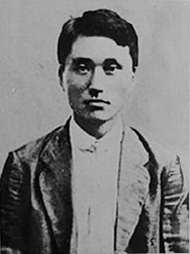
이광수 (1919년)

그런데 가부장제도와 중매 결혼에 심각한 회의를 품던 이광수는 가부장제도를 비판하고 자유로운 결혼 생활을 말하고, 아버지와 할아버지 중심의 가정에서 가족 구성원 모두의 발언권을 동등하게 부여해야 한다는 것과 애정 없는 결혼을 유지할 이유는 없으며 애정이 있는 결혼이라고 해도 애정이 사라진다면 언제든 이혼할 수 있어야 한다는 취지의 발언을 했다가 소문이 확산되면서 곤욕을 당했다. 또한, 그 해에 전통적인 부조중심의 가부장적인 가족제도를 비판하고, 봉건적인 사회제도를 비판하는 《신생활론》, 《자녀중심론》등의 논문을 발표하고, 가족 간의 평등한 발언권을 말하여 다시 많은 논란을 일으키기도 하였다.
그는 여성에게도 자유와 권리가 소중하다는 주장을 했고, 여자가 해방되는 길은 오직 가사에서 해방되는 것과 자유 연애에 있음을 천명하여 다시 논란을 불러일으켰다. 백혜순과 이혼에 합의한 뒤 1918년 10월 여의사 허영숙과 장래를 약속하고 제물포항에서 배를 타고 베이징으로 애정도피를 떠났다. 이 애정도피 사건으로 그는 교사라는 사람이 조강지처를 버리고 타락, 음란, 부도덕하다는 이유로 세간의 질타, 지탄의 대상이 되었다.

### 독립 운동과 사회계몽 활동

#### 독립운동과 임시정부 활동

##### 독립운동 준비

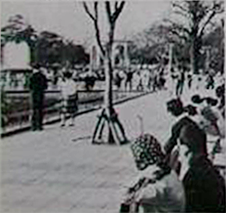
그가 2·8 독립 선언을 낭독한 도쿄 히비야 공원

1918년 백혜원(19살)과 이혼하고 4년 연하의 양천 허씨 허영숙(許英肅)과 재혼하였다. 허영숙은 일본 유학 당시 만나 연애하던 여성이었다. 그러나 1918년 11월 중순경 우드로우 윌슨 미국 대통령의 민족 자결주의 14원칙에 의거한 파리강화회의가 열리게 된다는 소식을 듣고 급거 귀국하였다가, 다음달에 다시 일본으로 건너가 조선청년독립단에 가담하였다. 출국 직전 그는 윤치호를 찾아가 대표자 파견을 도와달라고 부탁하였으나 윤치호는 그에게 여비만 주고, 운동 참여를 거절하였다.
그는 서울에서 몇몇 동지들을 만나보고 그 길로 다시 일본 동경으로 건너간다. 일본 체류 당시 그는 글을 잘 지어서 유명하였다. 당시 유학생의 한 사람인 최태영은 후일 조선일보와의 인터뷰에서 ' '2.8 선언'은 이광수가 썼는데 춘원은 글을 잘 써서 당시 이미 유명했지요.'라고 증언하기도 했다.
1918년 12월부터 그는 2·8 독립 선언을 치밀하게 준비, 주도하였다. 상하이와 도쿄에 있던 유학생, 청년 독립운동가들과 2·8 독립운동 사건을 모의하면서 연락차 상하이로 건너가 독립운동에 가담하였고, 여운형을 당수로 삼아 조직된 신한청년당에도 관여하였다. 도산 안창호선생의 민족주의 운동에 감화를 받아 일본 와세다 대학교를 중퇴하고, 1919년 2월 백관수(白寬洙), 김상덕, 최팔용(崔八鏞), 김도연, 송계백(宋繼白) 등과 재일 조선 청년 독립단(在日朝鮮靑年獨立團)을 조직하였다. 또한 여러 선전 홍보물 등을 발간, 인쇄하여 양심적인 지식인 계층의 각성과 협력, 참여를 적극 호소하였다.

##### 2.8 독립 선언

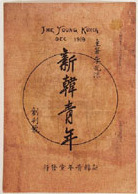
1919년 12월, 중국 상해에서 조직된 신한청년당(新韓靑年黨)의 기관지인 《신한청년》의 창간호 표지이다. 주필은 이광수(李光洙)였다.

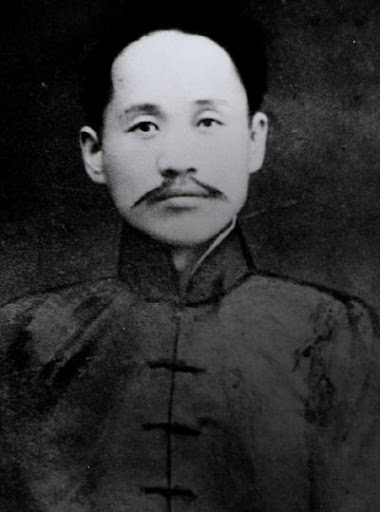
단재 신채호

상하이에서 그는 김규식, 신채호, 신성모, 신규식, 신익희, 윤보선 등의 청년 지사들을 만났다. 한편 신채호에게 영어를 가르치던 김규식이 문법문제를 고집하다가 뜻만 알면 그만이 아니냐는 신채호와 심하게 싸운 뒤, 그가 대신 신채호에게 영어를 가르치기도 했다.
김규식은 상하이에서 신채호에게 영어를 가르쳤다. 신채호는 영어를 읽을 때마다 한국어의 조사(助詞)를 꼭 넣었다. 'I는 am a boy'라고 하는 식이었다. 문장마다 '하여슬람'이라며 한문 읽듯 토도 달았다. 김규식은 매번 "발음을 똑바로 하라"고 신채호에게 야단쳤다. 신채호는 "발음은 쓸데없으니 뜻만 가르쳐달라 해도 까다롭게 군다"며 투덜댄 뒤 영어 선생을 소설가 이광수로 바꿨다. 상하이에서 만난 인사들 중 김규식과는 호형호제 하면서 친하게 지냈다. 같은 불우한 환경에 멸시와 고난을 받고 자란 점 등에 대해 동병상련을 느꼈고 김규식은 더욱 그를 친동생처럼 각별하게 챙겨주었다.
1919년 1월 신한청년당 당원으로 일본에 파견, 상하이를 출발하여 베이징을 거쳐서 일본 도쿄에 도착했다. 도쿄에서 재일본 한국유학생들을 만나고 2월 8일 2·8 독립 선언의 선언문을 기초 하였다.
그는 도쿄에서 조선유학생들과 독립운동 거사에 관한 모의를 하고 스스로 도쿄의 조선유학생들이 발표한 독립선언문을 작성한다. 2월 8일 도쿄의 조선인 유학생인 신익희, 최팔용, 김도연, 김준연, 안재홍, 윤치영, 나혜석, 김상덕 등과 함께 2·8 독립 선언을 발표한다.
| “ | 1. 본단은 일한합병이 오족의 자유의사에 출치 아니하고 오족의 생존발전을 위협하고 동양의 평화를 요란케 하는 원인이 된다는 이유로 독립을 주장함. 2. 본단은 일본의회 및 정부에 조선민족대회를 소집하야 대회의 결의로 오족의 운명을 결할 기회를 여하기를 요구함. 3. 본단은 만국평화회의에 민족자결주의를 오족에게 적용하기를 요구함. 우 목적을 전달하기 위하야 일본에 주재한 각국대사에게 본단의 의사를 각해정부에 전달하기를 요구하고 동시에 위원 3인을 만국평화회의에 파견함. 우위원은 기히 파견된 오족의 위원과 일치행동을 취함. 4. 전제항의 요구가 실패될 시에는 일본에 대하야 영원히 혈전을 선함. 차로써 발생하는 참화는 오족이 기책을 임치 아니함. | ” |
|   | — 2·8 독립 선언문 |   |

학생 시위대는 춘원 이광수가 기초를 세운 독립선언문과 결의문을 낭독한 뒤 거리행진을 벌이려 했다. 그러나 일본 경찰이 막아섰고 양측 사이에는 격투가 벌어졌다. 이 과정에서 최팔용 등 시위 학생 60여 명이 체포됐다.
경찰이 들이닥치자 그는 변장하고 재빨리 현장을 빠져나왔다. 그리고 조선의 독립은 전체 조선민족의 의사라는 것을 세계 만방에 알리기 위해 중국 상하이로 건너간다. 중국에 도착하자 그는 영자신문 차이나 프레스(미국계)와 데일리 뉴스(영국계)를 찾아가 동경 조선 유학생들의 2.8 독립선언운동을 알려 세계에 보도케 한다. 춘원은 그 두뇌의 뛰어남으로 해서 후일 임시정부에서도 큰 비중을 두게 된다. 다시 도쿄로 돌아온 그는 파리 강화회의에 참석하기 위해서는 조선반도 내에서 사건을 일으켜야 한다는 김규식의 발언에 적극 호응, 공감하고 독립의 당위성을 역설하는 칼럼과 전단지를 익명으로 작성하여 배포하였다.
이후 임시정부 활동에 가담한 이광수의 와세다 대학 학적부 이름은 검은 줄로 지워져 있었는데 퇴학사유란에는 “학비미납”이라는 내용의 일본 한자로 적혀 있었다. 이광수와 최팔용, 송계백 등 2.8 독립 선언 주동자 3인의 학적부는 1996년 케이블 TV Q채널의 취재로 세상에 공개되었다. 담당PD인 김권재는 '다니구치 구나오 와세다대학 교무과장이 학칙상 공개가 불가능하지만 이들이 한국의 독립운동에 기여한 역사적 인물이므로 특별히 공개한다며 보여주었다.'고 밝혔다.
3월 1일 국내에서 3·1 만세 운동이 벌어지자, 은신해 있다가 변장을 하고 중국인을 가장하여 상하이로 되돌아왔다.

##### 대한민국 임시정부 활동

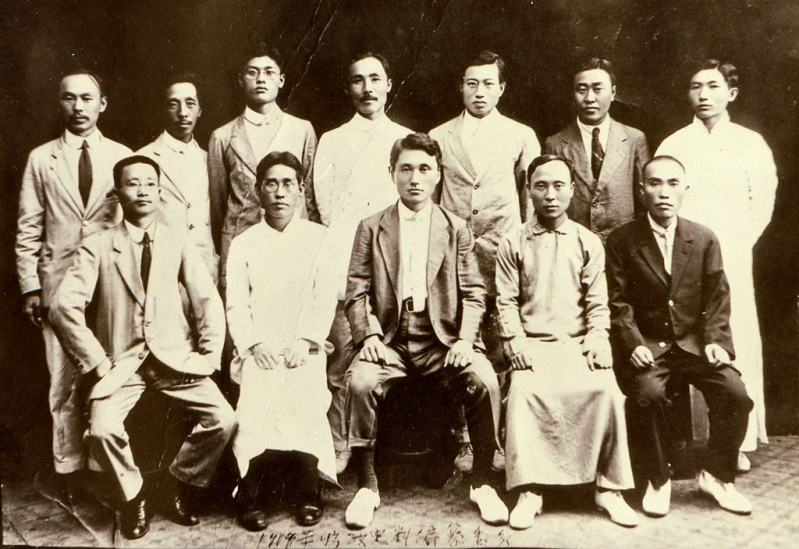
1919년 6월 17일, 독립운동을 열강에게 알리기 위한 목적으로 상해 임시정부에 설치한 기관 설립한 임시사료편찬회 [臨時史料編纂會] 위원들. 앞줄 왼쪽부터 미상, 우승규, 이광수, 김두봉, 김병조 뒷줄 왼쪽부터 이원익, 장붕, 미상, 안창호, 김여제, 김홍서, 박현환.

1919년 4월 상하이 대한민국 임시정부의 설립에 참여하였고, 임정 공보국장으로 임정의 기관지인 독립신문 사장을 겸하며 임시정부의 선전활동을 담당했다. 또한 겸임 《독립신문》 주필과 신한청년당 기관지 《신한청년》 주필로도 활동하였다. 상하이에 와서 그는 다시 홍명희를 만났다.
1919년 5월 안창호가 상하이로 오자, 다시 안창호를 만나 그의 민족운동에 크게 공명하여 안창호를 보좌하면서 대한민국 임시정부의 기관지인 《독립신문》의 창립 발기인이 되고, 독립신문의 사장 겸 편집국장, 주필에 취임하고 애국적 계몽의 논설을 많이 쓰면서 안창호의 인도로 주요한(朱耀翰), 박현환 등과 독서·정좌·기도를 함으로써 수양생활에 힘썼다. 대한민국임시정부 활동을 하면서 상하이에 있을 때 그는 실력양성을 부르짖으며 “독립국민의 자격자를 키우라.”라는 안창호의 권고에 감화하여, 이광수는 1920년 흥사단에 가입하고 문학 활동과 저술을 통한 국민계몽을 하기도 했다.

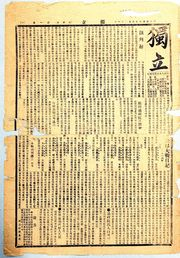
1919년 8월 21일자 독립신문.

1919년부터 그는 잡지 《독립》지를 발행하였고, 사장 겸 주필이었고, 또한 임시정부 사료 편찬위원회 주임이었다. 그는 이 잡지를 통해 임시정부의 사실을 알렸으며 대한민국의 자주성과 우수한 민족문화를 소개하는 것을 주 목적으로 하고, 출판부장으로 주요한을, 기자로는 조동호 등을 영입하였다. 《독립》은 창간 후, 주 2~3회 발간하였으나 자금난이 심해지자 그는 1925년 189호를 마지막으로 폐간하고 말았다. 그는 국내에 보내는 선전 홍보물을 통해 국내 지식인들의 적극적인 독립 운동 참여를 호소했지만 소용이 없었고, 그는 실천하지 않는 지식인, 행동하지 않는 지식인은 무지한 자들만 못하다, 배움의 의미를 알 수 없다며 분노하였다.
1920년에는 상하이 임시정부를 찾아온 소년 김산 등을 만났다. 그러나 김산은 곧 무정부주의자와 의열단 등과 가까이 지내게 된다. 1920년 2월 김일엽, 나혜석 등이 여성잡지 신여자지를 창간하자, 이광수는 김일엽, 나혜석, 김명순, 정칠성, 박인덕 등과 함께 신여자지의 필진의 한사람으로 참여하였다. 그러나 신여자지는 재정난으로 4호를 끝으로 폐간되고 만다.
임정 일에 대해서 그는 많은 일에 적극적인 활동, 발언을 하여 적지 않은 영향을 미쳤다. 1919년 9월 임정 통합 개편때는 공보국장직을 사직하고 임정 사료편찬위원의 한 사람으로 역사서 편수를 담당하였다. 1920년 7월 국내에서 간행된 잡지 《폐허 (廢墟)》지의 동인으로 참여, 원고를 국내로 송고, 택배로 부쳐서 발표하였으나 폐허지는 반일사상을 고취시킨다는 이유로 총독부에 의해 곧 폐간당하고 만다.

##### 독립운동에 대한 회의론

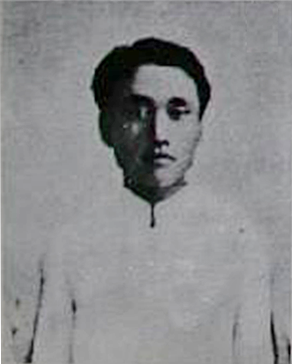
임시정부 직원 시절의 이광수 (1920년)

그러나 파리강화회의에 파견된 조선인 대표들은 출입조차 거부당했다. 이광수가 기대한 것처럼 조선독립은 쉽사리 실현되지 않았고, 앞으로도 독립의 기회는 찾아올 것 같지가 않았다. 일본은 패전국이 아니라 연합국의 한 나라요, 승전국 측에 속해 있었으며, 국력도 나날이 강해지고 국제적 지위도 날로 높아져갔다. 그러한 일본으로부터 조선이 독립을 쟁취한다는 것은 거의 희망이 없는 일로 보였다. 이광수는 조선 사회에 만연한 요령과 술수, 위선, 속임수 등에 좌절, 절망하였다. 요령과 술수, 속임수를 걷어내지 않고는 독립을 할 수가 없으며, 독립한다손 치더라도 그러한 독립은 오래 갈 수 없다며 절규했다.
이광수는 정신적으로 점점 지치기 시작하였다. 약 1년간은 도산 안창호와 함께 방을 얻어 자취생활도 하고 또 이리저리 생활의 방편을 찾아서 중국신문에 구직광고를 내기까지 했다. 생활고와 함께, 국내에 밀파되었던 비밀요원들로부터 대한민국 임시정부를 비롯한 독립운동에 무관심한 민중들의 현실을 접하면서 실망하였다.
1920년에 이광수는 흥사단 상하이 조계의 임시 반장을 맡기도 하는데, 1920년 여름 방학 무렵 일본에서 허영숙이 이광수를 찾아왔다. 허영숙의 상하이 임시정부 방문은 당시 상해의 수많은 독립운동가들 사이에 커다란 파문을 일으키고 논란거리를 만들었다 한다. 월탄 박종화는 그의 '일기'에서 이광수가 이때 허영숙으로 인해 조선총독부에 매수당한 것은 아닌가 의심하는 기록을 남겼다. 조선총독부의 사주를 받은 허영숙이 이광수에게 '총독부의 신변보장을 언질 받고' 이를 설득하지 않았을까 하는 의심을 품기도 했다. 박종화에 의하면 이 소문이 확산되면서 허영숙의 첫 애인 진학문은 충격을 받고 홧김에 일본 여자와 결혼해버렸다고 한다.
그의 생활이 어려워진 것과 함께 임정의 재정형편도 점차 어려워졌다. 1920년말 재정난으로 사료편찬위원회가 해산되고 독립신문도 속간이 어렵게 되었다. 이광수는 임정으로부터 제네바 주재 대표로 선임되었으나 여비 사정으로 떠나지 못했다. 건강이 악화되어 안창호의 적극 주선으로 병원에 입원한 일도 있었다. 이 무렵부터 이광수는 점점 동요하기 시작했다. 이대로 희망 없는 독립운동을 계속할 것인지 어떤지에 관해 그는 점차 깊은 회의에 빠졌다. 대한민국 임시정부 내부의 파벌 다툼과 독립운동 단체와 파벌 간의 이권다툼 등도 점차 그에게 독립운동에 대한 회의감과 환멸감을 강화시켰다.

##### 귀국 직전
이광수와 홍명희, 조소앙은 상하이에서 궁핍한 생활을 계속 지내왔는데, 2년 뒤인 1921년 3월 이광수는 도저히 상하이 생활을 못하겠다고 선언하고는 귀국길에 오른다. 폐병의 악화와, 국민대표자대회 등 임정 요인과 독립운동가들간의 파벌다툼과 의욕 상실 등이 원인이었다. 1921년 2월 이광수가 안창호에게 귀국할 뜻을 보이자 안창호는 적극 만류하였다. 그러나 이광수는 그의 만류를 듣지 않고 귀국한다.
이광수·허영숙군을 방문하다. 2인이 같이 본국으로 갈 뜻을 말하는지라 내 이르기를 지금 압록강을 건너는 것은 적에게 항서(降書)를 제납(提納)함이니 절대 불까요 군(君) 등 양 개인의 앞길에 대화(大禍)를 만드는 것이라 속단적으로 행치 말고 냉정한 태도로 양심의 지배를 받아 행하라 하다.

1921년 2월 13일자 안창호 일기

한편 국민대표자대회는 임정과는 다르다며 국민대표자회의에 참여하라는 설득들도 있었지만, 춘원은 모두 사양하고 귀국을 택한다. 안창호는 아무 말 없이 그를 보내주었다. 그가 상하이를 떠날 때는 안창호와 신채호 만이 마중나와 그를 배웅하였다.
1921년 4월말 단신으로 상하이항을 떠나 배편으로 개성으로 귀국, 열차를 타고 가던 중 평안북도 선천군에서 검문검속을 하던 일본인 경찰에게 체포되었으나 혐의가 없어 곧 풀려났다. 그가 불기소 처분을 받고 풀려나자 이때부터 시중에는 그가 변절자라는 의혹이 나타나게 되었다. 이해 4월 허영숙과 정식으로 혼인하였다. 귀국 직후 일제나 총독부의 식민 통치에 별반 저항없이 살아가는 민중들의 모습에 그는 환멸감을 느끼게 되었다.
그 뒤 재정적으로 어려운 환경에 처해있던 이광수는 1921년 11월부터 1922년 3월까지 《개벽》에 논문 〈소년에게〉를 연재해 출판법 위반 혐의로 종로경찰서에 입건되었다가 풀려났다. 1922년 종학원 교사로 초빙되어 철학, 윤리학, 심리학, 종교철학, 논리학 등을 강의했고, 경성학교와 경신학교에서는 영어를 가르쳤다. 이 무렵 《원각경 圓覺經》을 탐독하면서 단편 〈할멈〉, 〈가실 (嘉實)〉을 집필하였다.

#### 불운한 개인사
이광수는 가운이 기울어짐에 따라 가난을 체험하면서 청일 전쟁을 겪었고, 어린 나이에 부모와 할머니를 여의고 재종조부의 손에 양육되었다. 또한 동학당인 천도교도가 되면서 천도교의 일을 본 탓으로 일본헌병에 쫓겨 고향을 떠났고 일본, 미국 유학의 꿈도 좌절되었다. 그는 오산학교 교원시절에는 경술국치의 망국인의 설움을 겪었고, 방랑시절 시베리아의 치타에서 1차 세계대전의 발발을 들었으며, 그 종말을 사랑의 도피처인 북경에서 알았다.
중매로 만난 본부인 백혜순과는 사랑없는 결혼 생활에 회의감을 겪고 이혼을 결심, 합의하에 이혼하였지만 그에게 가해진 것은 조강지처를 버린 인간, 타락한 인간, 향락과 음란의 상징이라는 꼬리표였다. 또한 결혼할 자유가 있고, 이혼할 자유도 있다는 그의 견해와 그가 어려서 부모를 잃고 고아가 된 점 등을 들어 그를 멸시하였다. 그리고 이광수의 생모 충주 김씨가 세 번째 부인(3취 부인)이라는 점을 들어 그는 서자로 취급당하고 무시당했다. 또한 1919년 1월부터 국내의 지식인들과 민중들에게 독립운동에 참여할 것을 적극 호소했지만 이 역시 무시되었다. 어려서부터 폐렴과 결핵, 손발 동상 등의 질병을 앓았는데 치료시기를 놓쳐 평생 고생하였다. 후처가 허영숙의 극진한 간호로 위기를 여러번 모면하였다. 그러나 동료 문인들이나 독립운동가들은 허영숙이 그를 타락시켰다며 못마땅하게 여겼다.

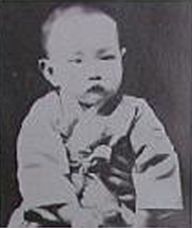
아들 이봉근
그는 7세의 나이로 요절하였다.

춘원은 허영숙과의 사이에 2남 2녀를 두었다. 맏아들 봉근은 여덟 살 때 잃었다. 두 번의 결혼에서 얻은 자녀들은 대부분 요절하였고 아들 이영근, 딸 이정화 등만이 살아남았다. 춘원은 아이들에게 더없이 자상한 아버지였던 듯하다. 틈만 나면 허생전, 율곡선생, 원효대사 이야기를 해주었고 아이의 친구들이 놀러오면 함께 끼어 노래를 부르고 윷놀이도 했다. 그래선지 아버지와 엄마 사이에 다툼이 있으면 아이들은 늘 아버지 편이었다.

#### 귀국과 방황

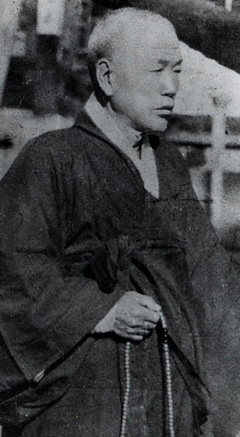
석전 박한영

귀국 직후 폐질환으로 요양하였으나, 병세가 완화된 뒤에는 독립운동의 실패와 임시정부의 혼란, 협력해서 살아가는 민중들의 모습 등을 보며 정신적으로 방황하였다. 1921년말과 1923년 두 차례에 걸쳐 이광수는 금강산을 방문하고 기행문인 금강산유기를 지었다. 여기에는 장안사, 유점사 등 한국전쟁 때 유실된 사찰과 사라진 기암괴석의 존재를 정밀하게 묘사하였다. 1922년 1월 9일 박종화, 현진건, 이상화 등과 함께 잡지 《백조 (白潮)》지의 필진의 한사람으로 참여하였다.
1919년경 아내 허영숙이 상하이에 이광수를 찾아왔을 때 아내와 함께 돌아오다가(일설에는 홀로 돌아왔다고도 한다.) 선천(宣川)에서 일본 경찰에게 붙잡혔다가 불기소처분으로 풀려난 뒤에는 변절자로 비난받았다. 이에 대해 이광수가 상하이에 가기 전부터 총독부와 모종의 합의가 있었다는 의견과 이광수와 상해 임시정부를 이간질하려는 총독부의 책략이라는 의견이 있다.
1922년 그는 불교에 귀의하여 승려문인 석전(石顚) 박한영(朴漢永)을 찾아갔다. 그는 박한영의 지도로 마음을 다스리는 법과 서예와 한시(漢詩) 짓는 법을 배웠고, 그의 불교전문강원에도 출입하며 설법을 들었다. 1926년 무렵 박한영은 서울 안암동 개운사 대원암에 개설한 불교전문강원에서 신석정, 서정주, 이광수, 조지훈, 김달진 등을 지도했으며 3000수에 이르는 한시를 남겼다. 서정주는 "매우 견디기 어려운 한밤중에 홀로 깨어 고민하는 때의 언저리쯤에는 반드시 다시 이 분의 깊은 도애(道愛)를 돌이켜 생각하곤 어머니의 품속에 파묻히는 아이처럼 파묻히어 새로 살 힘을 얻는다"고 회고했다. 이광수는 일시적으로 승려가 되려고 했지만 박한영은 그대는 중노릇 할 사람은 아니라며 설득해서 되돌려보낸다. 심리적 안정을 회복한 그는 이후 문필 활동과 사회 활동에 전념한다. 귀국 이후 그는 동아일보나 조선일보 등에 기사를 쓰거나 칼럼과 논설과 소설을 송고하는 것으로 생계를 유지하였다.
1922년 초부터 경신학교의 교사로 출강하며 영어를 가르쳤다.

#### 언론, 사회 활동

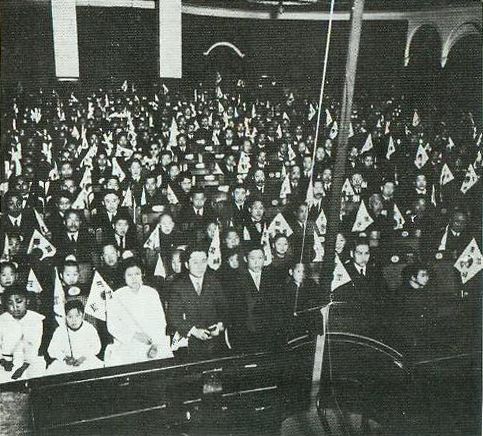
1922년 흥사단 원동위원부 창립식, 맨앞줄 가운데가 이광수

1922년 흥사단의 측면 지원 조직인 수양동맹회를 조직하였다. 1922년 3월 잡지 《개벽》에 발표한 〈소년에게〉의 내용이 출판법위반혐의를 받아 종로서에 연행된 바 있었다. 이후 그는 요시찰 인물로 조선총독부 경무국 당국의 관리 대상이 되어 감시, 내사당했다. 그 뒤 1922년 9월 30일 밤에 조선 총독 사이토 마코토와 첫 면담을 가졌으며, 그때부터 사이토의 정치참모 아베 미쓰이에(阿部充家)와 빈번히 접촉하였고, 그들의 주선으로 월수당 3백 엔을 받는 《동아일보》 논설위원으로 입사한다. 그러나 얼마 뒤 퇴사한다.
1922년 흥사단의 국내 지부인 흥사단 원동위원부 창립을 주관하였다.
1922년 주요한 등과 함께 안창호의 연락을 받고 경성부에 수양동맹회(修養同盟會)와 평양에 동우구락부 (同友俱樂部)의 발족을 지시했다. 안창호는 단체의 기준과 회원 자격, 단체 이름까지 구체적으로 이광수와 주요한 등에게 지시하고 거사자금을 보내 설립에 착수하게 하였다.
1923년 5월 김성수와 송진우의 권유로 다시 《동아일보사》에 입사할 것을 권고받았다. 이광수는 그들의 후원을 받아들여 동아일보에 입사하여 객원논설위원이 되었다. 5월 16일 동아일보 사회부 촉탁기자가 되었다.

#### 동성애 허용론 논란

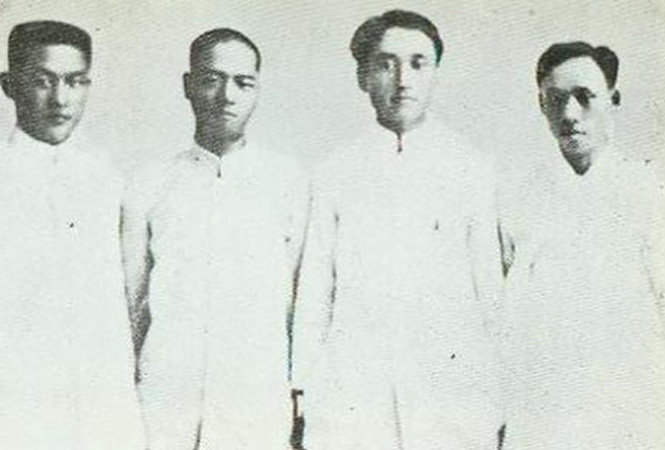
동아일보 시절의 친구들과 함께(왼쪽부터 진학문, 심우섭, 이광수, 이상협 순)

그는 여자도 인간이며 자유를 누릴 권리가 있다고 주장했다. 여자가 자유를 누리기 위해서는 결혼과 가족에서 해방되어야 한다는 주장을 했고, 이는 유교학자들의 분노를 초래했다. 또한 1918년부터 그는 칼럼과 논설에서 동성애에 대한 것도 다루기 시작했다. 그는 동성애 역시 존중받아야 될 사랑이며, 사랑할 권리가 있고, 사랑할 자유를 부여해야 한다고 역설하였다.
그는 동성애 옹호론을 작품에도 일부 반영하였다. 후일 2007년 서울대 인문학연구소의 한국문학자 미국 출신의 가브리엘 실비안은 이광수 문학에 나타난 '동성애'를 연구한 논문이 함께 게재됐다. 여기에서 실비안씨는 이광수 문학에 나타난 동성애 코드에 대한 기존 이론을 재검토하며 “이광수야말로 동성애 담론이 보편화하기 이전에 동성애를 반감 없이 다뤄온 작가”라고 주장했다.
그는 시중의 동성애에 대한 편견에 대해, 동성애는 정신병이 아니라고 하였다. 동성애를 정신병이나 광증의 일부로 보던 조선 사람들에게 그의 동성애 옹호는 충격을 주었다.

#### 계몽 운동과 문필 활동

##### 민족개조론 발표

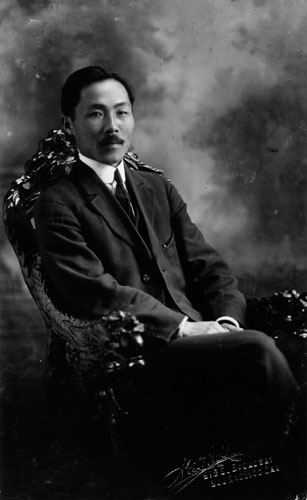
도산 안창호. 안창호의 사상에 감화받은 그는 민족개조론과 실력양성론을 주장하였고, 후에는 흥사단과 수양동우회 등에도 적극 참여하였다.

1922년 5월호, 개벽에 실린 이광수의 '민족개조론'

그는 일찍이 나태하고 게으르며 무기력한 이 민족의 성격을 개조해야 한다고 주장했다. 게으르고 무기력하며, 나약하며 공짜를 바라며, 허황되다, 요령과 술수에 능하다, 그리고 속임수와 눈가리기에 능하다는 것이 그의 지론이었다. 이러한 습성으로는 서로간의 신뢰도 어렵지만, 국제사회의 신뢰를 얻는 것은 어렵다고 하였다. 일부 국민들의 의지만으로 독립이 달성되는 것은 아니며, 국제사회의 신뢰를 얻지 않고는 어느 나라도 조선의 독립을 도와주는 일은 없을 것이라고 주장하였다.
1922년 잡지 《개벽》 5월호에 민족개조론을 발표하여 '자치운동론'을 내세워 이때부터 차츰 총독부로부터 타협적인 태도를 보이게 되었다.
| “ | 허위되고 공상과 공론만 즐겨 나태하고 서로 신의와 충성이 없고, 일에 임하여 용기가 없고, 빈궁하고 | ” |

이 글을 통해서 이광수는 '삼일운동이 독립을 쟁취하지 못한 채 실패로 끝난 이후, 우리 민족이 추구해야 할 방도는 일제에 대항하는 독립투쟁이 아니고 독립을 쟁취하고 유지할 만한 실력을 먼저 기르는 민족개조운동, 자치운동론'이라고 주장했다. 〈민족개조론〉의 타협적인 내용은 곧 민족진영 인사들의 감정을 자극, 논란을 일으키면서 문필권에서 소외당하였다. 그러나 이광수는 소신을 굽히지 않았고, 그의 〈민족개조론〉은 실력 양성론자들에게 영향을 주어 식민지통치를 인정하는 범위내에서 자치를 얻자는 자치운동의 이론적인 뒷받침이 되었다.
이광수가 잡지 '개벽'에 '민족개조론'을 발표했을 때 그 반응은 일파만파의 충격이었다. 이광수의 집에 칼을 든 청년들이 난입했으며 개벽사의 기물들이 파괴되었고, 이광수를 강사로 초빙했던 사람까지 습격당했다.
민족 개조론의 발표에 대해서는 조선총독부의 사주라는 설도 있다. 그러나 민족개조론 또한 총독부 사주에 의한 것이 아니라, 러시아를 유랑했던 젊은 시절 동포들의 비참한 삶과 지도자들의 이전투구를 보고 착상한 것이며, 정신적 대부인 도산의 “점진적 개혁” 사상에 뿌리를 두고 있다는 반론도 있다. 그는 조선 사회는 요령과 기만, 허위가 판치는 사회이며, 이런 사회, 이런 시민 의식으로는 백년이 지나도 독립을 달성할 수 없다고 주장했다. 그의 견해에는 공감 보다는 감정적인 반론과 공격이 계속되었다.

##### 동아일보 편집국장 재직
1923년 동아일보 편집국장이 되었다. 작가가 기자가 되는 것에 대해서는 극단적인 혐오감을 갖고 있었던 김동인은 동아일보 편집국장 이광수에게 “비상한 노력 끝에 위선적 탈을 썼다”고, 또 동아일보 기자가 된 주요한에 대해서는 “요한이 사회인이 된다는 것은 시인으로서의 파멸을 뜻한다”고 지면을 통해 독설을 퍼부었다. 생계를 위해 기자가 된 일을 두고 김동인 등은 변절이라 했는데, 그는 작가는 순수하게 소설, 시 등의 작품에만 전념해야 된다는 지론을 펼쳤다. 그러나 김동인도 1932년에 기자가 된다.

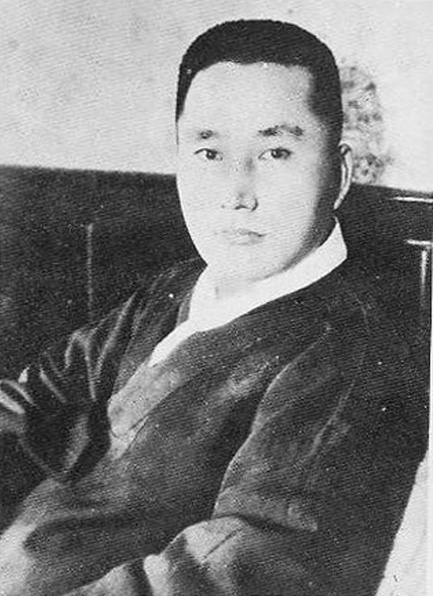
동아일보 편집국장 재직 시절 (1923년)

1923년 중반에는 도산 안창호를 모델로 한 장편 소설 《선도자 (先導者)》를 동아일보에 연재하다가 조선총독부의 간섭으로 송진우, 김성수 등이 소환되는 사태가 발생하자 결국 111회 중편완(中篇完) 부분에서 연재중단되었다. 1923년 가을, 실의에 빠진 그는 금강산을 순례하면서 보광암의 주지인 월하노사(月河老師)라는 늙은 불교승려의 인도로 《법화경 法華經》을 접한다. 이후 그는 《법화경 法華經》을 한글로 해석하기도 하였으며 법화경에 널리 심취하게 되었다.
1924년 1월 2일부터 6일까지 《동아일보》에 사설 〈민족적 경륜〉을 발표하였는데, 여기에서 ‘(일본의 국법이) 조선 내에서 허하는 범위 내에서’라는 단서를 달았다. 이에 대해 일본의 국법이 허하지 않는 한국의 독립을 부정하는 논설이라는 비판이 있다. 이후 이광수 주도의 타협적인 자치주의 바람이 불기 시작했다. 이광수가‘민족적 경륜’이라는 논설을 발표한 것이 기폭제가 됐다. 이 논설의 요지는‘일본 법률의 범위 안에서 정치 산업 교육의 3대 정책을 수립하자’는 것이었다. 사설 '민족적 경륜'이 물의를 일으켜 동아일보에서 스스로 퇴사했다. 그러나 김성수와 송진우의 배려로 1924년 2월 동아일보의 기자로 다시 복귀했고 동아일보에 〈허생전〉을 연재하다가, 같은 해 11월부터 장편소설 〈재생〉을 동아일보에 연재하기 시작했다.
이 무렵 여기자인 최은희를 발탁하였다. 최은희가 기자로 발탁되게 된 데는 춘원 이광수와의 인연, 그리고 기자 덕목으로서 차고 넘칠 무한한 배포가 작용했다. 최은희가 동경 일본여대 3학년 재학 중인 1924년, 여름방학을 맞아 춘원의 집을 찾았을 때 일이다. 최은희는 춘원의 부인이자 산부의과 의사인 허영숙과 가까운 사이였다. 허영숙은 한 부호로부터 진료비 85원 10전을 떼어 먹힐 처지였고, 최은희는 청부사를 자임했다. 최은희는 채무자 집에 찾아갔으나 그가 외출하고 없자 마루에 돗자리를 펴 낮잠을 자거나 냉면을 배달시켜 먹었다.
최은희는“의료규정을 알아보시고 부당하거든 고소하세요.”라며 귀가한 부호에게 쏘아 부쳤고, 강짜를 부리다가 차츰 진료비를 깎는 쪽으로 타협하려던 이 악성 채무자에게 “내가 종일 이 집에서 치마에 묻힌 먼지는 털고 갈망정 단돈 10전도 못 깎아 드리겠소”라며 결국 돈을 온전히 다 받고 일어섰다. 마침 그 때 조선일보가 ‘부인 기자’(여기자라는 의미)를 급구했고, 이광수는 이상협 편집고문에게 최은희의 진료비 추심 청부 일화를 들려주며 “그만한 배짱과 수완이면 넉넉하고 부인과 왕래 편지를 보니 문장도 신문기사보다 낫다”고 천거했다.
이후 1933년 8월 29일까지 사설과 횡설수설, 소설(13편), 시, 시조, 동화, 수필, 평론, 서평, 기행문, 번역물 등 하루 원고지 70장 이상을 동아일보 지면에 발표했다.

##### 사회변화론 설파
안창호, 윤치호 등의 감화를 받은 그는 안창호를 찾아 가르침을 청했고, 이후 그를 도와 흥사단의 국내 조직과 1922년 수양동우회의 모태인 수양동맹회 등을 결성하였다. 그는 수양동맹회를 흥사단의 이념을 실천하기 위한 조직이자, 국내외 흥사단의 연락 기관 겸 흥사단 국내조직의 측면 지원 단체로 운영하였다.
이광수는 흥사단의 국내조직으로 1922년 수양동맹회를 결성했는데, 그 전문(前文)에서 “정치에 관여하지 않는 것이 주의(主義)”라고 발표하였다.
1923년과 1924년 그는 계몽 활동과 강연을 통해 여자들도 남자와 똑같은 인간이며 기존의 조선 사회는 이러한 여자들의 권리와 권익을 심하게 무시하거나 착취해 왔다고 주장했다. 그는 여자들에게도 자유가 부여되어야 하며 여자의 자유는 결혼과 가정으로부터의 탈출이 선행되어야 하며, 자유 연애를 통해 여자의 해방, 자유를 쟁취할 수 있다고 내다보았다. 이광수는 또 조선의 자녀는 오직 부모를 위한 꼭두각시 인형이라며 비판했다. 이광수는 "조선의 자녀는 오로지 부모(父母)를 위해서만 살았고, 또 부모를 위해 일했고 죽는, 부모 중심의 삶을 강요받았다. 한번도 한 인간으로서의 행복, 개인적 행복을 위한 교육의 자유와 혼인의 자유까지 부모에게 박탈당하는 것을 미덕으로 여긴다"며 지적했다. 그러자 유림들은 신체발부는 수지부모인데 부모가 하라는 것은 무엇이든 하는 것이 옳다며 이광수를 공격했다. 도리어 이광수가 유년기에 고아가 된 것을 지적하며 호로자식의 궤변이라고 비방했다.
또한 그는 1920년대 경성부에 확산된 전화기를 보고 멀지 않은 미래에 전화기 역시 전국 각지로 확산될 것이며, 쉽게 소지하고 다닐 수 있는 전화기도 등장하리라 보았다. 그는 라디오가 보급된 뒤 텔레비전 역시 널리 보급될 것이고, 미래에는 일방적으로 시청하는 라디오나 텔레비전이 아니라 기계를 매개로 하여 직접 대화가 가능한 시대도 올 것이라 예상하였다.
1924년 초부터 문학잡지 발간을 계획한 그는 여러 부호들을 찾아다니다가 방인근과 경주 최부잣집 등의 지원으로 《조선문단》의 창립발기인이 되어 창립을 주재했으며 주요 필진으로 활동하였다. 그러나 여성에게 교육 기회를 부여하자, 자녀는 부모의 노리개가 아니라는 그의 주장에 당시 사람들은 반감을 품었고, 후원자를 얻기 어려웠다. 〈재생〉연재를 끝낸 1925년초 다시 동아일보에 〈춘향전〉을 연재하기 시작했다.

##### 계몽론에 대한 비판
이광수는 문학을 통해 사회를 계몽, 변화, 개조하려 하였다. 그러나 그의 문학을 통한 사회 계몽, 변화 시도에 대해 김우진은 이를 비판하였다. 작가 김우진은 다이쇼 시대 개인의 자아실현을 목표로 삼았던 시라카바(白樺)파 문학의 영향을 크게 받았다. 그는 희곡 〈정오〉 〈이영녀〉 〈두데기 시인의 환멸〉 등에서 사회적 억압과 통제의 현실을 폭로하고, 인습과 도덕을 극복한 초월적 개인을 형상화하면서 '자유로운 개인'이자 '공적 인격체'인 '시민'을 발견한다.
김우진은 1926년 쓴 평론 〈이광수류의 문학을 매장하라〉에서 당대 최고의 문인 이광수를 신랄하게 비판했다. 김우진은 "조선이 지금 요구하는 것은 형식이 아니오, 미문(美文)이 아니오, 재화(才華)가 아니오, 백과사전이 아니다"라면서 "거칠더라도 생명의 속을 파고드는 생명력, 한 곳 땅을 파면서 통곡하는 부르짖음이 필요하다"며 그의 계몽론을 비판했다.

##### 수양 동우회 조직

흥사단의 단기

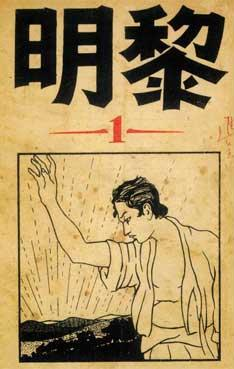
《여명》

동우구락부를 운영하면서 그는 미국에 있던 안창호, 흥사단, 대한인국민회 등과 연락하고 국민회 회보를 입수하여 확산시켰다. 또한 동우구락부 회원의 자격에 여자도 가입할 수 있음을 천명하고, 남자 회원과 여자 회원간에 차별을 두지 아니하며 남녀 모두 같은 한 사람의 회원이자 동지로 대우해야 함을 역설하였다.
1925년 다시 동아일보의 편집국장으로 복귀했다. 1925년 7월 대구의 언론인 김승묵이 잡지 《여명 (黎明)》을 창간하자, 《여명 (黎明)》지의 동인으로 참여하였다. 그러나 《여명》 지는 1927년 1월에 폐간되었다.
한편 1925년 동아일보는 춘향전의 개작을 신춘문예의 공모작으로 걸었는데 당선작이 없자 이광수의 '일설 춘향전'을 1925년 9월 30일부터 1926년 1월 3일까지 동아일보에 연재됐다. 수십 편의 춘향전 개작 공모작 중에서 뚜렷한 작품이 없자 동아일보는 다음해 9월 24일 당선작이 없어 춘원 이광수에게 집필을 의뢰했음을 사고로 밝혔다.
1925년 봄부터 안창호의 지시에 따라 수양동맹회와 동우구락부를 통합하여 통합조직을 결성하기 위해 노력, 수양동우회로 발족시키는데 힘을 쏟은 끝에 1926년 1월 8일 수양동우회를 탄생시켰다. 수양동우회는 '인격수양과 민족문화 건설'을 목적으로 하였으나, 실질적인 모든 사업과 실천 내용은 흥사단의 국내 조직 역할 단체였다.
수양동맹회를 동우구락부와 합하여 동우회로 확대 개편한 직후인 2월에는 수양동우회의 기관지 《동광》을 창간하여 주요한과 함께 잡지를 주재했다. 조선총독부 경무국에서 수양동우회의 조직을 의심하고 안창호의 국내 대리인으로 의심하자 그는 동우회는 사회 계몽 단체임을 들어 독립운동 단체가 아니라고 변명하여 의심의 눈초리를 벗어났다.
1926년 3월 경성제국대학 법문학부에 입학하였다. 와세다 대학 철학과에서 수학하고 중퇴한 학력을 인정받아 무시험 전형으로 입학했다. 이 때 재학번호(학번)가 1번으로, 경성제국대학 제1호 학생인 셈이다. 1927년 작품 《마의태자》를 발표하고 이어 1928년 《단종애사》를 발표하였다. 1929년에 YMCA 근처에 생긴 멕시코 다방은 이광수와 복혜숙이 자주 다니던 곳이었다. 이후 해방때까지 그는 멕시코 다방의 단골 손님이었다. 그는 다방에서, 혹은 산사에서 문학적 영감을 얻곤 했다.

##### 일제 식민통치에 대한 저항
1920년대에 와서 그는 조선총독부가 조선역사 교육을 금지시키는 것에 반발, 단재 신채호의 저서와 문건을 입수하여 한글로 번역하여 보급하는 한편 자신이 직접 역사 관련 칼럼과 소설, 시, 희곡 등을 짓기로 결심한다. 1926년부터 경성제국대학 법문학부 야간반 학생으로 다녔지만 폐병이 심해지자 작업도 힘들어졌고, 1926년 9월 경성제대 1학년 2학기 초에 휴학을 하게 되었다. 이후 집에서 요양하며 집필활동에 전념하였다.
1926년 11월 동아일보 편집국장에 취임했다. 1928년 장편소설 〈마의태자〉를 발간했다. 바로 단종애사를 지었는데 이듬해 1929년 단종애사는 대중의 인기를 크게 얻었다. 이광수는 장편 '단종애사'에서 세조가 단종을 쫓아내고 집권한 역사를 다뤘다. 그는 사육신(死六臣)이 처형당한 날 신숙주의 아내 윤씨가 목숨을 끊었다고 썼다. 변절한 남편이 부끄럽다며 다락방에 올라가 목을 맸다고 묘사했다. 이광수는 18세기 실학자 이긍익의 연려실기술에 실린 야사(野史)를 바탕으로 삼았다.
그러나 실제는 세조실록 2년 1월 23일자엔 신숙주 아내가 병으로 세상을 떴다는 기록이 나온다. '대제학 신숙주의 처 윤씨의 상(喪)에 조효문을 보내 호상하게 하다.' 윤씨가 숨진 것은 사육신 사태가 일어나기 다섯 달 전이었다. 그때 신숙주는 세조의 사신으로 명나라에 가 있었다. 신숙주 아내를 둘러싼 야사는 정사(正史)와 전혀 다른 허구였던 셈이다.
1928년 3월 다시 경성제국대학 법문학부에 복학하였다, 그러나 폐병과 과로 등으로 몸이 약해지면서 3학년 2학기를 마치고 1930년 1월 경성제국대학을 중퇴하고 만다. 1930년 봄, 주요한, 정지용, 주요섭 등과 함께 방정환의 잡지 《어린이》지의 필진으로 참여한다.
1930년 독립운동가의 가족들의 생활상을 묘사한 소설 《혁명가의 아내》를 발표하였다. 1931년 6월 26일부터 조선일보에 소설 《이순신》의 연재를 시작하였다. 독립운동가들의 생활상을 묘사하는 한편 이순신의 일대기를 발표하여 항일 의식을 고취시켰다. 조선총독부는 그의 작품을 검열하고 그의 집 주변을 내사하기 시작한다. 1932년 동아일보에 소설 《흙》을 연재하였다.
소설 《흙》은 계몽운동가 이종준(李鍾駿)의 맏딸을 모델로 한 실화소설이기도 했다. 그의 작품 《흙》 역시 청년들에게 영향을 주었다. 신문에 연재됐던 이광수의 소설 '흙'의 주인공 허숭을 보면서 정주영은 한때 변호사의 꿈을 키웠다. 하지만 정주영은 두 번 연속 변호사 시험에 낙방하고 결국 열아홉이 되던 해 서울로 상경한다. 이광수의 작품들이 당대 청년층에게 영향을 주는 것을 본 조선총독부 당국은 그의 작품 내용을 검열하기 시작하였다.

##### 단종애사 발표
1928년 발표한 단종애사는 무정 이후 작품들 중 무정, 흙 등과 함께 전국적인 인기를 얻은 작품 중의 하나이다. 같은 무렵 친구이자 경쟁자인 홍명희는 소설 임꺽정을 발표하여 경쟁하게 된다. 조선일보는 1928년 11월 17일 실린 '임꺽정' 연재 예고 기사에서 "세계적 명작 알렉산더(알렉상드르) 뒤마의 '암굴왕'보다도 더욱 그 구도가 크거니와 홍명희 선생의 필치는 오히려 뒤마류의 것보다도 훨씬 장대할 것을 미리 말씀합니다"라고 광고했다.
'임꺽정'은 동아일보를 긴장시켰다. 동아일보는 '임꺽정' 연재 예고가 나간 직후 이광수의 '단종애사(端宗哀史)' 연재를 예고하면서 맞불을 놓았다. 양대 민간지에서 문단의 양 거두가 승부를 겨루게 된 것이었다. 두 소설 중 어느 쪽이 더 인기를 끌었는지 정확한 통계는 없지만, 당시 조선일보 사회부 기자 김을한은 "임꺽정이 연재되는 동안 조선일보는 처음으로 동아일보의 연재소설을 능가할 수 있었다"('한국언론인물지')고 회고했다.
단종애사를 통해 사람들은 단종을 조선총독부의 식민통치를 받는 백성으로, 사육신은 한국의 독립운동가로, 조선총독부에 협력한 중추원 고관들을 한명회, 신숙주로, 조선총독부와 일본 천황을 찬탈자 수양대군으로 해석하였다. 작품은 크게 공감대를 형성하여 많은 남녀노소가 애독하였다.
| “ | 만천하가 열광적으로 환영 애독하든 ‘단종애사’는 끗을 막게 되엇습니다. 우리 춘원 리광수씨는 얼마 동안 휴양하야 다시 장편소설 ‘군상’을 쓰게 되엇습니다. 씨의 찬란한 필치와 웅대한 구상과 심각한 인생관이 다시 군상을 동하야 우리로하야금 생각케하고 웃게 하고 울게할 것입니다. 지면에 나타나는 그날을 기다립시다, | ” |
|   | — 동아일보 1929년 12월 17일자 |   |

동아일보에 연재된 단종애사가 막을 내린 다음날은 특별히 동아일보 신문 기사에 단종애사가 끝난 것을 보도하기도 했다.
한편 김동인은 수양대군의 관점에서 쓴 소설 대수양을 짓기도 했다. 후일 이광수 역시 세조의 입장에서 쓴 장편소설 세조대왕을 쓰기도 했다.

##### 언론 활동과 브나로드 운동

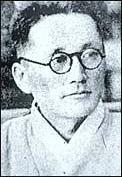
1930년대의 이광수

1930년초 경성부 홍지동에 별장 춘원헌을 구입하여 별장으로 활용하며 집과 별장을 오갔다. 홍지동의 별장 춘원헌은 후대에 세워진 영인미술관 근처에 있으며, 현진건의 집터와 박종화가 살던 가옥이 주변에 있다. 이곳에 체류하며 박종화 등을 만나 문학과 시사, 정치에 대한 담론을 하기도 했다. 박종화와의 오랜 대화 틈틈이 얻은 공통된 결론은 교육을 통한 계몽이었다.
1930년부터 김성수, 송진우 등과 함께 농촌 계몽 운동인 브나로드 운동을 주도하였다. 경기도 양주의 어느 농촌을 방문했다가 농촌의 문맹자가 많은 것을 보고 충격을 받은 그는 농촌 계몽의 필요성을 역설하였다. 그는 동아일보 편집국장으로 문인들을 찾아다니며 농촌 계몽의 필요성을 역설하고 대학생들에게 농촌 계몽운동에 나서줄 것을 권고하도록 부탁하였다. 그는 문인으로서 브나로드 운동의 대표적 인물이기도 하였다.
1931년 춘원 이광수가 잡지 '동광' 대담에서 구한말 개화파 주역이던 박영효에게 개화사상이 어디에서 비롯됐는지 물었다. 이에 박영효는 "신사상은 박규수의 집 사랑방에서 나왔다"고 말했다. 이때 비로소 박규수의 사랑방 모임이 온 천하에 널리 알려진 순간이었다.
1931년 그는 동아일보 편집국장으로 재직하면서 연희전문학교와 보성전문학교의 겸임 국어국문학 강사로도 초빙되었으며, 각 학교의 문학 강연에도 출강하였고 방송과 개인 교습 등으로 문인을 길러내기도 했다. 우연히 그를 찾아온 소년 피천득에게도 문학인의 길을 가도록 이끌어주기도 했다. 후에 피천득은 "나를 문학의 길로 이끈 이광수 선생은 재주가 많고 착하셨지만, 바보같은 분이기도 했다. 고 회상하였다. 또한 1924년 작가 채만식을 추천하여 〈세 길로〉라는 작품으로 조선문단을 통해 등단시키기도 했다. 한편 10세에 모친을 여읜 뒤 삼촌 집을 전전하던 피천득을 잠시 받아주어 자신의 집에 기거하게 하기도 했다.
브나로드 운동이 전국적으로 전개, 확산되면서 그는 자신의 작품인 <흙>에 이를 구체적으로 묘사하였다. 1932년 4월부터 다음 해 7월까지 춘원 이광수는 장편소설 '흙'을 동아일보에 연재하면서 주인공 허숭의 입을 통해 젊은 지식인들의 참여를 호소했다.
| “ | 농민의 속으로 가자. 돈이 없으면 없는 대로 가자. 가서 가장 가난한 농민이 먹는 것을 먹고, 가장 가난한 농민이 입는 것을 입고 … 그러면서 글을 가르쳐주고, 소비조합도 만들어주고, 뒷간 부엌 소재도 해주고, 이렇게 내 일생을 바치자. | ” |

그는 직접 자신의 작품 흙과 칼럼, 강연을 통해서 의식있는 젊은이들이 열정을 갖고 농촌 계몽 운동에 적극 참여하고 민중의 틈으로 파고들어야 한다고 역설했다. 브나로드 운동은 전국 각지로 확산되었고 젊은이들의 자발적인 참여가 계속되었다. 1930년부터는 동아일보 편집국장으로 브나로드 운동과 농촌 계몽을 주제로 한 장편·단편 소설과 시를 모집하였는데, 이중 대표작은 1934년 동아일보에 연재된 심훈(沈熏)의 《상록수 (常綠樹)》였다.

#### 언론, 사회 활동

##### 미스코리아 심사 위원
그는 1931년 5월에 개최된 한국 최초의 미스코리아 대회의 심사위원이기도 했다. 1931년 《삼천리》라는 잡지에서 주최한 ‘반도의 대표적 려인(麗人) 미쓰 코레아 삼천리 일색(一色)’을 뽑는 사진공모전에 심사위원의 한사람으로 참여, 최정원(崔貞嫄) 등을 선발하였다.
당시 삼천리사(社)는 “구라파에 전 구라파를 대표하는 아름다운 미인이 있고 각국에도 그러한 모양으로, 우리 반도에도 전 조선을 대표할 려인 한 분을 찾아” 보자며 “고상전아(高尙典雅)하고 아름다운 미모에다가 균제된 체격, 만신(滿身)이 예지와 총명에 찬 듯한 근대적 려인”을 뽑겠다고 광고를 냈다(《삼천리》, 1931.5). 삼천리 지의 고정필진인 이광수 역시 심사위원의 한사람으로 위촉되었다.
당시 삼천리지는“18세 이상의 조선 여성, 3년 이내의 사진일 것”을 응모자격 조건으로 걸고, 심사는 '심미계(審美界)의 권위'를 지닌 이광수, 염상섭, 김억, 안석주, 이승만(李承萬), 허영숙, 나혜석, 김원주, 최승희 등을 선정했다. 1931년 10월 그는 삼천리사 주최 미스코리아 선발 대회 심사위원의 한사람으로 총 326명의 응모 사진 중 특선 1명 포함해 14명의 입상자를 선정해 발표하였다.

##### 이순신전 집필과 대중화
1931년 1월초 이광수는 우연히 이순신 가문의 후손에게 엄청난 양의 빚이 있다는 소문을 접하게 된다. 이광수는 이순신 유적지 보존 운동에 동참하게 된다. 1931년 아산 이순신 장군 묘역이 경매 처분될 위기에 이르자 동아일보는 사설과 기획기사를 연속 보도해 이순신을 재조명하고 유적을 영구보존하자는 운동을 주도했다. 윤치호는 거금을 들여 이순신 묘역과 사당, 위토가 일본인 손에 매각되는 것을 막으려 노력하였다.
이광수는 경성과 평양, 대구, 부산을 돌아다니며 강연과 연설을 통해 이순신 유적지를 지켜줄 것을 호소하였다. 동아일보 편집국장이던 춘원 이광수는 동아일보 기사에도 이를 반영, 충무공 유적지를 탐방하는 연재 기사를 직접 썼고, 소설 '이순신'을 집필하였다. 또한 1931년 5월초, 이광수는 동아일보 기사와 사설 등을 통해 아산 이순신 묘소의 위토가 경매에 부쳐질 위기에 처한 것을 상세히 보도했다. 이순신 유적지 보존기금 마련이 쉽게 이루어지지 않자 그는 이순신의 일대기를 직접 소설로 쓰기로 하고 집필에 들어갔다.
그는 1931년 5월 25일에 결성된 충무공 유적보존회 조직에 참여하였다.
이광수는 1931년 5월 21일∼6월 10일 현지 사정을 기행문 형식으로 실었고, 6월 26일부터는 장편소설 ‘이순신’을 연재했다. 소설 이순신전에서 이광수는 이순신을 자기희생적이며 충성스러운 애국자로 묘사했다. 이를 두고 훗날 대한민국 국방대학 국가안전보장문제연구소 연구기획실장 노영구는 “영웅은 영웅이되 충의(忠義)를 강조하며, 인격의 힘으로 열등한 민족을 개조하는 영웅으로 그려졌다”고 설명했다. 그러나 이순신을 지나치게 미화했다는 비판과, 의도적으로 이순신과 조선 대신들의 대립구도로 엮었다는 비판도 존재한다.

##### 문학 활동 및 사회 활동

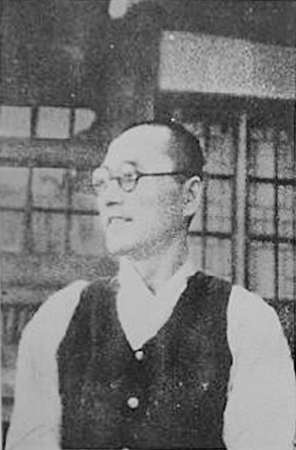
망중한을 달래는 이광수(1931년 무렵)

1931년부터 장편 소설 이순신을 집필하였다. 이 책의 가장 큰 특징은 소설인데도 군관에서 말단 수병에 이르기까지 작품 속 등장인물이 모두 실존인물이라는 점이다. 그러나 “임진왜란은 당연히 조선과 왜국의 대결이었는데, 이광수가 이를 ’이순신 대 원균 등 이순신을 모함한 장수와 대신들’의 대립구도로 바꾸어 놓았다”는 김탁환 교수의 비판을 받기도 했다.
1932년 1월의 이봉창의 투탄 사건을 애석히 실패했다 하고, 그해 4월의 윤봉길의 투탄 사건을 쾌거라고 주장했다가 헌병의 귀에 들어가 총독부 경무국으로 소환당했다. 6월 안창호가 상하이에서 체포되어 인천항에 도착하자, 자동차로 인천항에 가서 안창호의 호송 차량을 경성까지 따라갔다.
안창호가 서대문형무소에 투옥되자 크게 낙심, 서대문형무소에 가서 안창호를 자주 면회하였다. 안창호의 재판비용과 석방, 구명운동에 나서는 한편 윤치호, 김성수 등을 찾아가 안창호의 출옥을 도와달라고 호소하였다. 그는 안창호가 심장과 간장 등이 좋지 않음을 들어 병보석을 시도하였으나 실패했고, 안창호는 징역 4년의 언도를 받게 되었다. 이후 그는 주요한, 주요섭, 김동원, 조병옥 등과 연락하며 수양동우회를 운영해 나갔다.
또한 당대의 화려한 자유 연애관으로 비판받던 나혜석, 박인덕과도 자주 만나 교류하였고, 만년에 나혜석이 병으로 고생할 때도 자주 문병을 가기도 했다. 그는 시중에서 나혜석과 박인덕을 비난, 비판하는 것을 위선이라며 조롱하였다. 자신은 불륜과 외도를 하면서 자기 남편과 부인에게, 자신의 여동생과 누이에게는 정결과 지조를 요구하는 것은 잘못이며, 자신들은 혼전, 혼후의 문란한 행위를 하면서도 가족들에게만 순결함과 지조를 요구한다며 위선과 기만이 만연한 사회라며 조소하였다. 기존의 유림과 기독교 등의 종교계에서는 그가 탈선과 타락을 부추긴다며 비난하였다. 그러나 그의 수많은 작품은 민족주의와 평등주의, 인도주의 정신을 바탕으로 하는 민족갱생의 이상을 담고 있어, 당시의 개화된 청년층에 큰 감명을 주었다.

##### 조선일보 부사장
1932년 7월 30일 문인 친목단체인 조선문필가협회 발기인 및 집행위원을 맡았다. 1933년 열차로 시베리아 여행을 다녀왔다. 1933년 8월 동아일보사 편집국장을 그만두고 같은 달 28일 조선일보 부사장에 취임해 1934년 5월까지 활동했다. 9대 사장에 취임한 방응모는 동아일보 편집국장 이광수와 경제부장 서춘 등 유능한 언론인을 스카우트해 조선일보 혁신에 나섰다. 보다 좋은 조건이라 생각한 그는 방응모의 제의에 응한다.
1933년 7월 19일 조선일보의 제9대 사장에 취임한 방응모(方應謨)는 한 달 후 동아일보에서 이광수와 서춘(徐椿)을 스카우트해 각각 부사장과 주필(主筆)에 임명하였다. 9월 27일 이광수는 조선일보에 소설 '유정 (有情)'을 연재하였다.
이광수는 1933년 조선일보 부사장 겸 취체역(이사), 조선일보의 편집국장, 학예부장, 정리부장 등 5개 직책을 동시에 맡아 '조선 신문계의 무솔리니'라는 별명을 얻었다. 1934년 5월에 조선일보 부사장직에서 물러났으나 조선일보의 이사직은 1950년까지 유지하였다.
1934년 이광수는 조선일보에 실은 글에서 "아랫목에 '뜻뜻이' 등을 굽고 있는 생활은 암만 해도 투쟁보다도 은둔을 의미한다."는 견해를 펼쳤다.

#### 수양동우회 사건 전후

##### 사회계몽론

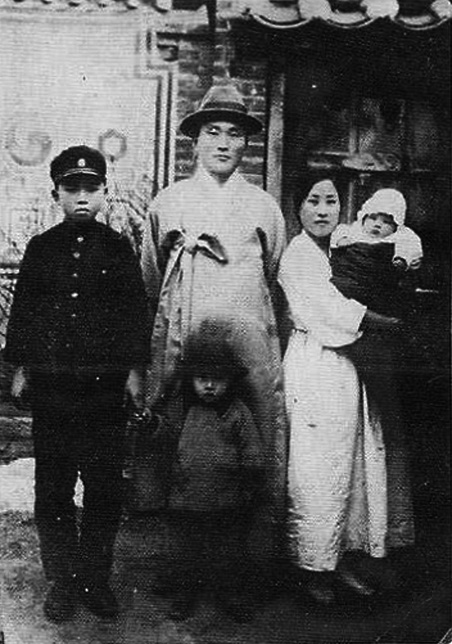
이광수 가족사진 (1937년)
(왼쪽부터 장남 이진근, 이광수, 차남 이봉근(이광수 앞에 선 이), 부인 허영숙, 삼남 이영근(허영숙이 안은 아기))

1930년대에 이르러 자유 연애 등이 유행하였다. 이광수는 "일반 민중이 도덕적 이상이 퇴폐해서 인생의 의무라든가 사업이라든가 하는 높은 희구를 버리고 오직 성욕과 호기심만 따르게 되니, 에로란 성욕적 흥미를 만족시키는 관념군이요 그로란 호기벽을 만족시킬 만한 관념군"이라고 해석했다('동광' 1931년 1월 1일자). 에로와 그로의 관념론도 좋지만 큰 뜻을 품는 대의지사가 점차 줄어들어감을 애석해하며 한탄하였다.
그러나 그는 고려와 조선 왕조시대 1천년의 지나친 엄숙주의는 민중들의 진취적인 기상과 자유로운 상상력을 박탈하고 삭막한 사회를 만들었다며 억지로 엄숙한 사회분위기를 조장하는 것은 반대하였다.
1930년대에는 유성기(축음기)와 라디오가 각지로 보급되었고, 유행가가 확산되었다. 이 무렵부터 인기있는 곡은 유행가라 하여 시중의 화제가 되었다. 그러나 유행가는 남녀간의 사랑에 대한 노래들 뿐이었다. '장백산인(이광수)'은 이 범람하는 '유행가'를 '전염병'이라며, "근년에 조선에 유행되는 가요는…'부어라 먹자 두들겨라'식이 아니면 주색의 방종한 향락을, 검열관이 허하는 한에서 고취하는가 십흔 것들…"이라고 비판했다.(1934년 4월 19일자) 그는 유행가라는 노래들이 전부 남녀간의 사랑만을 노래한 곡들이 많지 다른 내용은 없다며 식상한 점 역시 비판하였다. 그럼에도 대중가요 열기는 좀처럼 식지 않았다.
1934년 그가 참여하던 어린이잡지인 《어린이》지가 경영난과 조선총독부의 탄압으로 결국 123호를 끝으로 폐간하고 만다. 1935년 안창호가 가출옥하자 두부를 사들고 서대문형무소로 가서 영접하였다. 그해 조선일보에 <이차돈의 사>를 연재하였다.
그는 시와 작품들을 통해 일본 제국주의와 조선총독부를 가해자로, 한국인을 피해자로 역할을 상정하였다.
| “ | 보리밭 가에 찌그러진 무덤/ 그는 저 찌그러진 집에/ 살던 이의 무덤인가/ 할미꽃 한송이 고개숙였구나. | ” |

전설에 의하면 손녀 둘을 데리고 살던 할머니는 곱상의 손녀는 부잣집으로, 밉상의 손녀는 가난한 집으로 예웠다. 가까히 사는 곱상의 손녀가 할머니를 모셨는데 구박이 심하고 굶기다시피하여 밉상의 손녀를 찾아가다 고개 마루에서 기진하여 숨진다. 맘씨 고운 밉상의 손녀가 찾아와 보리밭가에 묻어드렸고 이듬해 그 무덤에서 피어났다는 것이 할미꽃의 기원 설화였다. 춘원은 가난하고 무력한 이 피해 이미지를 보리밭가 찌그러진 무덤에 핀 할미꽃에 투영하였다.
역사란 가해·피해의 대결구도로 꾸려져 내렸는데 할미꽃은 한국인에게 있어 피해편을 대변하고 상징하는 꽃이다. 그는 조선의 역사와 신화, 민담을 시와 소설로 풀어냈고, 이순신은 조선의 독립운동가, 이순신을 모함하는 대신은 일제와 총독부에, 사육신을 조선의 독립운동가에 신숙주와 한명회를 일제와 총독부에 비유하였다. 1930년대 초, 그의 작품의 뜻을 해석하기 시작한 조선총독부는 그를 위험한 반체제 문인으로 규정하고 감시하게 된다.

##### 체포와 수감 생활
1936년 6월 1일 경성일보사 초대사장이자 조선 언론정책의 영향력 있는 인물이었던 아베 미쓰이에의 흉상 건설을 위한 발기인으로 참여했다. 1937년 조선총독부에서 신사 참배에 협조를 부탁받았으나 거절하였다.
1937년 일본을 방문, 이때 일본의 유명한 기생집인 명월관을 방문했다. 춘원 이광수도 도쿄 명월관을 방문한 기록을 조광 1937년3월호의 ‘동경문인회견기’에 남겼다. 와세다대 은사였던 요시다 교수와 야마모토 개조사 사장 등 문인들과 일본식 고급요정에서 저녁을 함께한 춘원은 조선 요정에 가보고 싶다는 주위 권유에 따라 2차로 명월관을 찾는다.
| “ | 명월관은 상당히 고급건물이었다. 집도 좋거니와 정원도 밤에 보아 자세히는 알 수 없어도 상당한 모양이었다. 어린 기생도 4~5인 있었다.” 춘원은 그러나 음식은 그다지 맛이 없었다고 기록하고 있다. | ” |

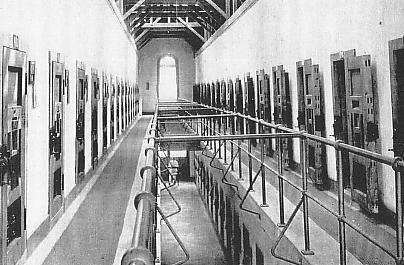
일제강점기의 서대문 형무소

그는 종종 명월관을 찾아 술과 노래를 즐기곤 했다. 황태자 이은 부부와 이광수는 도쿄 명월관을 자주 이용한 것으로 알려졌다. 또한 그는 커피를 즐기기도 했다.
그러나 귀국 직후, 1937년 6월 수양동우회 사건(흥사단 사건)으로 안창호와 함께 경성부에서 체포, 서대문형무소에 투옥되었다. 조직원을 불라는 고문을 당했지만 그는 조직원의 이름을 발설하지 않았다. 건강했던 그는 독방에 수감되었고, 안창호와 함께 병 보석으로 출감할 때까지 형무소에서 6개월간 수감, 영어생활을 하였다. 1938년 초 6개월 만에 병으로 보석되었으며, 이 무렵에 《사랑》, 《세조대왕》 등을 집필하였다.

##### 이상주의에서 현실주의로 변화

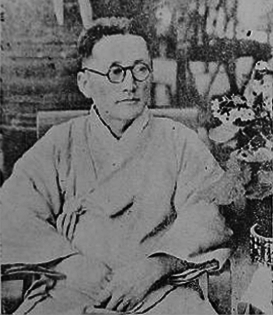
이광수, 1937년

이광수의 사상, 세계관은 작품으로도 투영되었는데 1910년 데뷔 이후 초기에는 기독교적 경건함과 애국 계몽주의적인 경향을 띄었다. 이광수의 초기작품들은 인간의 개성과 자유를 계몽하기 위하여 자유 연애를 고취하고, 성인이 된 자녀의 결혼에 부모가 개입하는 것의 부당함을 주장하였으며, 조혼의 폐습을 거부하였는가 하면, 족보를 없애고 위선적인 문벌 사회와, 유교의 학통과 학풍 등도 철폐해야 한다고 주장하였다. 이러한 주장으로 그는 인륜을 어지럽히고 금수화를 획책하는 인간이라는 비방에 시달려야 했다. 무정에서는 서양의 교육을 불신하는 국내 사람들을 조롱하며 신 교육을 받아야 된다는 점을 지적하였고, 개척자에서는 과학사상에 대한 불신을 버릴 것을 역설하였으며, 흙에서는 농민계몽 사상을 고취하면서 민족주의사상을 계몽하였다.
처음에는 기독교적 시민윤리와 사회 계몽을 역설하였지만 인간의 이중적인 본질에 갈등, 번뇌, 환멸감을 느끼면서 점차 현실지향적으로 변해갔다. 그 자신도 1930년대의 한 작품을 발표할 때 "동시대 최선의 세계관을 선택하고 동시대와 인물의 중심계급을 전형화하였다."고 하기도 하였는데, 1930년대에 갈 수록 퇴폐적인 문학이나 한쪽으로 지나치게 기울어지는 극단적 문학관을 지양하였다.
그는 처음 사회 계몽과 개혁을 설파하였으나 사람들은 호응하지 않았고, 오히려 그를 낭만주의자나 공상주의자라고 비판하거나, 단지 소설과 역사 소설에만 관심을 갖는 민중들을 보고 점차 실망하게 되었다. 1930년대에는 종종 남녀간의 애정, 정사 관계 등의 단편작과 시를 발표했는데 1919년의 베이징 애정도피와 연관시켜서 그를 비방하곤 하였다.

#### 재판과 좌절, 전향

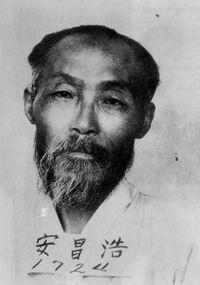
수감 무렵의 안창호

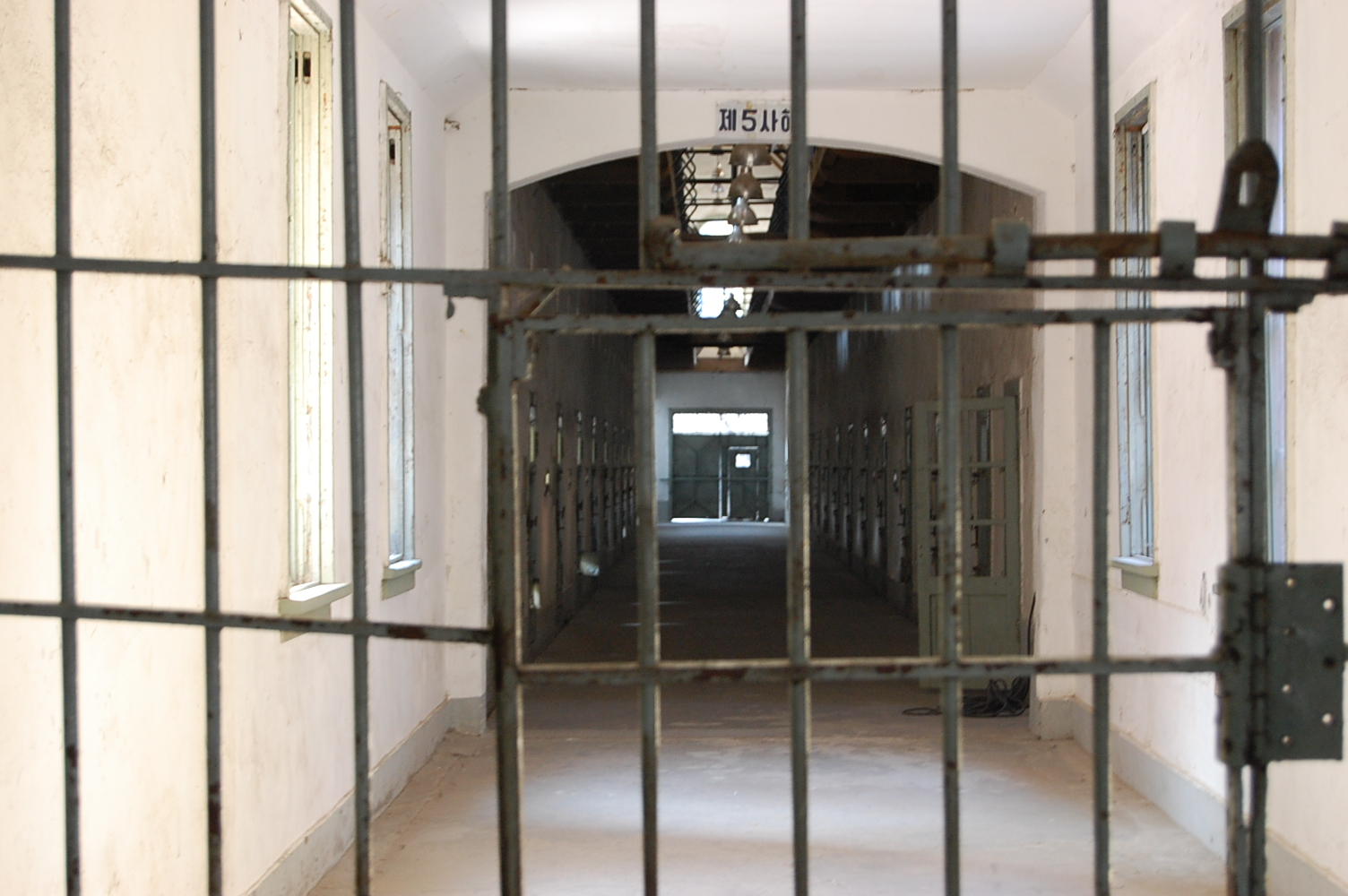
서대문 형무소 옥사 내부

수양동우회 사건으로 전국에서 총 181명이 체포돼 이중 42명이 재판에 회부됐고 이광수, 조병옥 등 11명에게 징역이 선고됐다.
1938년 3월 10일 자신의 스승격이자 정신적 지주였던 도산 안창호가 병사하자, 이광수는 커다란 충격과 실의에 빠졌다. 홍난파와 현제명의 이탈을 비판하면서 인간 사회의 신뢰와 의리라는 구호에 대한 회의와 환멸감을 느끼게 된다. 1910년 문단 등단 초반부터 이미 유교에서 말하는 인간의 도덕, 정의 등의 존재를 의심하던 그는 정의와 가족간의 의리, 애정에 대해서도 심히 의심, 회의하게 되었다.
그는 죽은 안창호의 곁을 떠난 홍난파와 현제명 등을 비판하였지만 자신도 심적인 고통으로 방황하며 재판을 받던 중 불면증과 신경증이 심해지자 병보석을 신청한다. 그 해 11월 3일 병보석 상태에서 수양동우회 사건의 예심을 받던 중 전향을 선언했다. 그리고 바로 병보석이 받아들여져 보석신청 후, 집행유예로 출감하였다. 출감 직후 그는 한동안 방황하다가 1939년 1월 이후 조선신궁을 참배하였다.
안창호와 유길준을 절세의 애국자라고 확신하던 그는 윤치호와 자주 교류하며 실력 양성론에 대한 확신을 다져나갔다. 훗날 이광수는 윤치호에 대해 “8개 국어를 하는 어학의 천재로서 영어는 서양인보다 더 잘 한다”고 술회했다. 1930년대 후반에 이르러 그는 사고방식과 의식의 계몽이 없이는 절대로 독립을 이룰 수 없다는 확신을 갖게 된다.
크게 상심한 이광수는 불교에 귀의하게 된다. 당시 대처승이었던 청담(靑潭) 순호(淳浩)를 만났다가 그와 불교의 교리를 두고 논쟁을 벌이게 된다.
순호를 만나서는 일주일간 불교사상에 관한 격론을 펼친 끝에 순호는 춘원이 불교에 귀의하는 계기를 만들기도 했다.

### 변절과 친일 행적
1937년 9월 수양동우회(修養同友會) 사건으로 투옥되었다가 반 년 만에 병보석되었는데, 이때부터 본격적인 친일 행위로 기울어져 1939년에는 친일어용단체인 조선문인협회(朝鮮文人協會) 회장으로 되었으며 같은 달 20일 조선문인협회 회장으로 협회 주체 전선(戰線) 병사 위문대·위문문 보내기 행사를 주도하였다. 1940년 2월 15일자 《매일신보》에 〈국민문학의 의의〉를 게재하고 황민화운동을 지지하였으며, 2월 20일자 《매일신보》의 〈창씨(創氏)와 나〉에서는 자신의 이름을 가야마 미쓰로(香山光郞)으로 바꾼 이유를 밝히고, 일제의 창씨개명 정책을 지지하기도 하였다.
3월부터 7월까지 《녹기(綠旗)》에 〈진정 마음이 만나서야말로〉를 연재하였으며, 9월 직접 작사한 노래 〈지원병 장행가(壯行歌)〉가 경성중앙방송국 제2방송에서 방송되었다. 12월에는 《국민총력》에 지원병훈련소 참관기인 〈지원병훈련소의 하루〉를 발표하였고, 황도학회 발기인으로 참여하였다. 1941년 일본어 산문집 《동포에 부침》이 박문서관(博文書館)에서 간행되었다. 8월 임전대책협의회의 발기인으로 참여하였고, 1941년 9월 3∼5일자 《매일신보》에 〈반도민중의 애국운동〉을 게재해 일본의 대동아공영권(大東亞共榮圈)을 지지하였다. 12월 조선임전보국단 전시생활부장으로, 영미타도대강연회에서 ‘사상 함께 영미를 격멸하라’라는 주제로 강연을 하기도 하였다.
1942년 5월 조선임전보국단이 주최한 징병제도 연설회에서는 ‘획기적 대선물’이라는 제목으로 연설하였으며, 《신시대》 1942년 4월호 〈징병과 여성〉을 게재해 징병제 실시를 환영하는 입장을 보였다. 6월 조선문인협회 주최의 ‘일본 군인이 되는 마음가짐’을 듣는 좌담회, 11월 도쿄에서 열린 제1회 대동아문학자대회에 참가하였다. 1943년 4월 조선문인보국회 이사로 선출되었고, 11월 임시특별지원병제도 경성익찬회 종로위원회 실행위원과 연사로 활동하였다. 같은 달 최남선 등과 함께 일본 내 한국인 유학생들의 입대를 권유하는 ‘선배 격려대’에 참여하였다. 1944년 6월 조선문인보국회 평의원, 결전태세즉응(決戰態勢卽應) 재선(在鮮) 문학자 총궐기대회 의장을 맡았다. 8월 적국항복 문인대강연회에서 ‘전쟁과 문학’이란 제목으로 강연을 하였으며, 11월 제3회 대동아문학자대회에 참석하였다. 1945년 2월 대화동맹 준비위원 겸 이사, 6월 조선언론보국회 명예회원과 대의당(大義黨) 위원이 되었다.

### 총독부 정책에 협력

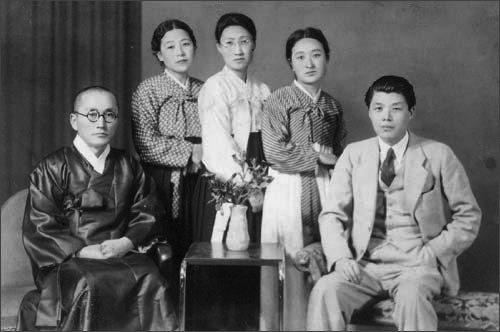
동료 문인들과 함께 (1937년
(왼쪽부터 시계방향으로 이광수, 이선희 모윤숙, 최정희, 김동환 순)

1938년 12월 14일 전향자 중심의 좌담회 '시국유지원탁회의'에 참석하여 강연을 한것을 시작으로 적극적인 친일 행위에 나섰다. 이어 이광수는 '민족 감정과 전통의 발전적 해소를 단행하자'고 주장하면서 “의례 준칙의 일본화”와 “생활 방식의 일본화”를 역설했다. 그로 말미암아 이때부터 이광수는 '이광수'(李狂獸)라는 빈축을 사게 되었다. 형식적이던 당시 사회의 도덕, 인륜의 구호에 염증을 느끼던 그는 이해관계에 따라 사람을 만나고, 이익이 되지 않으면 떠나버리는 친구, 가족 등의 인간 관계에 대한 환멸감을 갖게 되었다. 동시에 시중의 비난 역시 속된 위선자들의 비판에 불과하다며 일축, 개의치 않았다. 그는 이름뿐이고 실천하지 않는 헛된 도덕과 인륜의 구호만이 난무한다며 현실을 조소하였다. 이후 1930년대 초에 구입한 홍지동의 별장 춘원헌에 한동안 칩거해 있기도 하였다.
그 해 1939년 3월 14일 '북지(北支)황군 위문 사절' 후보 선거 실행위원을 맡는 등 문단사절 파견을 주도하였고, 7월 잡지 《삼천리》에 '문단사절의 의의'를 발표해 '조선민족이 일본국민이라는 견지와 감지(感地)에서 문예를 창작하거나 평론하려는 국민주의의 문인이나 문학은 조선에는 전혀 없었다. 그런데, 지나사변을 계기로 조선민족의 황민화라는 대변혁이 일어났다. 이번 문단사절은 실로 이 변혁을 문단의 입장에서 표시한 것"이라고 역설했다. 한편 그에게는 수많은 협박 편지와 협박 전화가 쏟아졌고, 그의 주변에는 최남선 등의 소수를 제외하고는 거의 떨어져나갔다.
1939년 6월 30일 그는 조선총독부 도서과가 주최한 간담회에 참석했다. 조선총독부의 외곽단체로 1939년 11월 3일 발족한 문인단체 조선문인협회(朝鮮文人協會)에 발기인의 한 사람으로 참여하고, 회장에 선출되었다. 11월 20일 조선문인협회 회장으로서 협회 주최 전선(前線) 병사 위문대,위문문 보내기 행사를 주도했다. 12월 3일 남대문통 금천대 회관에서 열린, 조선문인협회 결성 피로를 겸한 사업계획협의간담회를 주도했다.

#### 창씨개명 전후

1939년 12월 12일자 경성일보에 실린 춘원 이광수의 창씨 개명 권고 칼럼

1939년 조선총독부에서 창씨개명 시행을 발표하면서 조선인 사회는 논란이 일어났고, 이광수 등은 창씨개명을 공식 지지, 자발적으로 동참할 것을 선언하기도 한다. 1939년 12월 12일 이광수는 경성일보에 창씨개명에 적극 동참하자는 취지의 칼럼을 기고하기도 했다. 그의 창씨개명 지지 주장에 무수한 비난이 쏟아졌다. 그러나 그는 창씨개명은 불가피한 일이며 일본과 조선총독부는 우리가 원하지 않더라도 강제로 창씨개명하도록 조처할 것이라고 답하였다.
39년 12월 20일 오후 4시부터 서울 반도호텔에서 매일신보의 후원으로 공개 원탁회의가 열렸다. 일본인 측에서는 유가미, 매일신보의 이노우에, 그리고 몇몇 인사들이 참석했다. 조선인 측에서는 한상룡, 장덕수, 이광수와 윤치호가 참석했고, 최린이 사회를 보았다. 매일신보 주최 원탁회의의 내용은 "어떻게 하면 요즈음 젊은이들을 건전한 사고와 행동으로 이끌 수 있을까" 하는게 토론 주제였다.
이때 이광수는 창씨개명 문제에 대해 명확한 견해를 피력했다.

1. 당국은 창씨개명을 강요하는 일은 (절대) 없을 거라고 말합니다. 그러나 그들은 갖가지 수단과 방법을 동원해서 우리가-우리들 대부분이-창씨개명하도록 조처할 것이 틀림없습니다.
2. 우리 어른들이야 창씨개명할 필요가 없을지도 모릅니다. 하지만 아이들은 입학과 취직시에 (각종) 차별대우를 받을 것입니다.
3. 900년 전으로 거슬러 올라가면, 우리 조선인들에겐 지금과 같은 성이 없었습니다. 김씨, 이씨, 박씨, 기타 성씨는 다 중국에서 빌려온 것입니다.

또한 이 회의에서 임진왜란 이후부터 상민이 재산을 모아 양반의 족보를 돈주고 사서 혈통을 위조한다는 주장이 제기되었다. 그러나 이 토론이 신문지면과 언론에 보도되면서 이광수는 다시한번 성토의 대상이 되었다.
1940년 1월부터 조선총독부 미나미 지로 총독은 창씨개명을 하는 것이 어떻겠느냐는 주제의 담화문을 발표했고 이는 조선 사회에 논란이 되었다. 1월 4일 미나미 지로 총독은 조선인들에게 창씨개명을 강요할 생각이 없다고 천명했다. 그런데 그가 뒤이어 조선인들이 창씨개명하면 흐뭇하게 생각할 것이라는 점을 분명하게 시사하는 바람에 상황이 더욱 복잡해졌다. 총독에게 아부하는 조선인 지식인들은 당연한 것이라며 총독을 추켜세웠다.
그는 총독의 은혜를 찬양하지는 않았지만 창씨개명의 취지에 적극 찬성하고 지지를 보냈다. 그리고 앞장서서 창씨개명하였다. 이후 그에게는 무수한 협박과 투서, 비난이 쏟아졌다. 윤치호는 그에게 창씨개명을 적극 지지한 것은 섣부른 행위라며 경고를 보내기도 했다.

#### 창씨개명 이후
1940년 2월 20일 매일신보 사설란에다가 이광수는 香山光浪(가야마 미쓰로)이라는 창씨개명을 발표하고, 다음과 같이 창씨개명을 적극 옹호하는 한편, 자신의 창씨개명을 합리화했다.
| “ | '내가 향산(香山)이라고 일본적인 명으로 개명한 동기는 황송한 말씀이나 천황어명과 독법을 같이하는 씨명을 가지자는 것이다. 나는 깊이깊이 내 자손과 조선민족의 장래를 고려한 끝에 이리하는 것이 당연하다는 굳은 신념에 도달한 까닭이다. 나는 천황의 신민이다. 내 자손도 천황의 신민으로 살 것이다. 이광수라는 씨명으로도 천황의 신민이 못 될 것이 아니다. 그러나 향산광랑(香山光浪)이 조금 더 천황의 신민답다고 나는 믿기 때문이다. 내선일체를 국가가 조선인에게 허하였다. 이에 내선일체운동을 할 자는 기실 조선인이다. 조선인이 내지인과 차별 없이 될 것 밖에 바랄 것이 무엇이 있는가. 따라서 차별을 제거하기 위하여서 온갖 노력을 할 것밖에 더 중대하고 긴급한 일이 어디 또 있는가. 성명 3자를 고치는 것도 그 노력 중의 하나라면 아낄 것이 무엇인가. 기쁘게 할 것 아닌가. 나는 이러한 신념으로 향산이라는 씨를 창설했다.' | ” |

1940년 2월 20일 매일신보. 〈창씨와 나〉

그가 창씨개명을 단행하다 다시 그의 집 앞에는 많은 젊은이들이 와서 돌과 인분, 쓰레기 등을 던졌다. 하루는 벽초 홍명희가 한용운을 찾아가 “최린, 이광수가 창씨개명을 했답니다. 이런 ×자식들 때문에 민족적 악영향이 클 것이니 청년들을 어떻게 지도한단 말입니까”라며 흥분했다. 그러자 한용운이 웃으며 말했다. “당신은 그 자들을 과대평가하고 있소. 만약 말을 할 줄 아는 개가 있다면 당신에게 크게 항의할 것이요.”창씨 사건 뒤로 한용운은 그와 절교하여 한번도 만나주지 않았다.
1940년 2월 22일 조선문인협회 '문사부대'로 지원병 훈련소에 1차로 1일 입영견학을 했다. 또한, 이 무렵 소설 〈무명〉으로 일본의 모던일본사가 주최하는 조선예술상을 수상했다. 8월 6일 국민정신총동원조선연맹 주최로 '내지'작가인 기쿠치 칸, 고바야시 히데오, 나카노 미노루 등이 중심이 돼 반도호텔에서 열린 문예좌담회에 참가했다. 9월 29일 경성 중앙방송국 제2방송(조선어방송)에서 이광수가 작사한 노래 〈지원병행가〉가 방송되었다. 10월 12일 조선문인협회 '문사부대'로 지원병훈련소에 2차 1일 입영견학을 갔다왔다. 12월 25일 황도학회가 만들어질 때 발기인으로 참여했다.
1940년 6월 3일 이광수의 집을 방문한 윤치호는 그의 부인에게서 "자기 남편이 창씨개명한 후 1천 통 이상의 편지를 받았는데, 하나같이 욕설을 퍼붓거나 가만 놔두지 않겠다고 협박하는 내용이었다"고 한다. 6월 무렵에도 그는 하루 평균 5통 이상의 편지를 받았다고 한다.
한편 조선총독부에서도 조선 지식인들에 대한 살생부를 만들었다는 소식을 접한다. '일본 관헌이 작성한 3만8000명의 조선 지식인 살생부'의 존재를 알게 된 그는 충격에 빠진다. 1941년 양주군의 봉선사에 내려가 암자 관무헌에 거처, 외부 출입을 줄이며 4년간 은둔생활을 하다시피 했다.

##### 자치권 획득 노력
1940년 맨 먼저 창씨개명을 한 이광수는 1948년 제정된 반민족행위처벌법에 따라 수감된 뒤 ‘일제에 협력하면서 참정권과 평등권을 얻어 민족을 보존하면 독립에 한 걸음 더 나아갈 수 있다고 생각했다’고 밝혔다. 그는 조선총독부에 저항만 할 것이 아니라 일본 제국에 협력하고 호의를 얻어낸 다음, 일본으로부터 참정권과 자치권을 얻어내고, 그것을 바탕으로 독립을 달성하자고 주장하였다.
창씨개명에 가장 먼저 앞장서고 동료들에게도 창씨개명을 권고하는 것에 다른 동료 문인들은 못마땅히 여겼다. 이광수는 1940년 경성일보(조선총독부 기관지로 일본어로 발행된 신문) 창간을 주도한 도쿠토미 소호에게 일본 국왕에게 충성을 맹세하며 창씨개명을 하겠다는 편지를 보냈다.
그러나 1941년 중국 난징(南京) 대동아문학자대회에 함께 참석한 소설가 김팔봉에게 보낸 편지에서 그는“우리에게 선거권과 피선거권이 생겨 조선 사람의 문부대신도 육군대신도 나오게 되는 날이면 그때 가서야 일본인이 깨닫고서 이러다가는 일본이 조선인의 나라가 되겠으니 안 되겠다 하고서 살림을 갈라가게 된단 말이오. ...(이하 중략)... 그제야 우리는 삼천리 강토를 되찾아가지고 독립한단 말이요”라고 하였다. 그는 참정권과 자치권을 얻으려면 일단 당국자들에게 신뢰감을 얻어야 된다고 주장하였다.
그는 조선총독부와 일본 당국으로부터 참정권을 얻어내고, 그 뒤에 자치권을 얻고, 일본 정부의 조선인 각료와 인재들의 진출 등의 과정을 거쳐서 일본 스스로가 조선을 독립시키게끔 단계적으로 밟아나가자고 역설하였다.

#### 일제강점기 후반

##### 태평양 전쟁 전후
1941년 1월 20일 경성 중앙방송국 제2방송에서 이광수가 작사한 노래 〈애국일의 노래〉가 방송되는 한편, 일문 산문집〈동포에 부침〉을 발표, 간행하였다. 1941년 수양동우회 사건에 대해 경성고법이 전원무죄를 선고했으나 최윤세와 이기윤은 이미 감옥에서 숨지고 김성업은 불구가 된 뒤였다. 또한 그가 사표로 받들던 안창호도 이미 사망한 뒤였다. 또한 일부 동료들은 전향하여 친일파가 되거나 총독부 고관에게 뇌물을 바치고 청탁을 하기도 했다. 이 무죄판결은 그를 더욱 절망케 했다.
1941년 5월 5일부터 이른바 '국민연극'을 표방하는 현대극장 부설 국민연극연구소에서 예술개론을 강의했다. 8월 25일에는 임전대책협의회의 발기인으로 참여했으며, 9월 7일에는 임전대책협의회가 주관한 채권봉공대 종로대에 참가하여 거리에서 '애국채권'을 팔았다. 9월 11일 조선임전보국단 발기인으로 참여한 뒤 10월 18일 조선임전보국단 대구지부 설치를 위한 위원으로 파견되었다. 12월 경성 중앙방송국 제2방송에서 시국강연을 했다.

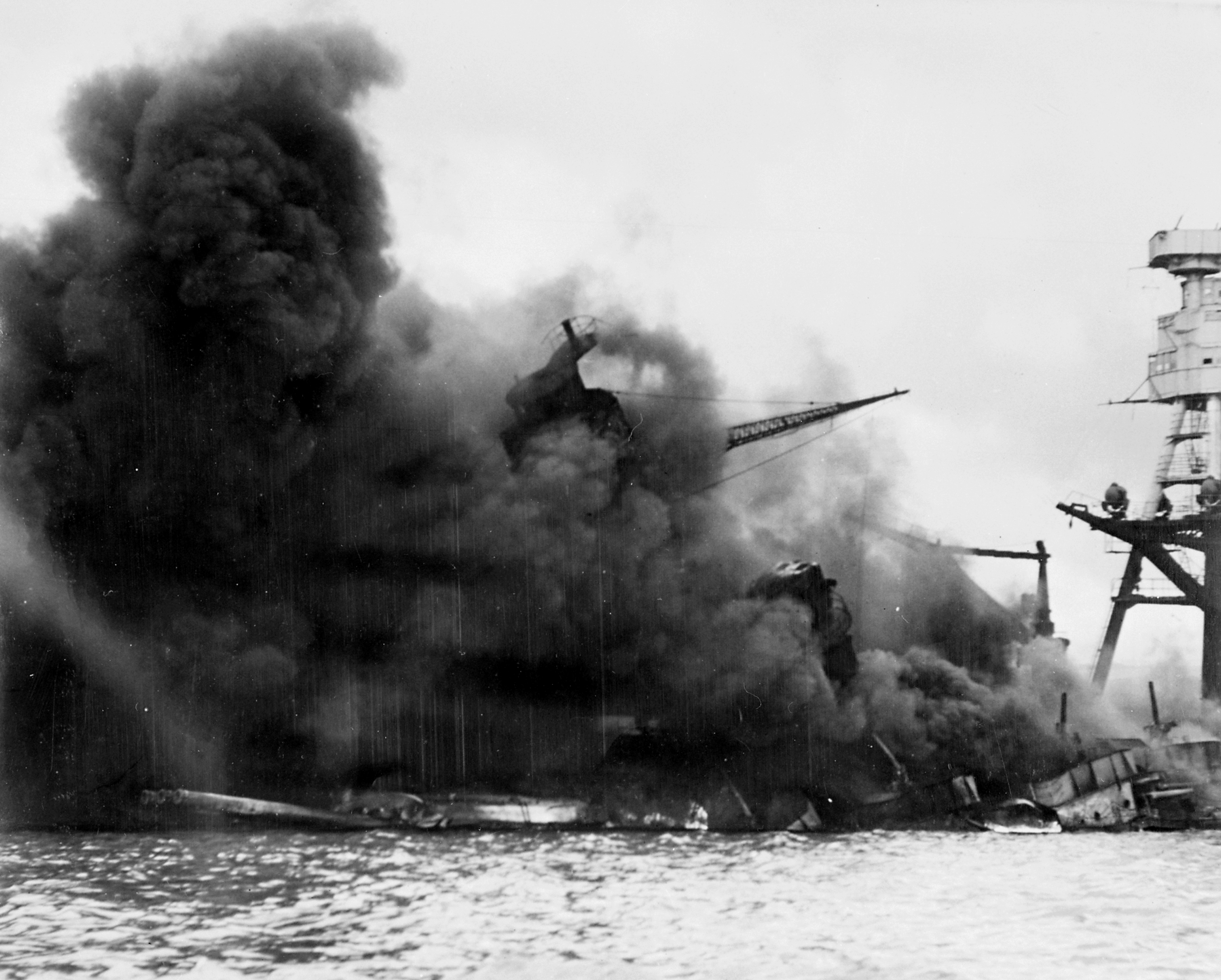
태평양 전쟁

태평양 전쟁 당시 일본 젊은이들 사이에서는 '25세면 인생 끝'이라는 노래가 유행하였다. 또한 일본에는 '자신들이 전쟁터에서 다 죽고 나면 일본 땅에 조선인들이 모두 들어와 살 것'이라는 말도 떠돌았다고 한다. 이때 이광수와 최남선은 하루 빨리 일본에 협조해 일본의 시민이 되는 게 살 길이라는 생각을 하기도 했다.
1942년 2월 27일부터 29일까지 조선임전보국단 주최 저축강조 전진대강연회 연사로 활약했다. 5월 경성일보 귀빈실에서 조병상, 이숙종 등과 일본인 고관들이 모인 좌담회에 출석하여 황민화를 찬양했다. 5월 15일 조선임전보국단이 주최한 징병제도 대연설회에서 '획기적 대선물'이라는 연재로 연설했다. 6월 10일 조선문인협회 주최로 부민관에서 열린 '일본군인이 되는 마음 가짐'을 듣는 좌담회에 참석했다. 11월 3일부터 도쿄에서 열린 제1회 대동아문학자대회에 참가했다. 12월 8일 '대동아전 1주년 기념 국민시 낭독회'에서 시를 낭독했다.

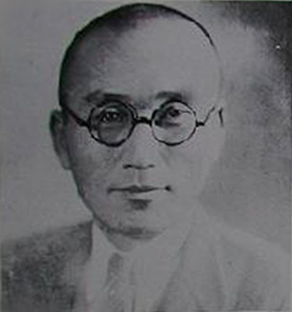
일제강점기 후반의 이광수 (1943년)

1943년부터 그는 여러 학병 권유의 글과 연설을 언론과 방송 등을 통해 번갈아 발표하기도 하였다. 1943년 2월 25일부터 8월 3일까지 매일신보사가 주최한 '국민개병가' 현상모집 심사위원으로 활동했다. 4월 17일 조선총독부의 지시하에 김용제(金龍濟)·최재서(崔載瑞)·김기진(金基鎭) 등과 같이 주도해 조선문인협회, 조선하이쿠협회,조선센류협회, 국민시가연맹 네 단체가 통합해 결성한 조선문인보국회(文人報國會)를 결성하여 조선문인보국회의 이사에 선출되었다. 8월 18일 경성 중앙방송국 제2방송에서 이광수가 작사한 노래 〈희망의 아침〉이 방송되었다. 8월 16일 아서원에서 열린 조선문인보국회 제1회 이사회에 참석했다.

##### 요양 생활
1943년 학생이던 시인 황금찬은 일본 도쿄에서 이광수를 만났다. 황금찬이“지금 우리말도, 우리 글자도 없는데, 그래도 문학을 해야 하냐”고 묻자, 이광수는 “문학은 해야 한다. 비록 우리의 언어를 빼앗겼지만 사람까지 빼앗기진 않았다. 일본말로 글을 썼더라도 그 글을 쓴 사람은 한국인이 아닌가”라며 강한 민족의식을 드러냈다고 한다.
1944년 1월 조선총독부에서 중추원참의직을 제안하였지만 덕망있는 인사를 앉히라며 극구 사양하였다. 결핵과 폐렴, 간염 등으로 고생하던 이광수는 1944년 3월 은둔생활을 위해 경성부의 집을 청산하고 양주군 진건면 사릉리 주변에 땅을 사고 진건면 사릉3리 520에 집을 지은 뒤 그곳으로 가서 짓고 농사를 시작했다. 당시 동네 사람들은 춘원을 친일파이기보다는 문인으로 존경했다. 또한 신식 교육을 받은 지식인과 여성들은 그를 “춘원 선생님”이라며 존칭을 붙이기도 했다. 그런데 그해 말 경성부에서 아이들과 내려온 부인 허영숙은 “경성에서는 ‘친일파 이광수타도’라는 구호가 나붙고 험악하니 다른 곳으로 피신하라”고 하였다.
1943년 11월부터 1944년 1월까지 조선문인보국회가 주관한 “결전소설과 희곡 현상모집”에서 심사위원을 맡았다. 11월 4일부터 7일까지 임시특별지원병제도 경성익찬회 종로위원회 실행위원과 연사로 활동했다.
1943년 11월 8일부터 14일경까지 작가 최남선, 기업인 김연수, 친일파 정치인 이성근(李聖根) 등과 함께 부산항을 출발, 일본에서 학생들에게 지원병을 권유하는 '선배격려대원'으로 연설했다.
육당 최남선과 춘원 이광수는 1943년 11월 24일 일본 도쿄 메이지 대학에서 조선인 전문·대학생들에게 학병에 지원하라는 강연을 했다. 당시 도쿄에서 발행된 잡지 ‘조선화보’(1944년 1월호)에서 아동문학가 마해송의 사회로 진행된 육당과 춘원의 대담 내용이 기록되었다. 이 대담에서 춘원은 강연회에 대해 “일종의 극적 광경이라고나 할까. 황국을 위해 전장에 나가 죽자는 생각이 모두의 얼굴에 드러났더군요”라며 “그때의 압권은 최(남선) 선생님의 강연이 아니었을까요”라고 말했다. 육당은 “적어도 천오백 명은 모인 것으로 알고 있습니다”며 “일찍이 없었다고 해도 좋을 정도지요”라고 화답했다.
최남선은 “어떤 학자는 ‘(일본)무사도의 연원은 신라의 화랑이 그 토대였다’라는 것을 생각할 정도”라며 한일 양국 공통의 상무(尙武) 정신을 역설했고, 이에 이광수는 “저 ‘화랑’의 사상이란 오늘날 막 바로 부활시켜도 좋다고 생각합니다”며 동조했다. 그는 1943년 12월에도 일본에 체류하며 도쿄에 파견되어 일본 유학생들의 학병 지원 권고 강연을 하고 돌아왔다.

##### 광복 직전

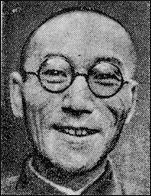
일제강점기 후반의 이광수

1944년 2월 26일 경성 종로서가 주도한 총후 황민등에서 실무위원을 맡았다. 1944년 6월 18일 조선문인보국회 평의원이 됨과 동시에 같은 날 열린 결전태세즉용 재선 문학자 총궐기대회 의장을 맡았고, 8월 17일 적국 항복 문인대강연회에서 '전쟁과 문학'이라는 제목 아래 문학도 결전이라는 내용의 강연을 했다. 그 뒤 다시 양주군 진건으로 내려와 요양하였다.
1944년 11월 11일부터 14일까지 중국으로 건너가 일본 제국의 괴뢰정부 왕징웨이 정권의 수도 난징에서 열린 제3회 대동아문학자대회에 참석했다. 한편 조선 총독부는 그에게 중추원 참의직을 제안하였지만 자신이 이 직책을 받아들인다면 자신의 명성은 사라질 것이라며 극구 사양하였다.
당시 미군 극동군사령부는 당시 그를 조선의 유력 지도자의 한 사람으로 평하였다. 미군정은 조선인 지도자들에 대한 보고서에 그에 대한 평을 남겼다.
| “ | 교육을 잘 받았다. 한국의 대표적 작가이자 언론인의 한 명으로 잘 알려져 있다. 안창호와 긴밀한 관계다. 조선문인협회 회장이며, 소년회 활동에 적극적이다. 1930년대 붙잡혀 투옥된 바 있으며, 일제에 의해 고문을 당했다. 석방된 후 일제에 협력했다는 비판을 받게 되며, 이로 인해 이전까지 쌓아 왔던 영향력을 잃게 됐다. | ” |

1945년 1월 4일부터 17일까지 전쟁협력단체인 대화동맹大和同盟이 주도한 처우감사 총궐기 재성유지협의회 운동준비위원으로서 '처우감사총궐기전선대회'에 참여해 강연했다. 2월 11일 대화동맹(大和同盟) 준비위원 겸 이사를 맡았다. 같은 해 2월경 일본 신태양사(구 일본모던사)가 주관하는 제6회 조선예술상 문학부문 심사위원을 맡았다. 한편 조선총독부가 불령선인들을 전부 체포해서 집결시킨 뒤 총살시킨다는 소문을 듣고 1945년 3월 잠시 은신해 있기도 했다. 그 해 4월 조선총독부에서 특별히 중추원 참의직을 제안하였지만 사양하였다. 6월 8일 조선언론보국회 명예회원으로 활동했으며, 6월 24일 정치깡패이자 제국의회 의원 박춘금이 당수인 대의당의 위원에 선임되었다.

#### 일제 후반의 문학 작품

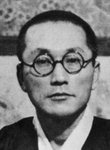
이광수, 1940년대 초반

태평양 전쟁 무렵 이광수는 시, 소설, 평론,좌담 등 다양한 영역에서 천황제와 황국신민화 찬양, 일본제국주의의 침략전쟁 정당화와 전시동원 독려, 그리고 문학을 통한 보국 등을 적극 선전하는데 주력했다.
작품으로는 1939년 2월호 동양지광 잡지에 발표한 시 ＜가끔씩 부른 노래>를 시작으로 1940년 ＜의무교육과 우리의 각오＞, 1940년 4월 조선일보에 ＜내선일체와 조선문학＞을 발표했다. 1940년 11월에는 ＜지원병 훈련소의 하루＞(국민총력), 1942년 12월 ＜대동아 일주년을 맞는 나의 결의＞(국민문학) 등을 발표했고, 1943년 2월에는 춘추지에 ＜폐하의 성업에＞를, 1945년 1월 18일에는 매일신보에 ＜모든 것을 바치리＞ 등 103편의 시, 논설 등을 기고하였다. 또한 ＜조선의 학도여＞ 등의 시, ＜그들의 사랑＞ 등의 소설, ＜성전 3주년＞ 등의 수필을 발표하였다. 1943년 3월 이후 은둔생활과 농사, 요양 등을 하며 가끔 강연회에 참석하였고 이후 광복 직전까지 거의 작품활동을 하지 않는다.
전향 이후 이광수의 친일논설집은 1941년 단행본으로 발간되었다. 내용면에서는 중국과의 사대관계 단절 위에 일본과 유대강화를 필연적으로 보는 내선일체론, 후방에서 천황의 뜻을 받들어야 한다는 총후봉공론, 후천개벽을 곧 일본이 아시아를 지배하는 시대로 파악하는 대동아 공영론 등 이광수 친일론의 골격을 담고 있다. 글 곳곳에 어쩔 수 없이 쓰게 된 것을 내비치는 고민을 담고 있어 그 내용을 곧 이광수의 본심으로 파악하기 어려운 점이 많다.
특히 소극적 친일론에서 적극적 친일론으로 돌아선 이광수의 논설을 듬뿍 담고 있지만 여전히 그것이 정말 그의 본심이었는지의 의문이 글 곳곳에서 확인된다. 이때 발간된 친일논설집은 1997년 작가 이경훈 등에 의해 현대어로 번역되어 재출간되기도 했다.
1945년 3월 조선총독부에서 조선인 불령선인, 지도자들을 압송하여 처형한다는 소식을 듣고 피난가려다가 다시 발걸음을 되돌려 양주군 진접면 초막으로 되돌아왔다. 그해 8월 양주 진접에서 광복 소식을 접하게 된다.
8월 15일 김동인과 함께 광복 소식을 접하게 된다.
“1945년 8월 보름날 정오에 일본천황 유인이 울음 섞인 소리로 온 일본인에게 부득이 항복한다는 포고를 할 때, 라디오 앞에 외배(이광수)도 울면서 그 방송을 들었다. (김동인의 증언)”
그는 일제 식민지가 오래갈 것이라 판단했다. 그러나 갑자기 찾아온 광복은 그에게 충격이 되었다.

### 광복 이후

#### 해방 정국에서의 활동
8월 15일 춘원은 광복 후 봉선사로 돌아와 차와 경전의 향기가 가득한 다경향실(茶經香室)에 머물렀다. 1921년에 결혼했던 아내 허영숙과는 1946년 5월 21일에 합의 이혼하였는데, 서울신문은 이 소식을 전하며“장차 이광수가 전범으로 걸려들 때를 걱정하여, 자식과 재산의 보호를 위해서 취하는 잇속 빠른 길이 아닌가 보고 있다.”(1946년 6월 13일자)라며 비판하였다.
해방 직후에도 일제하에 출간됐던 심훈의 《상록수》와 함께 이광수의 《무정》 등은 재출간되었고, 여전히 “없어서 팔지 못할 정도로” 대중의 인기를 끌었지만 1945년 9월부터 그는 일제 말의 전향 선언으로 친일파라는 비판을 받았고, 그의 작품에 대해서도 일찍부터 남녀간의 연애, 정사에 대한 단편, 장편과 시들도 있어 사회를 타락시킨다는 이유로 유림의 비난을 받는 등의 수난을 당했다. 그는 서울 시내의 허름한 쪽방을 전전하며 생활하였으며, 동아일보와 조선일보에 기고하는 칼럼과 기사 외에 송진우와 김성수가 보내주는 생활비에 의존하였다.
불운한 생활 와중에 윤치호의 병문안을 다녔고, 병원에 입원과 통원진료를 반복하던 나혜석을 찾아 위문하였으며 그 해 12월에 윤치호가 사망하자 그의 장례식에 참석하였다. 한편 윤치호에 대한 투석, 규탄 시위 등을 이광수는 직접 지켜보았고, 병중에 외출을 나선 이광수를 향해 야유를 퍼붓고 돌과 휴지를 던지는 사람이 있는가 하면, 이광수의 가족들에게도 비난과 멸시가 가해졌다.

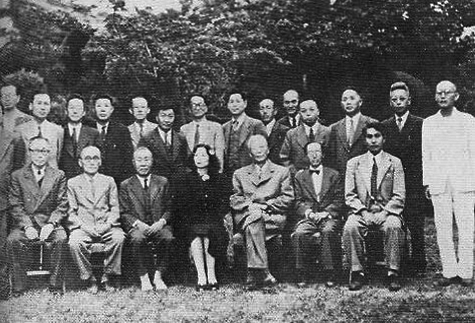
1947년 서재필 귀국 직후 기념촬영 사진
(앞줄 왼쪽 두 번째는 춘원 이광수, 세 번째는 딸 뮤리엘, 가운데는 서재필, 뒷줄 가운데는 주요한(뮤리엘 뒷편에 선 남자)

1946년 9월 2일 월요일 새벽, 이광수는 6촌 동생이자 승려였던 이학수의 주선으로 봉선사로 숨었고(봉선사 주지였던 이학수는 당시 조선불교 경기교무원장으로 있었다) 이학수의 도움으로 광동중학교에서 영어와 국어, 작문 교사로 영어, 국어, 작문을 가르치며 다시 대외활동을 시작한다. 이때 이광수는 현제명이 작곡한 광동중학교 교가에 가사를 붙였고, 1976년 5월 29일 봉선사와 광동중학교 입구에 이광수 기념비가 세워졌다. 1947년 1월 도산안창호기념사업회로부터 안창호의 평전 집필을 의뢰받고 《도산 안창호》(1947. 5)를 도산안창호기념사업회 이름으로 출간했다(당시 친일에 대한 비판 여론 때문에 그의 이름을 쓸 수 없었으므로 책에 “춘원”의 이름이 사용된 것은 1950년에 간행된 제3판부터였다). 이때부터 다시 글쓰기에 몰두하여 1947년 6월 《꿈》을 면학서포에서 간행했고, 그 해 김구의 자서전인 《백범일지》가 출간될 때 윤문 작업에 참여하였다

#### 대한민국 정부 수립 이후 반민특위 구속까지

1948년 12월에 간행된 이광수의 자서전 〈나의 고백〉

1948년 1월 이후 한반도의 정가에서는 남북협상론과 단독정부 수립론이 제기되었는데, 이광수는 정부 수립론에 대한 의견을 묻는 기자들의 질문에 답변이나 언급을 회피하였다. 1947년 12월과 1948년 10월에는 자신의 성장과정을 주로 여성체험과 관련하여 표현한 〈나-소년편〉과 〈나-스무살고개〉를 간행했다. 1948년 6월에는 1946년 10월부터 1947년 2월까지 자신의 생활세계와 내면세계를 면밀하게 기록한 글에 당시 좌익을 '상쟁(相爭)의 논리'라며 비판하는 《내 나라》 등 3편의 논문을 추가한 《돌베개》를 생활사에서 간행했다. 1948년부터 이광수는 장덕수를 추모한 전기문 '설산과 나'를 저술하였는데, 이광수는 장덕수를 “설산은 호 그대로 개방적이요, 결백하고 어린애와 같이 표리가 없는 사람” 이라며 추도하였다.
대한민국 정부 수립에서 이광수, 최남선 같은 이데올로그형 협력자들은 배제됐고, 정부 수립 이후에도 격렬한 성토의 대상이 되었던 이광수는 12월, 자신의 친일행적에 대한 경위와 친일의 역사철학적 맥락을 전면적으로 밝힌 《나의 고백》(춘추사)을 간행했다. 이 책에서 민족의식이 싹트던 때부터 일제 말기까지 자기의 행위를 '민족을 위한 선택'이었다고 서술한 후, 일제 말기의 친일 행위 역시 "애국자로서의 명예를 희생하더라도 민족보존을 위해서는 어쩔 수 없는 고육지책이었다."고 강변했다. 《나의 고백》에는 친일에 대한 변호 외에도 〈친일파의 변〉이라는 부록이 있는데, 〈홍제원 목욕〉, 〈삼학사〉, 〈관공리는 반민족자였던가〉, 〈미국인의 친일파관〉, 〈대한민국과 친일파〉 등의 글에서 이광수는 병자호란 당시 끌려갔던 여성들을 〈홍제원 목욕〉이라는 지혜를 통해 감싸안았듯이 친일했던 사람들을 포용해야 한다고 주장하고 나섰다.

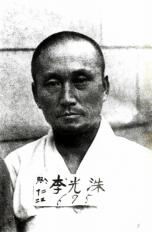
이광수, 반민특위 수형 시절 (1949년 2월초)

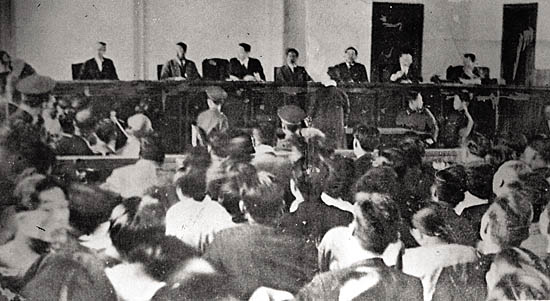
1949년 반민특위 재판 공판 모습.

1949년 1월부터 이광수는 반민특위의 조사를 받게 되었고 반민특위의 2차 검거(문화계)가 시작된 첫날인 1949년 2월 7일에 전격 구속되어 서대문 형무소로 수감되었다. 1차 심문이 끝난 후 조사관에게 약속한 대로 친일에 대한 고백서를 썼다. 같은 날 같은 죄목으로 검거된 최남선이 “민족의 일원으로서 반민족의 지목을 받음은 종세에 씻기 어려운 대치욕”이라는 문장으로 시작되는 이른바 《자열서》를 쓴 반면, 이광수는 시종 《나의 고백》에서 보인 자세를 그대로 견지했다. 자신이 태평양 전쟁 무렵 협력을 주장한 것에 대해 이광수는 "일제에 협력하면서 참정권과 평등권을 얻어 민족을 보존하면 독립에 한 걸음 더 나아갈 수 있다고 생각했다."고 주장하는가 하면, "해방이 1년만 늦었어도 조선 사람들은 황국신민의 대우를 받았을 것입니다. 창씨개명 안한 사람, 신사참배 안한 사람이 과연 몇이나 됩니까? 우리 국민은 문맹자도 많고, 경제자립도 어려워 일본과 싸워 이길 힘이 없습니다.", "나는 민족을 위해 친일했소. 내가 걸은 길이 정경대로(正經大路)는 아니오마는 그런 길을 걸어 민족을 위하는 일도 있다는 것을 알아주오."라고 변명하기도 하였다. 또한 그는 "일본 관헌이 작성한 3만 8천 명의 조선 지식인 살생부와 자신을 바꾸려했다"고 항변하였다(다만 그 '살생부'에 관한 구체적인 증거는 현재까지 나오지 않았다).
한편 이광수의 셋째 아들 이영근(당시 중앙중학 6학년)이 반민특위 위원장에게 "아비는 폐병 3기, 신장결핵 등으로 사선(死線)에서 방황한 적이 있습니다."라며 아버지에 대한 보석 신청과 함께 자신을 대신 수감해 달라는 내용의 혈서를 투서하였고 이광수는 1949년 3월 4일 '고혈압증' 등의 사유로 특별히 병보석으로 출감되었고 석방 이후 다시 봉선사로 돌아와 틈틈이 글을 쓰며 생활하였다.

### 납북되다
이후 조선일보의 논설위원이 되어 칼럼을 송고하던 중 폐렴과 결핵 등의 악화로 양주군 진건면으로 내려와 요양하는 한편 칼럼, 강연 활동에 초빙되어 전국을 다녀오기도 했다. 7월 30일 '민족진영강화위원회' 결성준비위원회(약칭 민강위)에 참석하고, 8월 20일에 '민족진영강화위원회' 위원으로 뽑혔다. 그는 여기서 김규식을 지지하였다. 1950년 1월 다시 장편소설 《서울》을 태양신문에 연재했으나, 좌익에 대한 과도한 비판이 문제가 되어 감정을 자극할 우려가 있다는 이유로 연재를 중단했다. 같은 해 3월에는 유작 《운명》을 집필했고, 5월에는 《사랑의 동명왕》이 한성도서에서 간행되었다.
1950년 한국 전쟁이 일어나기 사흘 전인 6월 22일, 자택에서 고혈압과 폐렴으로 쓰러졌다. 서울을 점령한 인민군에게 7월 5일에 효자동 집이 차압당하고, 6일에 내무서로 연행되었다. 7월 12일, 이광수는 김규식, 김동원, 안재홍, 방응모, 정인보 등과 함께 납북되었다. 평양에서 강계로 이동되던 도중 지병인 폐결핵에 동상까지 겹쳐 사경을 헤매고 있을 때, 친구 홍명희가 김일성의 허락을 얻어 강계에서 15킬로미터 떨어진 자신의 숙소로 데려갔다가 인민군 병원으로, 다시 강계군 만포면 고개동의 큰 병원으로 옮겼지만 결국 이광수는 1950년 10월 25일 지병인 폐결핵의 악화로 승용차 안에서 향년 59세의 나이로 세상을 떠났다.

## 사후
그의 시신은 오랜 친구인 홍명희, 안재홍, 평소 그의 작품을 애독하던 김원봉 등에 의해 장례식을 치르고 자강도 강계군 만포면의 야산에 안장되었다. 6․25 전쟁 후 허영숙은 식솔들을 이끌고 미국으로 건너가 정착하였다. 그가 일제강점기에 총독부의 시책에 협조하는 글을 쓴 점을 두고 비판이 가해졌고, 그가 한국 전쟁 당시 납북된 것을 두고도 말이 많았다. 유교적인 가치관을 비판하고 여성 해방을 주장했다는 이유로 퇴폐적이고 향락적이라는 이유로 비판을 받기도 했다. 또한 정치적으로 안창호, 김구, 김규식을 지지하여 오래도록 재평가를 받지 못하였다.
1950년대 후반부터 동료 문인들인 박종화, 이희승, 최현배, 최남선 등에 의해 복권이 시도되었고, 1957년 11월 23일 사상계사 주최로 '육당,춘원의 밤'이 개최되었다. 1959년 12월 '춘원선집'(광영사)가 발간되었다. 1963년 11월 '이광수전집'(삼중당)이 완간되어 13일에는 흥사단, 삼중당 주최로 '이광수전집 완간기념강연회'가 열렸다. 1970년대에 이르러 이광수의 작품과 활동에 대한 조명, 복권 여론이 나타나기 시작하였다. 1971년 10월 신선 '이광수 전집'이 간행되었다. 북한에서도 1980년 이후 그에 대한 조명과 평가 여론이 나타나기 시작하였고, 그의 이름이 붙은 '평양 리광수고등중학교'가 개교하기도 했다.
1970년대에 그가 한국 전쟁 중에 사망했다는 소식이 소련과 미국 등의 교포를 통해 한국 내에도 알려지게 되었다. 한때 그가 1970년대까지 북한에 생존했다는 설이 제기되었으나 1991년에 그의 셋째 아들 이영근이 북한측 초청으로 북한을 방문하여 1950년에 사망한 것을 확인하였다. 만포면의 야산에 안장된 이광수의 묘는 홍명희, 안재홍 등의 사후 버려졌다가, 1980년대 중반 주택 개발 문제로 그의 시신을 찾으라는 북한 당국의 지시로 인민군 병사들이 주택의 지반을 파헤친 끝에 시신을 찾아내 신미리 특설묘지로 이장하였다. 평양특별시 룡성구역 룡궁1동 산기슭의 특설묘역으로 다시 개장되었다.
그가 머무르던 경기도 남양주시 봉선사에 그의 기념비가 세워졌으며, 부산광역시 기장군 기장읍 시랑리에는 그의 시비가 세워졌다. 서울특별시 종로구 홍지동에 있는 그의 자택은 2004년 9월 4일 등록문화재 제87호로 지정되었다.
2005년 이광수의 작품《무정》 영문판이 그의 손녀 이성희에 의해 미국에서 출간되었다.
2002년 발표된 친일파 708인 명단과 2008년 민족문제연구소가 선정한 민족문제연구소의 친일인명사전 수록예정자 명단 문학 부문, 2009년 친일반민족행위진상규명위원회가 발표한 친일반민족행위 705인 명단에 포함되었다.

## 대표작
소설, 전기, 시집, 평전, 수필 외에도 서예에 능하여 많은 서예작품을 남기기도 했다.

### 소설
- 《어린 희생》
- 소설 《무정》
- 《재생》
- 《소년의 비애》
- 《개척자》
- 《무명》
- 《꿈》
- 《나》
- 《윤광호》
- 소설 《흙》
- 《마의태자
- 《원효대사》
- 《춘향》
- 소설 《단종애사》(1929)
- 소설 《유정》
- 《사랑》(1938)(1987년 KBS 1TV에서 드라마화)
- 소설 《세조대왕》
- 《혁명가의 아내》
- 《무명》
- 《애욕의 피안》
- 《할멈》
- 《가실 (嘉實)》
- 자서전 《나의 고백》

기타 불교 소설로 《원효대사》, 《이차돈의 사》, 《마의태자》 등도 썼다.

### 전기
- 《이순신》
- 전기 《안창호》
- 《사랑의 동명왕》 (1965)
- 설산과 나

### 시집
- 춘원시가집 (春園詩歌集)

### 기행문
- 금강산유기

### 수필
- '오동'(1936)
- 우덕송(牛德頌)
- 돌베개

### 번역서
- 《검둥이의 설움》 해리엇 비처 스토 원작

### 논문
- 《정육론 情育論》
- 《신생활론》
- 《공화국의 멸망》
- 《자녀중심론》
- 논설 《어린 벗에게》
- 논설 《민족개조론 (民族改造論)》
- 《민족적 경륜》
- 사료취선 (史要聚選) 4권

## 문학세계
사상을 접하면서 이광수는 마태오 복음서를 읽고 세례자 요한의 행위를 그대로 모방하고 싶어했을 정도로 감동받았으며, 레프 톨스토이의 작품, 기독교 사상이 나타나 있는 예술론에 심취하여 이같은 기독교 정신을 자신의 작품 속에도 구현하려 하였다.
이광수는 1920년에 《금일 조선 야소교회의 문젯점》을 발표하였는데, 이는 이광수가 당시 조선교회의 문제점을 기독교인의 관점에서 비판할 수 있는 안목을 갖고 있었음을 말해준다.
1. 조선 교회는 너무 권위적이고 계층적이다.
2. 조선 교회는 세상과 교회를 너무 이분화해서 교회에만 치중하고, 그리스도인들의 소명인 세상 일을 통한 하나님의 역사는 외면한다.
3. 상당수 개신교 목사들의 수준이 형편없다. 비합리적이고 미신적인 신앙들이 너무 많다. 기도가 만병통치약인 줄 안다. 한민족을 계몽하자면서 미신적 신앙을 전수하니 이게 왠말이냐?
4. 조선교회는 개신교회와 천주교회 모두 합쳐서 100년이 넘는 선교역사를 가졌는데, 어째 조선에는 제 소리 하나 없이 다 가져온 것이냐? 조선의 그리스도인들은 정체성(자주성)이 없다.
5. 선교사들과 그들이 인정하는 몇몇 개신교 목사들이 성서 해석의 독점권을 가졌다. 다양하고 자발적인 성서를 연구하는 그리스도인의 모임을 인정하지 않는다.
6. 조선의 기독교는 감정적이고 개인주의적이며 신비적인 체험만을 강조한다.

그의 작품에 기독교적 사상이 깃들었다는 주장도 있다. 송영옥에 따르면 기독교적 사상이 깃들어 있지만, 그는 기독교 사상을 교리로서가 아니라, 독자의 정서에 호소하고 고양된 정서의 감동을 통하여 깨닫도록 만들었다고 한다.
이광수의 작품 ‘만주에서’의 화자는 한강, 대동강, 청천강, 압록강을 연달아 언급한다. 그런 화자의 시점은 자연 그대로의 풍경을 관찰하는 시점이 아니라 풍경을 파노라마처럼 펼치며 달리는 기차와 매개된 시점이다. 그 중 강(江)의 자연적 위치보다는 경의선 철도의 노선에 바탕을 둔 시점이다. 근대인에게 자연은 재구성되고 정복된 존재다. 기차를 타고 누빌 수 있는 땅, 과학기술과 시장 메커니즘에 의해 새롭게 재조직된 자연은 바로 인간이 정복한 식민지로서의 자연이다.
상하이로부터 귀국한 후에는 동아일보 편집국장·조선일보 부사장 등을 지내면서 신문에 장편소설 《흙》 등을 발표하였다. 작품 흙에는 브나로드 운동의 활동상이 묘사되어 있다. 또한 작품 흙에서는 주인공 허숭 등이 '잉글리시 브랙퍼스트' 스타일로 아침을 먹는 장면 등 서구식 생활을 소개하기도 했다.
춘원 이광수의 작품 '꿈'은 바로 낙산사에서 있었던 한 스님의 사랑을 관음상과 교감시킨 것이다. 또한 삼국유사 '조신의 꿈' 설화에서도 힌트를 얻기도 했다. 그의 작품 꿈은 무용가 김복희의 '꿈 탐욕이 그리는 그림' 등에 영향을 주기도 했고, 1990년에는 영화감독 배창호에 의해 영화화되기도 했다.

### 이순신관
후대의 작가 김탁환은 이순신을 쓰면서 이순신의 적은 원균이 아니라 왜 수군 장수였다는, 너무나 당연한 사실을 부각시킨다. 김탁환은 작가의 말에서 “임진왜란을 바라본 구도는 조선 조정의 당파싸움 및 수군 내부의 쟁공과 반목 등을 지나치게 강조한 나머지 정작 적이었던 왜군에 대해서는 거의 주의를 두지 않은 것이 사실”이라고 지적했다.
김탁환은 “이것은 조선 수군과 왜 수군의 대립 구도 대신 이순신 대 이순신을 모함하고 핍박한 장수와 대신들을 대립구도로 택한 춘원 이광수의 소설 ‘이순신’에서 비롯된 것”이라고 지적했다. 이 구도에서는 조선과 왜군의 대립을 조선인 내부의 대립으로 치환시키려는 민족개조론의 발상이 깔려 있다는 것이다.

### 로맨스 작품의 시조
그는 작품에서 남녀간의 사랑과 낭만을 다루었다. 이광수가 '무정'에서 힘주어 강조한 것은 정(情)이고, 그것은 후대에 김동리나 박완서에게, 심지어 최근 젊은 작가들에게까지 이어져 변주되어 왔다.
20세기의 한국의 소설, 작품, 드라마, 영화 등에는 남녀간의 사랑을 소재로 한 작품들이 주를 이루었다. 작품에서는 두 남녀 주인공은 그토록 그리워하다 오랜 시간이 흐른 뒤에 만나서 손만 잡고 잔다. 이는 20세기 초 이광수의 소설들에서부터 시작된 장면이다.

## 사상 및 신념
이광수는 식민 통치의 억압과 현실의 부조리, 구 사상과 새로운 서구의 민주주의 사상과의 갈등, 유교적 가치관과 기독교 사상의 대립, 혹은 유교적 권위주의와 서구식 시민 민주주의 간의 갈등을 있는 그대로 자신의 작품에 투영하였으며, 넓게는 일제와 조선총독부의 억압과 폭력에서부터 가깝게는 가족과 친구, 주변인들에 의한 정신적, 육체적 폭력을 고발하였다. 그리고 권위와 관습이라는 이름 하의 폭력을 적극 지적하고 비판하였다. 그는 이를 방대한 양의 소설, 논문, 칼럼과 논설문, 시가, 수필류, 기행문 형식으로 표현하였다.

### 민족개조론
이광수는 늘 "(거짓말 잘하고 남을 속이고 하는) 민족성을 개량하고 조선민족의 내실을 철저히 다지자"고 주장하였다. 이광수는 조선이 일제의 식민지가 된 원인을 게으름, 나태함, 안일함, 위선, 허례허식 등으로 보았다. 그는 서구와 일본처럼 근면함, 성실성, 진솔함, 자유주의적인 가치관을 몸에 익히고 생각을 바꿔야만 독립의 첫 걸음을 뗄 수 있다고 역설하였다. 그는 한국인들의 요령과 술수, 시기심, 거짓말 등이 만연하다며 이러한 습성을 버리지 않고는 독립을 이룩할 수 없으며, 독립하더라도 독립국가를 유지할 수 없으리라고 봤다.
| “ | ...(이하 중략)... 불행히 현재의 조선인은 이와 반대외다. 허위(虛僞)되고, 공상과 공론만 즐겨 나태하고, 서로 신의와 충성심이 없고 술수를 부리며, 임사(매사)에 용기가 없고, 이기적이어서 사회봉사심과 단결력이 없고, 극히 빈궁하고... (이하 중략). | ” |

그는 이렇듯 열등한 민족성을 지닌 조선인들이니 당장 독립하는 것은 시기상조요, 민족성부터 개조해야 독립할 수 있다는 주장이었다. 신돌석을 밀고한 조선인부터 한일 합방 이후 다수의 조선인들이 일제 체제에 협력하여 생계를 유지하는 점 등은 독립운동에 대한 환멸을 불러왔다. 또한 시기심과 술수와 요령, 거짓말이 만연한 것이야 말로 조선인의 가장 열등한 습성이라며 이러한 습성을 고치고 진실되고, 참될 것을 계속 호소하였다. 이광수가 잡지 '개벽'에 '민족개조론'을 발표한 직후 이광수의 집에 칼을 든 청년들이 난입했으며 개벽사의 기물들이 파괴되었고, 이광수를 강사로 초빙했던 사람까지 습격 당하기도 했다. 이광수는 감정적으로 행동하는 것은 손해를 보는 지름길이라며 이를 한탄하였다.
이를 두고 언론인 김대중은 '춘원 이광수가 쓴 '민족개조론'을 읽으면 우리는 모두 슬퍼지기 마련이다. 우리 민족이 그렇게 비참하고 천박했었는가 하는 점이 슬프고, 그래서 나라를 빼앗긴 것이 슬프고, 옳은 소리를 옳지 못한 시기에 내놓은 작가의 시대착오가 슬프다. 그러나 지금에 와서 그 글의 시대적 상황과 배경을 가리고, 또 그 글을 쓴 작가의 이름을 가리고 다시 읽어보면 우리가 앞으로 무엇을 해야 하는가에 대한 해답을 얻을 수도 있다. 민족을 '개조'하기보다 민족을 '개선'하는 길을 찾을 수도 있다는 생각이다.'고 평하였다. 작가 이인화는 '그 논문의 한계에도 불구하고 우리는 다수의 세론을 두려워하지 않고 한 사회가 가질 수 있는 극한의 비전을 제시했던 작가 이광수의 용기에 진정한 외경의 마음을 갖게 된다.'고 하였다. 또한 김대중은 '이광수의 '민족개조론'을 읽어보면 우리는 그의 글에서 오늘의 고민을 발견할 수 있다.'며 '그가 그 글을 쓴 시점과 상황이 결코 바람직한 것은 아니었어도 그의 민족개조론에는 시대를 초월하는, 우리 모두의 자화상이 그려져 있다.'고 평하기도 했다.
이광수는 정신적으로 진실되고 참될 때만이 조선이 진정으로 독립할 수 있다고 보았다. 1920년대에 이광수는 독립운동에 대한 회의론을 품게 되었다. 1930년대에 가서는 독립무용론을 주장했다. 이때의 이광수는 3·1 운동을 '무지몽매한 야만인종이 지각없이 (남들이 하자 하니까) 따라서 한 것'이라 하고 식민지하에서의 모든 활동은 비정치적이야어야 한다고 주장했다. 1922년 이광수가 ‘민족개조론’을 낸 이후 한국사회와 한국인들에 대한 평가나 한국인론, 한국사회론은 늘 격렬한 논쟁을 촉발하는 강한 인화성을 보여왔다.
또한 춘원 이광수는 “주정 잘하기로 첫째가 아라사(俄羅斯), 둘째가 일본, 셋째가 조선사람”이라고 지적했다.

### 실력양성론
그는 민족의 정신 개조와 함께 실력을 양성하는 것이 민족의 독립을 달성할 수 있는 기틀이라 보았다.
1924년 이광수가 동아일보에 5회에 걸쳐 발표한 ‘민족적 경륜(經綸)’은 사회적으로 큰 파문을 불러일으켰다. 그는 조선에 새로운 문화가 정착되어야 한다고 하였으며 그 새로운 문화는 바로 정치, 산업, 문화의 근대화였다.
조선에 새로운 문화가 뿌리내리기 위해서는 정치적, 산업적, 교육적 운동을 전개해야 한다는 것이다. 이광수는 교육, 정치, 산업 운동이 연합해서 일어나야 하는데 이 중에서 가장 기초가 되는 것은 교육 운동이라고 봤다.
그는 독립 이전에 실력 양성이 우선이라고 보았다. 실력이 없이 의지만 갖고는 독립을 이룰 수 없다는 것이 그의 견해였다.

### 여성해방론
그는 여자도 한 사람의 인간이라고 주장했다. 봉건적인 유교 사회에서는 여자들의 권리와 가치를 존중해주지 않았으며, 여자도 인간이고 따라서 여성을 해방시켜야 된다고 주장하였다.
여자가 해방될 수 있는 방법은 가정에서 해방되는 것이고, 자유로운 연애와 자유로운 성관계를 포함한 자유 연애는 여성의 완전한 해방을 이룩할 수 있는 길이라고 확신했다. 이에 보수적인 유학자들은 그가 고아인 점을 언급하며 상놈이 주장하는 못된 사상이라며 비방하고, 각 언론에 그의 작품이 실리지 못하게 전화항의나 방문 등을 통해 압력을 넣기도 했다.
그의 작품 중 무정 등은 이러한 여성해방론을 반영시킨 작품이었다. 이광수는 당시 전 조선 청년의 지적 표상이요, '전 조선 여성의 연인'이라 일컬어질 만큼 인기 정상에 올라있는 작가이기도 했다.

### 자유주의론
그는 자유주의를 제창하였다. 그는 일본 유학 중 접한 미국과 유럽의 자유주의 사상에 탄복하고 이를 조선 사회에 알리는데 노력하였다. 어려서 고아가 되었다는 열등감과, 고아인 그에 대한 부모 없는 자식이라는 지속적인 냉대와 멸시, 어머니 김씨가 세 번째 부인으로 사실상의 서자 취급을 받은 점 등은 그로 하여금 조선 사회의 인습에 저항하거나, 조선 사회의 기성 가치관에서 자유롭게 해 주었다.
그는 여성이 가정에서 해방되고, 자유롭게 연애하여 여성이 해방되는 것과 조선 사회에 잔존하는 양반, 상민의 신분 차별을 없애야 한다는 점을 강조하였다.
그러나 봉건의 늪에서 민족을 구제하고자 했던, 그 열의가 너무나 강렬해서 분별지마저 상실했다는 시각도 있다.

### 소 예찬론
이광수는 늘 젊은이들에게 소처럼 살아야 된다고 하였다. 그는 성실성을 인간의 최고의 미덕이라 예찬했다. 춘원 이광수는 수필 '우덕송(牛德頌)'을 썼을 만큼 소를 좋아했다. '그의 느리고 부지런함, 그의 유순함. 그러면서도 일생에 한두 번 노할 때에는 그 우렁찬 영각, 횃불 같은 눈으로 뿔이 꺾이도록 맥진(驀進)함, 그의 침묵함….'이라 하여 소의 정직함과 성실함을 예찬하였다. 또한 춘원 이광수는 '아이들에게도 순순히 끌려가는 모습이 예수와 닮아 거룩해 보이기도 하는' 소의 우직함을 칭찬한다. 그는 소의 성실성과 우직함을 예찬, 강조하였다.

### 탈권위주의적 인간관
소파 방정환을 만나 어린이도 인간이라는 말을 듣고 감화된 그는 평생 어린이나 청소년에게 반말을 쓰지 않고 존댓말을 썼다. 또한 자신보다 10세, 20세 이상 연하인 사람들과도 친하게 지내며 형님, 아우님 하기도 했다. 그가 한때 사귀었던 나혜석의 조카인 나영균은 해방 직후에 그를 만났는데 그가 반말을 쓰지 않고 정중하게 인사한 것을 회고하기도 했다.
"춘원은 내가 인사하면 어린 나에게도 정중하게 허리를 굽혀 절을 했어요. 말소리와 표정이 언제나 부드러웠고 눈동자 빛깔이 엷어 꼭 서양사람 같았죠."
"
그는 자신보다 나이가 10세, 20세 이상 어린 사람에게도 함부로 반말을 하지 않았고, 또한 젊은이들의 의견이라 하여 무조건 반박하거나 비판하지도 않았다. 그러나 이를 두고 그를 줏대없다, 체신없다는 비난이 가해졌다. 또한 이광수는 조선 사회가 지나치게 엄숙함만을 강조한다며 이것 역시 가식적인 조선의 한 모습으로 규정했다.

### 자유연애론
그는 남자와 여자는 평등하며 여자도 한 사람의 인간이라고 주장하였다. 이러한 주장 외에도 소설과 작품을 통해 남녀간의 평등과 여자도 한 사람의 인간이라는 점과 여자에게도 욕망과 애정, 성욕 등이 존재한다는 것을 설파하면서 사회를 타락시킨다는 비난
과 함께 1920년대, 30년대, 40년대 뭇 여성팬들의 인기와 지지를 얻게 되었다.
그는 연애는 남녀 본연의 자연스러운 감정이라며 자유로운 연애를 해야 한다고 역설했다. 그는 '인생의 연애는 예술이요, 남녀간의 예술은 연애'라 주장했는데 이는 김동인의 소설 김연실전의 모티브가 되기도 한다. 춘원은 조선 사회가 비인간적으로 여성을 괴롭히고 억압하고 학대해왔다 전제하고, 봉건 제도의 압제와 유교 이념의 억압 하에 수백년을 신음하고 시달려 온 여성의 해방은 자유로운 연애로서 완성시킬수 있다고 하였다.
그는 나혜석, 김일엽의 연인이었고, 김명순의 후견인이기도 했다. 1917년-1918년 무렵에는 잠시 나혜석의 연인이었고 1930년에는 김일엽과도 잠시 사귀기도 했다.
그는 나혜석이 정조 취미론과 이혼 고백장 등으로 지탄을 받을 때도 그를 도와주었고, 김일엽의 자유 연애론과 신정조론을 적극 옹호하였다. 또한 김명순의 후견인으로 그를 문단에 발탁하였으며 이병도의 집에 머무르도록 주선해주었고, 일본으로 건너가는 것을 도와주기도 했다. 그는 당시 사회에서 이들의 자유연애를 비난할 때마다 이들의 자유 연애론을 인간 본연의 감정이며 솔직한 자기 표현이라며 옹호하였다.

### 문인 발굴, 육성
이광수는 일본 유학 시절부터 자신이 김성수, 송진우 등과 중앙학회, 윤치호 등의 후원으로 유학 생활을 한 것을 늘 인식하고 있었고, 일본 유학 시절부터 젊은 중고등학생 문인, 청년 문인들을 발굴하여 소개하고, 지도, 후원하였다.
시인 구보 박태원도 춘원(이광수)에 의해 여러 지면에 시를 발표하여 알려지게 되었다.
소학교에 다니던 소년 피천득의 재능을 알아보고 그를 발굴하였다. 이광수는 그를 금아(琴兒), 즉 거문고소년으로 불렀다. 소학교 4학년 때 월반해 제일고보(경기고)에 다니던 소년의 재능을 맨 먼저 알아본 이도 춘원이었다. 금아라는 호는 춘원 이광수가 가야금을 잘 탔다는 그의 어머니를 떠올려 지어줬다. 이후 피천득은 금아를 자신의 아호로 평생 사용하였다.
1930년대 열린 시 창작 대회에서 김영랑은 화려하게 핀 모란을 보며 시를 썼지만 마음에 안 들었던지 쓰레기통에 던지려 하자 춘원 이광수가 왜 그걸 버리느냐며 시를 낭송해 박수를 받았다. 그는 여러 신진 문인과 작가, 시인들을 발굴했고, 형편이 어려운 문인들의 작품 활동을 적극 지원, 독려하였다.

### 청년들에 대한 영향
1936년 연희전문을 수석으로 졸업한 송방용은 바로 고향으로 내려갔다. 당시 춘원 이광수의 소설 '흙'을 읽고 농촌 계몽 운동을 펼치고 싶어서였다.
고려대학교 교수 김용준은 그의 책을 읽고 새로운 세계를 알게 되었다고 한다. 그는 '중학교 3학년 때였다고 생각된다. 수업이 끝나고 집에 돌아가는 길에 당시 종로 네거리에 있었던 화신상백화점 4층 서적부에서 춘원 이광수의 소설 <그의 자서전>이라는 책을 사가지고 읽기 시작했다. 줄거리는 다 잊었지만 친구의 부인과 불륜의 사랑에 빠져 친구의 부인과 애정도피 생활을 하는 말하자면 평범한 애정소설이었다고 기억되는데 그들이 애정도피 생활을 하게 되는 만주 간도의 한국인 마을의 배경이 나에게는 너무나 낯설은 광경으로 다가왔던 것이다. 천황폐하의 적자(赤子)로서 천황폐하를 위해 내 생명을 새털과 같이 바치는 일이야 말로 남아로서 가장 보람있는 삶이라고 철석같이 믿고 있었고 충직한 황국신민이었던 홍안의 소년에게는 그 소설에 전개되는 조선 사람들의 생활 배경에서 분명히 황국신민의 세계와는 어딘가 분명히 다른 세계가 있다는 것을 감지하게 된 것이었다. 어떻든 나는 이 소설을 읽은 후부터 춘원의 소설을 탐독하기 시작하였다. 특히 역사소설을 많이 읽었던 것으로 기억된다. 어느덧 매주 담임선생에게 제출하는 일본어 일기 외에 한글의 일기장이 따로 생겼다.'고 하였다.
대학을 중퇴하고 실의에 빠진 채만식의 문학적 재능을 알아보고 발탁한 것도 이광수였다. 일본 와세다 대학 부속 제일고등학원 문과를 중퇴한 채만식은 1924년 단편 ‘세길로’가 이광수에 의해 조선문단에 추천되면서 소설가의 길로 들어섰다. 이후 그는 채만식의 사람됨됨이를 높이 평가해 그를 동료 문인들에게 널리 소개해주었다. 자신의 작품 애욕의 피안 등을 읽고 작품평을 한 신인 박태원을 건방지다는 혹평 대신 문단에 추천하기도 했다.
3·1 운동에 참가해 모진 고초를 겪은 추계 최은희를 추천하여 조선일보에 입사, 최초의 여기자로 필명을 날리게 했다.
그의 작품은 일본인들과 중국인, 외국 교포들에게도 영향을 주었다. 안창호의 측근인 구익균은 그의 작품이 일본인들에게도 영향을 주었다고 진술했다. '일본 사람들도 춘원을 숭배했어. 이광수 문학을 좋아했다.'는 것이다.

#### 사후 영향력
사후에도 그는 많은 젊은이들에게 영향을 주었다. 승려 법정은 자신의 사촌 동생에게 이광수의 책들을 추천하였다. 사촌동생들에게 보낸 편지 중 하나에서 법정은“좋은 책을 많이 읽어라. 춘원(이광수)님 지은 것은 대개가 믿고 읽을 만하다. 내 책장에서 읽을 만한 것을 골라사 읽고 잘 보존하여라. 나플탈렌을 넣어두면 좀이 들지 않을 것이다.(1958년 5월 13일)”라고 하였다.
대학 시절 이광수의 집에 드나든 문학청년이던 법철학자 이항녕은 후일 소설 '교육가족', '청산곡'과 수필 '객설록' 등의 작품을 썼다. 기업인이자 현대그룹 창업주 정주영은 그의 작품 흙을 읽고 변호사가 될 꿈을 품기도 했다.
후대의 작가인 양귀자 역시 그의 작품 유정을 보고 영향을 받았다고 한다. 양귀자는 후일 '초등학생때 외삼촌 책꽂이에서 이광수 전집을 발견, '유정'을 읽고 이불에 얼굴을 파묻고 엉엉 흐느껴 울었다. 너무 좋아서 말이다. 이런 세계도 있구나, 소설만 있다면 이 괴로운 세상(학교 가기가 끔찍히 싫었단다)도 얼마든지 살아나갈수 있겠구나'라고 했다 한다.
이화여자대학교 교수를 지낸 현재(鉉齋) 김흥호(金興浩)는 1948년 춘원 이광수의 소개로 다석 유영모(柳永模)를 만나고 6년간 사사하였다.

### 국민성 비판과 자치론
1922년 동아일보에 발표한 논문 민족개조론과 1924년에 발표한 동아일보 사설 ＜민족적 경륜＞을 통해 그는 한국인의 위선, 편협함, 정직성의 결여, 무질서, 잔꾀, 요행을 바라는 심리, 음험한 술수 등을 지적했다.
민족 개조론에 이어 민족적 경륜은 당시의 국민적 감정을 자극했고, 종교계까지 가세하여 그를 비난하자 물의를 일으켜 결국 동아일보를 일시적으로 퇴사하게 되었다. ＜민족개조론＞과 ＜민족적 경륜＞에서 그는 나라 잃은 원인을 그는 당파 싸움과 한국인의 위선, 편협함, 정직성의 결여, 무질서, 잔꾀, 요행을 바라는 심리, 음험한 술수 등 국민성 자체에 치명적인 약점이 있었음을 지적하고, 교육을 통해 계몽하고 민족운동을 문화운동으로 전환할 것과 독립이 어렵다면 치권이라도 획득하여야 된다며 자치제에 대한 강력한 희망의 의지를 담고 있었기 때문이었다.
그는 당시의 조선 사회는 사기, 협잡, 위선이 만연한 사회라고 규정했다. 또한 신의가 없고, 이조 당쟁의 악습을 답습하여 끼리끼리 파벌 짓기를 좋아한다고 보았다. 이러한 상태를 개선하지 않고는 독립이 불가하며 독립을 하더라도 유혈사태나 큰 갈등이 수시로 발생할 것으로 전망했다. 그는 정치적 독립 이전에 국민의 수준을 향상시키고, 서로간의 신뢰하는 사회로 거듭나야 된다고 역설하였다.

### 한국인 단일민족설
그는 1930년대 초, 한국인은 단일민족에서 기원했다고 주장하였다. 1933년에 쓴 이광수의 ’조선민족론’의 일부에서 “조선 민족이 혈통적으로, 문화적으로 대단히 단일한 민족이라는 것은 우리 조선인 된 이는 누구나 분명히 의식하여 일점의 의심도 없는 바다.”라고 발표했다.
이전에도“2천만 민족은 동일한 단군의 자손”이라는 식으로 단일 혈통을 강조한 표현이 간간이 신문 등지에 보이기는 하지만, 거꾸로 한국인이 단일민족이 아니라 다종족으로 구성됐다는 주장도 제기될 정도로 단일민족설은 드문 주장이었다.
단재 신채호는 1908년에 발표한 ’독사신론’에서 동국민족(한국인)이 부여족을 주 종족으로 하는 6종족으로 구성됐다고 주장했고, 박은식은 ’몽배금태조(꿈에 금나라 태조를 뵙다)’에서 조선족과 만주족이 모두 같은 단군의 자손이라고 표현하기도 했다. 이광수는 신채호의 6종족론을 비판, 조선인은 다같이 단군이라는 한 조상에서 갈라진 단일 민족이며 단일 인종으로 규정하였다.
미국 스탠포드 대학의 한국학 교수 신기욱은 그를 한국형 파시즘과 권위주의의 뿌리가 되었다고 지적했다. 신기욱은 '1930년대 이광수의 ‘조선민족론’에는 전체주의를 강조하는 파시즘적 요소가 있다. 이광수식의 민족주의는 해방 이후 이승만, 박정희로 연결되면서 한국적 권위주의의 뿌리가 됐다고 생각한다.'고 지적하였다.

### 문학계몽론
1910년대에는 이광수 이해조 등에 의해 계몽주의 문학이 주도되었다. 그는 소설과 시 등 문학작품이 시대의 정신, 시대의 혼이 되어야 한다고 주장하였다. 이에 따라 그는 자유연애론, 자유주의, 개화, 계몽 등 소설과 시를 통해 계몽주의적인 가치관을 드러냈다. 그는 시와 소설, 희곡 등 문학작품을 통해서 대중을 계몽해야 한다는 점과 문학작품의 대중화를 통해 계몽해야 된다고 확신하였다.
1919년 김동인은 이광수 등의 계몽주의에 반기를 들고 순수문학 운동을 전개 하기도 했다. 김동인은 문학은 어디까지나 예술 작품일 뿐이며 정치성을 띄워서는 안된다고 주장했다. 그러나 이광수는 문학 작품 역시 그 시대 문화의 하나이니 당시의 사회적 분위기를 전혀 도입하지 않을수는 없다고 반론을 제기한다. 김동인은 이광수의 계몽주의 문학에 맞서 사실주의 수법을 썼으며, 신경향파와 프로문학에 맞서 예술지상주의를 표방하고 순수 문학 운동을 벌였다. 김우진도 이광수의 문학 계몽론을 비판하고 자연주의적인 것에 관심을 보이기도 했다.

### 시대상의 반영
그는 자신의 소설과 칼럼, 시에는 당대 사회 문제를 반영하거나 언급하였다. "세말이 되면 진고개와 종로에서 장, 단스 같은 것을 일등상으로 걸어놓고 경품부 대매출을 한다. 그때마다 안해는 장이 빠지기를 바라고 물건을 삿다. 그러나 뽑는 것마다 타울수건, 화저까락 따위요, 바라는 장은 아니 빠졌다.(동광 1932년 1월 25일자)" 이광수(李光洙)가 그린 자개장 당첨을 꿈꾸며 물건을 사들이는 아내 모습이다.
그는 이상도 좋지만 당대의 시대상, 현실 문제, 현실의 모순 등을 다루지 않는다면 그는 참된 작가로 보기 어렵다고 하였다. 그는 자신의 작품들을 통해 당시의 시대상과 당면 문제를 다루었다. 당시까지만 해도 소설이 구전과 민담으로 전해지는 소설과 시문, 풍경 등에 대한 것이 주류였다. 그 역시 자신의 작품에 현실이 반영되었음을 밝혔다. 무정에는 '노일전쟁과 새로운 사회상에 눈뜬 조선'의 시대상을 반영한 것이라 했고, 개척자는 '한일합방으로부터 대전(大戰) 전까지의 조선', 재생은 '만세운동 이후 1925년경의 조선', 군상 群像은 '1930년대의 조선의 기록'이라고 스스로 밝히기도 했다.

### 현대미에 대한 관점
춘원 이광수는 이상형인 여성의 기준을 밝히면서 “체격이 팔다리나 몸통이 자로 잰 듯 너무 길지도 짧지도 않게 바로 맞고, 몸 쓰는 것, 걷는 것 등 모든 동작이 날씬하여 남의 눈에 조금도 거슬리게 보이지 않고... (이하 중략)... 또 취미와 그 정신이 아울러 고상하다면 그야말로 내가 찾는 미인이 될 것”이라고 밝혔다. 그는 “얼굴은 둥글둥글한 타원형의 윤곽에다가 눈은 어디까지든지 크고 처진 듯하며 코나 귀가 복스럽게 예쁘고 살결이 하얀 분”이어야 한다며 얼굴 생김새에 대한 여러 가지 기준도 빠뜨리지 않았다. 그러나 남사스럽고 음란하다는 비난이 쏟아졌다.
그가 자신의 이상형인 여성을 공개적으로 밝히자 다른 작가, 문인, 시인, 예술가들도 자신이 생각하는 이상적인 여성상을 공개적으로 언급하거나 언론에 발표하기도 했다. 소설가 현진건은 “첫째로 키가 조금 큰 듯하고 목선이 긴 여자가 좋다. 제아무리 얼굴이 예쁘장하고 몸맵시가 어울려도 키가 땅에 기는 듯하고 목덜미가 달라붙은 여자는 보기만 해도 화증이 난다”며 노골적으로 밝히기도 했다. 이광수의 공개발언 이후 자신이 생각하는 이상형 여자, 이상형 남자에 대한 의견이 나타났다. 중추원의 귀족들과 일부 유학자들은 그가 상스럽고 음란한 사상을 부추긴다면 비난하였다.

### 근대화에 대한 관점
그는 조선 사회를 개선하려면 문명화, 근대화가 이루어져야 한다고 보았다. 그는 조선 사회의 새로운 문화의 하나로 철도와 열차를 지목했다.
"'도회의 소리?' 그러나 그것이 '문명의 소리'다. 그 소리가 요란할수록 그 나라는 잘 된다. 수레바퀴소리, 증기와 전기기관소리, 쇠마차소리… 이러한 모든 소리가 합하여서 비로소 찬란한 문명을 낳는다.(이광수 ‘무정’)"
그는 인습을 타파하고 새로운 문물을 받아들여 장점을 취하고 사회를 개선시키는 것이 나라를 부강하게 하는 것이라 하였다. 한국 최초의 근대소설 '무정'에서 기차역은 주인공들이 만나고 헤어지는 무대다. 그의 작품 무정을 두고 "철도가 작품의 한가운데를 횡단하고 있다. (작품에서) 기차는 근대성의 상징"이라는 분석도 있다. 또한 작품 흙에서는 주인공들이 서양식 아침 식사를 하는 것을 묘사하여 서구 문화를 소개하기도 했다.

### 등산 활동
이광수는 1936년 '계명'이라는 잡지에 남긴 기고문을 통해 백두산 등반에 대한 소감을 남겼다.
“세상에 백두산만한 명산도 없지만, 백두산만큼 매몰된 명산도 없습니다.… 무엇보다 그 주인인 조선인에게 가장 심하게 백두산이 대접받지 못함이 가장 애닯습니다. 백두산이란 이름을 모르는 이야 없겠지만 또 백두산이 우리 민족에게 소중한 산인 줄 모르는 이야 없겠지만 한 걸음 나아가 백두산의 국토적 성질, 민족적 관계, 자연 및 인문상 실제적 사정에 대하여 묻는다면 우리가 가진 지식이 너무 작고 부족함에 놀라지 않을 수 없을 것입니다.… 알아야 할 까닭조차 알지 못하게 되었습니다. 알고자 하는 노력도 있을 까닭이 없게 되었습니다.… 그러나 백두산을 우리가 이렇게 알아야 옳으며, 또 이렇게 알아도 그만이리까? 문제는 바로 여기에 있습니다.(이광수‘계명’1936)”
금강산을 오른 뒤에는 '나는 천지창조를 목격하였다/ 신천지의 제막식을 보았다.'며 그 절경을 칭찬하였다. 춘원 이광수는 '금강산유기'를 통해 내금강의 빼어난 경관을 묘사하였다.
산을 좋아한 그는 여러 산을 등산하였지만 그는 백두산을 비롯한 일부 산에 대해서는 등산 소감을 남기기도 했다. 이광수는 등산을 좋아하여 전국 각지의 명산을 찾아가 등산, 답사하였다.

## 논란 및 의혹

### 소설 원효대사의 작품성 논란
2006년 소설가 한승원은 이광수가 전쟁 독려의 목적으로 작품을 지었다고 비판했다. 작가 한승원은 “이광수는 2차 대전이 한창이던 1941년 조선총독부 기관지 '매일신보'에 연재한 '원효대사'에서 원효가 신라 젊은이들에게 ’성스러운 전쟁에 기꺼이 몸을 던져라’라고 부르짖게 했다”며 “춘원의 '원효대사'는 식민지 조선의 젊은이들을 전쟁에 기꺼이 참여하도록 충동질한 것”이라고 덧붙였다. 이는 원효의 삶과 사상을 오독(誤讀)한 결과라는 것이다.
이광수작 '원효대사'의 작품해설을 쓴 동국대학교 명예교수인 국문학자 이병주는 "일제가 춘원에게 '원효대사'의 집필을 허락한 것은 원효가 승병(僧兵)을 일으켜 나라에 충성한 불요불굴의 정신을 비상체제하의 한인(韓人)에게 알려 이른바 '국가총동원'의 선정성을 노린 것이었다."면서도 "이광수는 이를 역이용해 한민족의 민족정기를 불러일으키는 천재일우의 기회로 삼았다."고 반론을 제기했다.
2006년 4월 원효대사의 재출간 문제를 놓고 화남출판사 편집주간 이승철 시인과 한승원 작가 사이에 논쟁이 오갔다. 한승원 작가가 "원효의 사상을 오독한 것"이라며 이광수의 소설을 비판한 것에 대해 이승철 주간은 "어떤 이유로도 출판의 자유는 침해될 수 없을 뿐 아니라 원효의 사상은 여러 작가에 의해 다양하게 해석될 수 있다"고 반론을 제기하였다.
조선대학교 문예창작과 교수 김준태 시인은 “리광수가 문학적으로 원숙기에 접어들어 쓴 이 소설은 그가 작가로서 야심을 저버리지 않고 창작에 전력투구했다는 것을 엿보게 한다”면서 “소설 ’원효대사’의 한계는 주인공 ’원효의 한계’가 아니라 일제강점기를 살다간 춘원 이광수의 한계였다”고 지적했다.

### 적극적 친일 문제
2002년 발표된 친일파 708인 명단과 2008년 민족문제연구소가 선정한 민족문제연구소의 친일인명사전 수록예정자 명단 문학 부문, 2009년 친일반민족행위진상규명위원회가 발표한 친일반민족행위 705인 명단에 포함되었다. 2002년 공개된 친일 문학인 42인 명단에도 들어 있으며, 당시 총 103편의 친일 작품명이 공개 되어 친일 문학인으로 선정된 42인 가운데 가장 많은 편수를 기록했다.
그 중 하나의 시를 예로 들어 보자.
"《새해》
씩씩한 우리 아들들은 총을 매고
전장으로 나가고, 어여쁜 우리 딸들은 몸뻬를 입고 공장으로 농장으로 나서네.
말 모르는 미소까지도 나랏일 위해 나서지 않는가. 천년화평, 도의 세계를 세우랍신 우리 임금님의 명을 받자와 예, 예하고 집에서 뛰쳐나오는 무리. 이날 설날에 반도 삼천 리도 기쁨의 일장기 바다. 무한한 영광과 희망의 위대한 새해여."
그러나, 일부 이광수를 옹호하는 측에서는“항일 민족주의자로서 35-36년을 살고 47세경부터 일제 패망 때까지 약 6년간을 친일로 살았다.”는 점을 재평가해야 한다고 주장하고 있다. 이들에 따르면 "이광수의 친일 활동은 어쩔 수가 없었으며 동료 지식인을 구출하기 위한 행동이였고, 이광수는 사실 거짓 친일, 실제는 독립 염원"이라고 주장하면서 '이광수는 민족의 양심수'라고 주장하고 있다. 반면에 1909년 〈사랑인가〉를 탈고한 시점에서 이미 친일적 사상을 가지고 있었다는 주장도 있다.
1948년 김승학이 작성한 '친일파 군상' 보고서에 따르면, 이광수는 '광병적(狂炳的) 친일 급 열렬 협력자'로 평가되었다.
한편 소설가 복거일은 '이광수가 개인의 영달을 위해 친일한 것은 아니'라고 하였다.

### 친일 의혹에 대한 반론
2007년 10월 원로 문학평론가 김우종은 문학계간지 《휴먼메신저 가을호》에 발표한 논문 '우리가 사랑하다 버린 선구자'에서 “친일에 대한 이광수의 업보는 남들에 비해 너무 많은 대가를 치렀다”며 “수십년 간에 걸친 그의 항일운동과 문학적 업적을 제대로 평가할 필요가 있다”며 친일 의혹에 대한 반론을 제기하였다.
문학평론가 김우종은 우선 해방 정국에서 반민족행위 특별조사위원회(반민특위)가 이광수를 친일혐의로 구속 투옥한 것에 대해 “친일인사 다수 중에서 특히 죄질이 나빴던 문인은 빠지고 이광수 등 선배 문인만 기소한 것은 잘못이며 독립운동가에 대한 참작 없이 구속투옥에 의한 재판을 진행한 것은 결코 공정한 처사가 아니었다”며 “힘 없는 사람들만 처벌했다는 점에서 큰 과오가 있으며 법이 대중적 인기 논리에 편승한 것”이라고 비판했다.
정신분석학자 이중오는 민족개조론을 친일의 증거로 지목하는 견해에 대해서도 반론을 제기하였다. 그에 의하면 민족개조론은 하나의 텍스트로 접근하는 한 어떤 친일의 흔적도 찾아낼 수 없다고 단정한다. 이광수 대신 도산 안창호 이름으로 출간됐다면 그 논문은 지금 다른 운명을 맞고 있을 것 이라며 이광수 비판론에 반론을 제기하였다. 또한 다른 문인들은 무책임하게 친일 의혹을 회피하고 그에게 책임을 전가했다고 하기도 했다. 그에 의하면 친일 문인들이 자신들의 책임을 회피하기 위해 '이광수라는 희생양을 통해 누구도 주지 않는 면죄부를 강탈해 간 친일파 지성인들의 책동'이라는 것이다.
정신분석학자 이중오는 “그가 ‘왜 친일을 했을까’에 대해서는 알려진 것이 많지 않다. 그를 친일 인사의 대명사로 인식하는 흑백논리만 있을 뿐, ‘인간 이광수’에 대한 이해는 없는 것이다.”는 점을 지적하기도 했다.

#### 적극적 친일론에 대한 반론
2009년 단국대학교 김원모 교수는 "이광수의 친일은 민족의 보존을 위한 불가피한 선택이었다. 겉으로는 친일을 했지만 내면으로는 철저히 독립을 원했다."고 주장하였다. 김 교수는 춘원이 도쿠토미 소호에게 1940년 일본 국왕에게 충성을 맹세하며 창씨개명의 이유를 밝힌 편지를 1989년 발견했다. “처음엔 편지 내용에 수치심을 느꼈죠. 하지만 자료를 뒤져 연구를 계속하면서 친일과 관련된 이광수의 다른 면모를 이해하게 됐습니다.”라고 밝혔다. 이어 김원모는 이광수 친일연구와 관련해 “친일인명사전’의 편찬처럼 좁은 대롱으로 대상을 보듯 실증 연구 없이 일제강점기 인물의 한 면만 편협하게 부각해 매국노로 매도하는 학계의 분위기는 잘못됐다”고 밝혔다.
김재용 원광대 교수는“이광수의 삶을 볼 때 친일 행적이 진심이 아니었다고 보기 어렵다”며 “이광수는 1937년 중일전쟁에서 중국이 패하자 조선 독립의 가능성이 없어졌다고 보고 일본 민족과 조선 민족이 일본의 국민으로 동등하게 사는 것이 우리 민족의 살길이라고 본 것”이라고 반론을 제기 하였다.

#### 독립운동 연장선론과 그 반론
2007년 문학평론가 김우종은 이광수의 친일 행위 중 일부는 친일이 아니라 독립운동의 연장선이라는 견해를 내놓았다. 이때 문학계간지 《휴먼메신저 가을호》에 발표한 논문 '우리가 사랑하다 버린 선구자' 김우종은 이광수의 친일 행위에 대해서도 조목조목 반박했다. 이광수가 친일 활동을 시작한 시점으로 간주되는 《개벽》에 발표된 ’민족개조론’에 대해 김씨는 “(거짓말 잘하고 남을 속이고 하는) 민족성을 개량하고 조선민족의 내실을 철저히 다지자고 주장한 것이었다”고 강변하며 “이것을 일제에게 식민 통치의 구실을 주었다는 것은 무리한 주장”이라고 말했다. 또한 “’민족개조론’이 발표되기 넉달 전 베이징에서 안창호를 만나 흥사단 운동에 관해 협의하고 1923년에 함께 조직한 것이 수양동맹회였다”며 “민족개조론의 내용과 안창호의 준비론을 비교해보면 이 논문은 안창호의 독립운동노선과 일치하는 것”이라고 덧붙였다.
김우종은 이광수가 어린 시절 동학운동에 적극 참여하고, 일본 유학생 시절 3.1 운동을 촉발하는 계기가 된 '2.8 독립 선언문'을 주도적으로 작성했다는 점 등을 거론하며 “수십년 간에 걸친 항일투쟁의 노력과 문학적 업적은 친일행적을 상쇄하는 바가 있다”고 거듭 변호했다.
이에 대해 김재용 원광대 국문과 교수는 “1938년 중일전쟁이 터지면서 이광수는 우리 민족이 살 수 있는 길은 ’독립을 포기하는 것’이라고 주장하며 모두 일본국민이 될 것을 주장했다”며 “1940년에는 자신의 이름마저도 일본식 이름으로 바꿨다. 그의 행적은 모두 기록으로 남아있다”고 반박했다. 김 교수는 특히 이광수의 문학적 성과와 항일투쟁의 노력이 친일 행적을 상쇄한다는 김씨의 주장에 대해서도 “당시 이광수보다 지명도가 높았던 홍명희는 일제의 종용에 결코 굴하지 않았다”며 “공과(功過)를 다 같이 다뤄야지 공 때문에 과가 지워지거나 과 때문에 공이 지워지면 안 된다”고 지적했다.

### 허영숙에 의한 매수론
그의 부인 허영숙이 조선총독부가 매수한 밀정이고 허영숙이 그를 포섭했다는 의혹은 소설가 박종화 등을 통해 제기되었다. 이후 부인 허정숙이 밀정, 조선총독부에 포섭되었느냐 여부 역시 논란 중에 있다.
한편 문학평론가 김우종은 상하이(上海) 임시정부에서 활동하던 이광수의 갑작스런 귀국도 인간적 차원에서 이해해야 한다고 말했다. 당시 이광수는 일제 총독부의 밀사로 의심받던 아내 허영숙을 만난 뒤 돌연 귀국, 변절자로 의심받았다.
김우종은 “이광수에게 있어 허영숙은 아내 이상의 존재였다. 이광수가 일본에서 폐결핵에 걸려 사경을 헤맬 때 의사였던 허영숙이 살려주지 않았다면 당시 집필 중이던 ’무정’도 완성되지 못했을 것”이라며 “그의 개인적 환경을 일체 무시하고 비난만 할 수는 없다”고 주장했다. 또 “조선문인협회가 일제 총독부에 의해서 만들어지고 일본인까지 회원으로 참여해 그들의 지휘 감독 하에 있었던 것을 감안할 때 이광수의 친일은 자발적인 것으로 단정하기 어렵다”고 부연했다.

### 위장 이혼 논란
해방 후 1946년 이광수는 허영숙과 이혼을 하는데, 이를 두고 일부에서는 그가 일제강점기 시대에 축적한 부동산과 같은 재산을 몰수당하지 않기 위한 위장이혼이었다고 비판한다. 또 일각에서는 친일파로 몰린 자신 때문에 가족이 피해 받는 걸 원치 않았기 때문이라고 한다.

## 가족 관계

이광수의 가족사진. 1940년 8월 27일자 매일신보에 실림.

후일 대한민국의 국무총리와 국회의장을 지낸 백두진은 그의 두 번째 부인 허영숙의 친정 조카사위였다.
- 할아버지 : 이건규(李建圭, ? - 1910년)
- 아버지 : 이종원(李鍾元, 1850년 - 1902년 8월 14일)
- 어머니 : 충주 김씨(忠州金氏, 1869년 - 1902년 8월 22일)
  - 형 : 3명, 요절
  - 여동생 : 이애경(1895년 - 1936년)
  - 여동생 : 이애란(1900년 - ?)
- 전처 : 백혜순(1918년 이혼, ? - ?)
  - 아들 : 이진근(李震根, 1914년 - ?)
    - 손녀 : 이정자
- 후처 : 허영숙(許英肅, 1895년 음력 8월 18일 - 1975년, 1946년 이혼)
  - 아들 : 이봉근(李鳳根, 1927년 5월 30일 - 1934년 2월 22일)
  - 아들 : 이영근(李榮根, 미국으로 이주.)
    - 손녀 : 이성희(미국명 앤 리)

  - 딸 : 이정란(李廷蘭)
  - 딸 : 이정화(李廷華. 1935년 - , 미국에 거주, 1998년 미국 시민권 취득, 펜실베니아 대학교 교수 역임.)[150]
- 외할아버지 : 충주 김씨
- 외할머니 : 양씨(梁氏, ? - 1897년)
- 사촌형제 : 이학수(李學洙, 1921년 스님으로 출가)
- 장인 : 허종(許鍾, 허영숙의 친정아버지)
  - 처형 3명
- 기타
  - 처조카 : 허명재, 두 번째 부인 허영숙의 친정 조카
  - 처조카사위 : 백두진(白斗鎭，1908년 10월 31일 - 1993년 9월 5일)

## 평가와 비판
그는 한국 '현대소설의 아버지'라는 평가가 있다. 그러나 일제강점기 후반의 행적을 두고 논란의 여지가 존재한다.

### 당대의 평가
일제강점기 후반의 미군은 그의 교육을 잘 받았다는 점과 소년 활동에 적극적이다는 점을 주목했다. 미군은 그에게 '교육을 잘 받았다. 한국의 대표적 작가이자 언론인의 한 명으로 잘 알려져 있다. 안창호와 긴밀한 관계다. 조선문인협회 회장이며, 소년회 활동에 적극적이다. 1930년대 붙잡혀 투옥된 바 있으며, 일제에 의해 고문을 당했다. 석방된 후 일제에 협력했다는 비판을 받게 되며, 이로 인해 이전까지 쌓아 왔던 영향력을 잃게 됐다.'고 평가하였다.

### 긍정적 평가
이광수는 최남선과 함께 언문일치의 신문학 운동을 전개하여 한국 현대 문학의 여명을 이룩한 공헌자로 높이 평가되며, 근대 문학과 현대 문학 사이를 이어주는 중간고리, 역사 소설의 대중화에 기여한 작가로로 평가된다. 이광수는 한국근대문학사에서 선구적인 작가로서 계몽주의, 자유주의, 민족주의, 현실주의, 인도주의적인 작가로 평가받는다. 단순히 대중에게 영합하지 않고 애국적인 작품, 역사 소설 외에도 가부장제, 조혼풍습 등을 비판하고 사회 계몽과 신교육, 과학 기술 문명을 수용할 것을 주장한 점과 자유 연애론 등 다양한 사상과 신념을 작품으로 발표하기도 했다. 그것은 시대분위기와 사회적 조건 그리고 개인의 취향에 의한 결과라는 반론도 있다.
한국 근대문학의 선구자이다. 계몽주의·민족주의 문학가 및 사상가로서 한국 근대 정신사의 전개과정에서 중요한 역할을 했다.는 평가도 있다.
숭실대학교 국문학과 교수인 한승옥은 그의 작품이 쉽게 읽을 수 있는 글이라며 높이 평가하였다. 그는 "이광수는 문장을 쉽게 쓰는 탁월한 재능을 지닌 분이다. 시장에서 장사하는 사람도, 초등학교만 나와도, 읽을 수 있다. 역사 소설을 봐도 정사는 물론, 야사와 민담까지 아우르고 있다. 불교용어가 많이 나오지만, 어려운 말을 쉽게 풀어쓰는 능력을 가졌다. 그것은 공부를 많이 했기 때문이다. 그가 요새 태어났다면 세계적인 문호가 됐을 것이다. 요즘 작가들이 단명한 것은 공부를 안하기 때문이다. 그런데도 요즘 학생들은 이광수라면 무조건 싫어한다. 80년대에는 친일파라고 싫어했는데, 90년에 들어와서는 아예 읽을 생각조차 않는다. 대학 국문과에서도 문학사나 작가론에서 스쳐지나갈 뿐 비중있게 다루지 않고 있다."고 하였다. 또한 한승옥은 "친일 여부를 앞에 놓지 말고 문학 자체를 봐야 한다. 이광수의 복합적인 면, 인간적인 점을 조명해야 한다. 이광수처럼 드라마틱한 사람도 없다. 그의 시대로 들어가서 장단점을 재평가해야 한다.‘무정’이 현대소설의 효시라는 사실은 앞으로도 변함 없을 것이다. 춘원은 장편을 주로 썼는데, 작가는 본래 장편소설에서 역량이 드러나는 법이다. 기회가 닿으면 제대로 된 이광수 평전을 쓰고 싶다. 이제는 이광수 문학상이 나올 때도 된 것 아닌가."라며 맹목적인 비판을 비판하였다.
작가 이인화는 "이광수야말로 시대정신이 '근대의 초극'이 아니라 '근대의 재평가'로 돌아설 때마다 끊임없이 재론될 전형적인 근대인이다."라고 평하였다. 또한 '이광수가 사회의 밑바닥에서부터 시대의 닦달을 겪으며 기어올라간 성취의 드라마는 필자에게 가장 좋아하는 것에 각고면려를 쏟아부어 자신을 완성할 수 있는 근대의 자유를 보여주었다. 그리고 일제 말기의 친일행적이 가져온 그의 불행한 말년은 근대가 부여한 자유의 공포를 가르쳐주었다.'고 하였다.
국민대학교 교수 방민호는 "이광수의 산문은 종교적인 깊이가 있다."고 평하였다.
기독교운동가인 함석헌은 '육당, 춘원의 밤은 지나가다'라는 글에서“육당, 춘원이 무엇인가?… 이 나라가 기울어지려 할 때, 이 민중이 고난에 빠지려 할 때, 그 불평을 잘 울라고 하늘이 세웠던 이들 아닌가? 그들은 참 잘 울었다. 그 소년 잡지, 그 역사, 그 단군론, 그 백두산 참관, 그 백팔번뇌, 그 무정, 그 개척자, 그 단종애사, 이순신, 원효, 이차돈, 그것이 다 이 민족을 위해 울고 이 나라를 위해 슬프게 힘있게 우렁차게 운 것 아닌가?” 춘원보다 10년 아래인 함석헌은 “그들을 위해 분해하고 아끼고 의아해 하는 것은 그렇게 울던 그들이 내처 힘있게 울지 않고 중도에 그 소리가 그만 막혀버렸기 때문”이라고 안타까워 하였다.
작가 겸 시인인 피천득은 "나를 문학의 길로 이끈 이광수 선생은 재주가 많고 착하셨지만, 바보같은 분이기도 했다."고 평하였다.
고려대학교 교수 김용준은 '철학과 현실' 가을호에 “(춘원 이광수는) 나를 충직한 황국신민으로부터 한국 사람으로 만들었다”고 하였다. 김용준은 그를 친일파로 볼 수만은 없다고 평하였다. '때론 춘원 이광수를 친일문인 운운하여 그를 매도하는 신문기사를 대할 때마다 아무리 그렇더라도 나는 춘원을 나무랄 수 없다는 생각을 하곤 한다. 글쎄, 그의 친일행각을 옹호하려는 것이라기보다는 그에 앞서 그는 나를 충직한 황국신민으로부터 한국사람으로 만들어 준 장본인이라는 사실을 부인할 수가 없는 것이다.'라고 하였다.
미국의 한국학자 가브리엘 실비안은 "이광수야말로 한국 사회에 동성애 담론이 보편화하기 이전에 동성애를 반감 없이 다뤄온 작가"라며 높이 평가하기도 했다.
고려대학교 교수 한승조는 최남선ㆍ이광수 선생처럼 민족문화를 위해 노력한 분들을 크게 이해해야 한다 고 주장했다.
흠집을 만든 사람 또한 이광수이기 때문이다.'라고 평가했다. 한편 당철저히 대응하기보다는 이상적인 설교에만 치중하였다는 부정적인 평가도 있다.
역사문제연구소는 그에 대한 호평은 시장성 거품이라 비판했다. 소비 지향성 경제의 거품에 들떠서 '이광수가 친일은 했어도 소설은 훌륭했다', '서정주가 역사적 과오는 범했지만 시는 좋다'는 식의 미학적 착시현상이 90년대 한국문학을 흐렸다는 것이다ref>역사문제연구소 한국사교실 8일 개강 조선일보 1998.05.04</ref>
작가 공임순은 이광수의 소설 '이순신'에 대해 '이순신은 무능하고 부패한 조정과 나약하고 무기력한 백성과 대조적으로 외롭고 고독한 영웅으로 그려진다. 이런 순결 지상주의는 이순신을 단 하나의 민족 영웅으로 치켜세우는 대신, 조선의 역사 전체를 오욕과 부정의 역사로 경계짓기 때문이란 것.'이라고 주장했다.
국수주의와 파시즘, 역사 왜곡과 미화 등의 부작용을 낳았다는 비판도 있다. 이광수는 민족개조론을 주장하기도 했는데, 이에 대해 조선의 대중들을 길들이려 한 기득권층적인 논설이라는 비판도 있다.

### 기타 시각
소설가 김원일은 “일제 말기에 그가 보인 친일행각은 따지더라도 그의 문학은 우리의 자산으로 존중을 받아야 한다”면서 “인간의 흑백논리로 단칼에 재단해서는 안된다”고 평하였다.
노르웨이 오슬로 대학 교수 박노자는 이광수를 양면적인 인물이라 보았다. 그에 의하면 춘원 이광수는 두 얼굴의 지식인이라 한다. 춘원은 간디에 대한 예찬을 통해 톨스토이의 화두인 평화와 비폭력을 옹호했지만, 한편으로는 ’힘이 있는 자만이 자유와 개성을 논할 수 있다’는 입장에서 사회진화론의 ’적자생존’과 ’약육강식’을 신조로 삼은 인물이었다. 박노자는 이런 춘원의 두 얼굴이 민족을 다른 모든 것에 우선하는 ’근본단체’로 본 데서 연유한다고 말한다. 그는 춘원이 근대를 배우면서 독립적인 개인의 존엄성과 권리, 개인의 생명과 자존 같은 부분을 거의 처음부터 제외했기 때문이라며 “’계급’을 아예 ’이기적 욕망의 결과물’로만 치부해 배제하고 ’개인을’ 개인 그 자체가 아닌 하나의 부속으로만 인식하는 거대 담론으로부터 출발한다면 이와 같은 비극적 결과는 거의 필연적”이라고 주장한다.
경희대학교 교수 허동현은 그를 민족주의자로 봤다. 춘원이 한결같이 국가주의 내지는 민족주의 가치를 추구했으며 기독교나 불교를 비롯한 여러 사상은 민족과 국가에 유익한지 그렇지 않은지에 따라 취사선택됐던 종속적 가치에 지나지 않았던 것으로 봐야 한다는 견해를 피력하였다. 허동현은 그 근거로 춘원이 1910년에 쓴 '나(余)의 자각한 인생' 중 한 구절을 제시한다. 그는 ’국가의 생명과 나의 생명과는 그 운명을 같이하는 줄을 깨달았노라… 나는 이름만일 망정 극단의 크리스천으로, 대동주의자로, 허무주의자로, 본능만족주의자로 드디어 애국주의에 정박하였노라’라는 구절을 통해 춘원이 사회진화론의 세례를 받기 훨씬 이전부터 관념적인 '민족'이나 '국가'를 최고의 가치로 삼았음을 확인할 수 있다고 말한다. 이런 관점에서 허 교수는 춘원이 종교적 사랑을 예찬하면서 한편으로는 일그러진 근대를 찬양한 야누스적 존재라기보다는 ’민족’이라는 실에 자신이 삶의 궤적에서 만난 다양한 사조라는 구슬들을 꿴 일관된 민족주의자로 보는 편이 합리적이라고 주장하였다.
작가 김현주는 “이광수의 미적 기획을 전체주의 정치학의 표현”이라 평하였다.
한신대학교 교수 서영채는 그와 염상섭을 비교하였다. 서영채는 '민족계몽주의를 지향했던 이광수의 문학이 공동체의 자기보존을 궁극적 목적으로 한다면, 염상섭의 문학은 자아의 진정성에 대한 추구를 형상화함으로써 근대성의 또다른 원천으로 존재한다.'며 차이점을 지적하였다. 김윤식은 루쉰의 사상을 비슷한 시기에 근대화란 주제에 몰두한 이광수의 사상형성과정과 비교하기도 했다.

## 기타
- 김도연에 의하면 그는 몸이 병약했다고 한다.
- 작가 홍사중이 최남선과 이광수의 지적 배신을 다룬 첫 저서를 냈을 때 홍사중의 아버지의 첫마디는 "사람은 남에 대해서는 쉽게 말을 잘하는 법이다"였다 한다.[165]
- 이광수는 자신의 회고록에서 고구마꽃을 가리켜 "백 년에 한 번 볼 수 있는 꽃"이라고 하였다.[166]
- 그의 작품 꿈은 1955년 최은희에 의해 영화화되었다. 그의 작품들 중 일부는 1950년대 이후 영화화, 드라마화, 연극화 되기도 했다.
- 그의 시 중 당달구야는 국악인 출신 가수 정수빈의 노래가 되기도 했다.[167] 또다른 그의 시 낙화암은 김대현이 곡을 붙여 사비수라는 곡으로 발표되었다.
- 그는 백범일지의 윤문과 교정에 참여하였다. 해방정국기에 그는 백범일지를 다듬고 정리하여 1947년 말 초판이 발간하게 했다.[168]

## 같이 보기
| - 2·8 독립 선언 - 3·1 만세 운동 - 대한민국 임시정부 - 독립신문 - 동아일보 - 신간회 - 흥사단 - 수양동우회 - 수양동우회 사건 - 독립신문 - 창씨개명 - 대화동맹 - 민족 개조론 - 최남선 - 김동인 - 주요한 - 주요섭 - 나혜석 - 김일엽 - 김명순 - 박인덕 - 염상섭 - 허정숙 | - 브나로드 운동 - 여성 해방 운동 - 민족 개조론 - 김성수 - 김동인 - 송진우 - 안창호 - 윤치호 - 유길준 - 조만식 - 파시즘 - 백범일지 - 신익희 - 장덕수 - 이범석 - 안호상 - 윤치영 - 김구 - 김규식 - 김활란 - 송진우 - 임영신 - 현진건 | - 김소월 - 박종화 - 서재필 - 송계월 - 안병욱 - 정칠성 - 정종명 - 조봉암 - 홍명희 |

## 이광수를 연기한 배우
- 이순재 - 1969년 (춘원 이광수), 영화, (청년 역)
- 김진규 - 1969년 (춘원 이광수), 영화, (중년 역)
- 전무송 - 1981년 (제1공화국), MBC 드라마
- 진유영 - 1982년 (한), MBC 드라마
- 이순재 - 1982년 (종로부루스), 영화
- 서희승 - 1985년 (오성장군 김홍일), KBS 드라마
- 백윤식 - 1990년 (반민특위), MBC 드라마
- 문성근(장년), 최수종(청년), 고정일(아역) - 1992년 (춘원 이광수), MBC 드라마
- 강신일 - 2012년 (꿈), 연극

## 관련 문화재
- 서울 홍지동 이광수 별장 터 - 등록문화재 제87호

## 참고 자료
- 작가와 비평, 《작가와 비평 제3호》 (여름언덕, 2005)
- 강준만, 《한국현대사산책》〈1940년대편 2권〉(인물과사상사, 2004) 43쪽.
- 반민족문제연구소 (1995년 7월 1일). 〈이광수 : 민족개조 부르짖은 변절 지식인의 대명사 (임헌영)〉. 《친일파 99인 (3)》. 서울: 돌베개. ISBN 89-7199-013-9.
- "인민군에 끌려간 춘원(春園·이광수) 북(北) 회유에도 협조 거부" 조선일보 2009.10.09
- 임종국 (1991년 2월 1일). 《실록 친일파》. 반민족문제연구소 엮음. 서울: 돌베개. ISBN 89-7199-036-8.
- 이광수 (1962). 《이광수 전집》. 서울: 삼중당.
- 북한, 6·25 납북인사 묘역 첫 공개 조선일보 2005.07.26
- 남가주대, 이광수 `무정' 희귀 재판본 소장 확인[깨진 링크(과거 내용 찾기)]
- [임정 수립 90주년―3·1운동에서 임시정부까지] 임시정부, 왜 상하이인가 조선일보 2009.04.01
- (케이블TV) Q채널,특집다큐서 이광수 등 학적부 공개 조선일보 1998.06.01
- NHK 다큐멘터리 (1)[깨진 링크(과거 내용 찾기)]
- NHK 다큐멘터리 (2)[깨진 링크(과거 내용 찾기)]
- 광복 1년 전 미군(美軍) 정보당국이 작성한 '조선 지도자 5인(人)' 평가표
- 美, 1944년 조선 유력인사 성향평가표 작성[깨진 링크(과거 내용 찾기)]
- 방민호, 〈이광수 장편소설 『원효대사』를 어떻게 읽을 것인가〉《서정시학 2010 겨울호》(서정시학 편집부, 2010)
- 김우종, 〈우리가 사랑하다 버린 선구자〉《휴먼메신저 2007년 가을호》(한국휴머니즘문인연합, 2007)

## 관련 서적
- 이중오, 《이광수를 위한 변명》, (중앙M&B, 2000)
- 김원모, 《영마루의 구름》, (단국대학교 출판부, 2009)
- 한승옥, 《이광수 문학 사전》, (고려대학교 출판부, 2002)
- 김윤식, 《이광수와 그의 시대 1,2》, (도서출판 솔, 1999)
- 이중오, 《이광수를 위한 변명》 (중앙M&B, 2000)
- 이광수, 《흙》 (문학과 지성사, 2005)
- 이광수, 《무정》 (도서출판 빛샘, 1997)
- 이광수, 《이광수 전집》 (삼중당, 1971)
- 이광수, 《이순신》 (청포도, 2004)
- 이광수, 《금강산유기》 (실천문학, 1998)
- 이광수, 《동포에 고함》 (이경훈외 옮김, 철학과 현실사, 1997)
- 장석주, 《나는 문학이다》 (나무이야기, 2009)
- 황금찬, 《나는 어느 호수의 어족인가》 (천우, 2004)
- 박은봉, 《한국사 100 장면》, (가람기획, 1998)
- 조선일보, 《조선일보 사람들》, (조선일보, 2005)
- 공임순, 《식민지의 적자들》, (도서출판 푸른역사, 2005)
- 하영선, 《역사 속의 젊은 그들》 (을유문화사, 2011)
- 한원영, 《한국신문연재소설의 사적 연구》(도서출판 푸른사상, 2010)
- 차유진, 《손녀딸의 부엌에서 글쓰기》 (모요사, 2009)
- 김철, 《복화술사들》 (문학과 지성사, 2008)
- 민족문학사연구소, 《제도로서의 한국 근대문학과 탈식민성》, (민족문학사연구소, 소명출판, 2008)
- 박숙자, 《한국 문학과 개인성》 (소명출판, 2008)
- 김선학, 《시에 잠긴 한국인 생각》 (국학자료원, 2007)
- 안창남 외, 《잃어버린 풍경 1920~1940》 (이지누 엮음, 호미, 2005)
- 이광수 외, 《멀리 간 동무》 (홍진P&M, 2006)
- 송명희, 이광수, 《이광수의 민족주의와 페미니즘》 (국학자료원, 1997)
- 이민희, 《마지막 서적중개상 송신용 연구》 (보고사, 2009)
- 정찬주, 정찬주의 茶人기행 (열림원, 2006)
- 이영아, 《예쁜 여자 만들기》 (푸른역사, 2011)
- 박태원, 《구보가 아즉 박태원일 때》(깊은샘, 2005)
- 서영채, 《사랑의 문법: 이광수, 염상섭, 이상》 (민음사, 2004)
- 김종회, 《문학과 예술의 혼》 (문학의숲, 2007)
- 상허학회, 《한국현대문학의 정치적 내면화》 (깊은샘, 2007)
- 권보드래, 《연애의 시대》 (현실문화연구, 2006)
- 사에구사 도시카쓰, 《이광수 작품선》 (이룸, 2003)
- 김윤식, 《일제 말기 한국 작가의 일본어 글쓰기론》 (서울대출판부, 2003)
- 이상진, 《한국 근대작가 12인의 초상》 (도서출판 옛오늘, 2004)
- 방민호, 《모던 수필》 (향연, 2003)
- 한승옥, 《이광수 문학사전》 (고려대학교출판부, 2002)
- 최은희, 여성을 넘어 아낙의 너울을 벗고 (문이재, 2003)
- 사에구사 도시카쓰, 《사에구사 교수의 한국문학 연구》 (베틀·북, 2000)
- 김윤식ㆍ김재홍ㆍ정호웅ㆍ서경석 공저, 《우리문학 100년》 (현암사, 2001)
- 김철 외, 《문학속의 파시즘》 (삼인, 2001)
- 김성한, 《거인들의 시대》 (동아일보사, 2011)
- 심원섭, 《한-일 문학의 관계론적 연구(국학자료원, 1999)
- 이정화, 《그리운 아버님 춘원》, (도서출판 우신사, 1993)
- 김윤식, 《이광수와 그의 시대 1~3》, (한길사, 1986)